# Coronacrisis in Suriname
De coronacrisis in Suriname begon toen op 13 maart 2020 de eerste besmetting met SARS-CoV-2 in het land werd vastgesteld. Het betrof een vrouw die kort ervoor uit Nederland terugkeerde, waar ze Delft en Rotterdam had bezocht. De bezorgdheid over de coronapandemie begon al eerder en nam sinds 4 maart toe toen in de grensplaats Saint-Laurent in Frans-Guyana vijf besmettingen werden vastgesteld.

## Crisismanagement

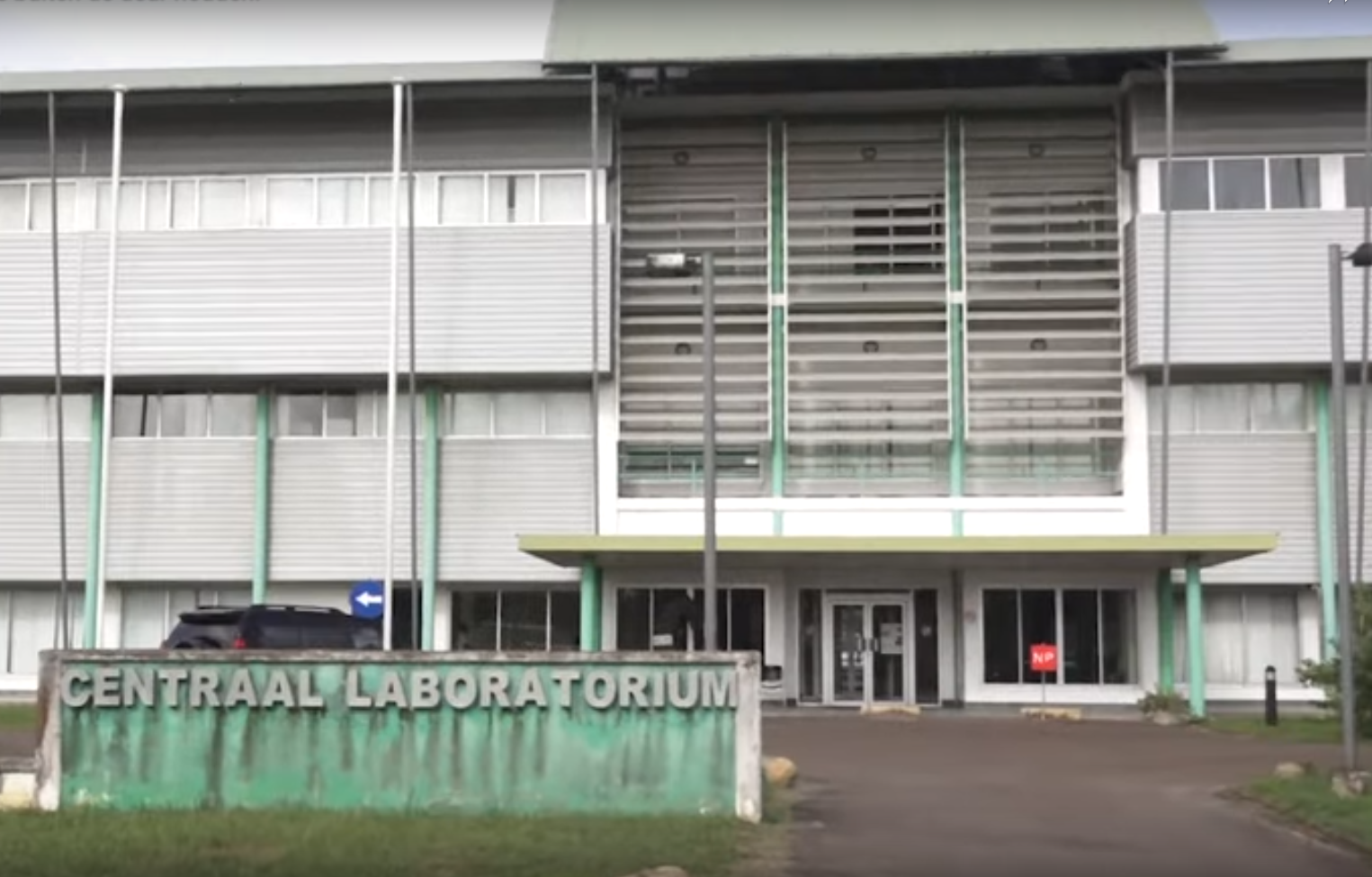
Centraal Laboratorium in Paramaribo

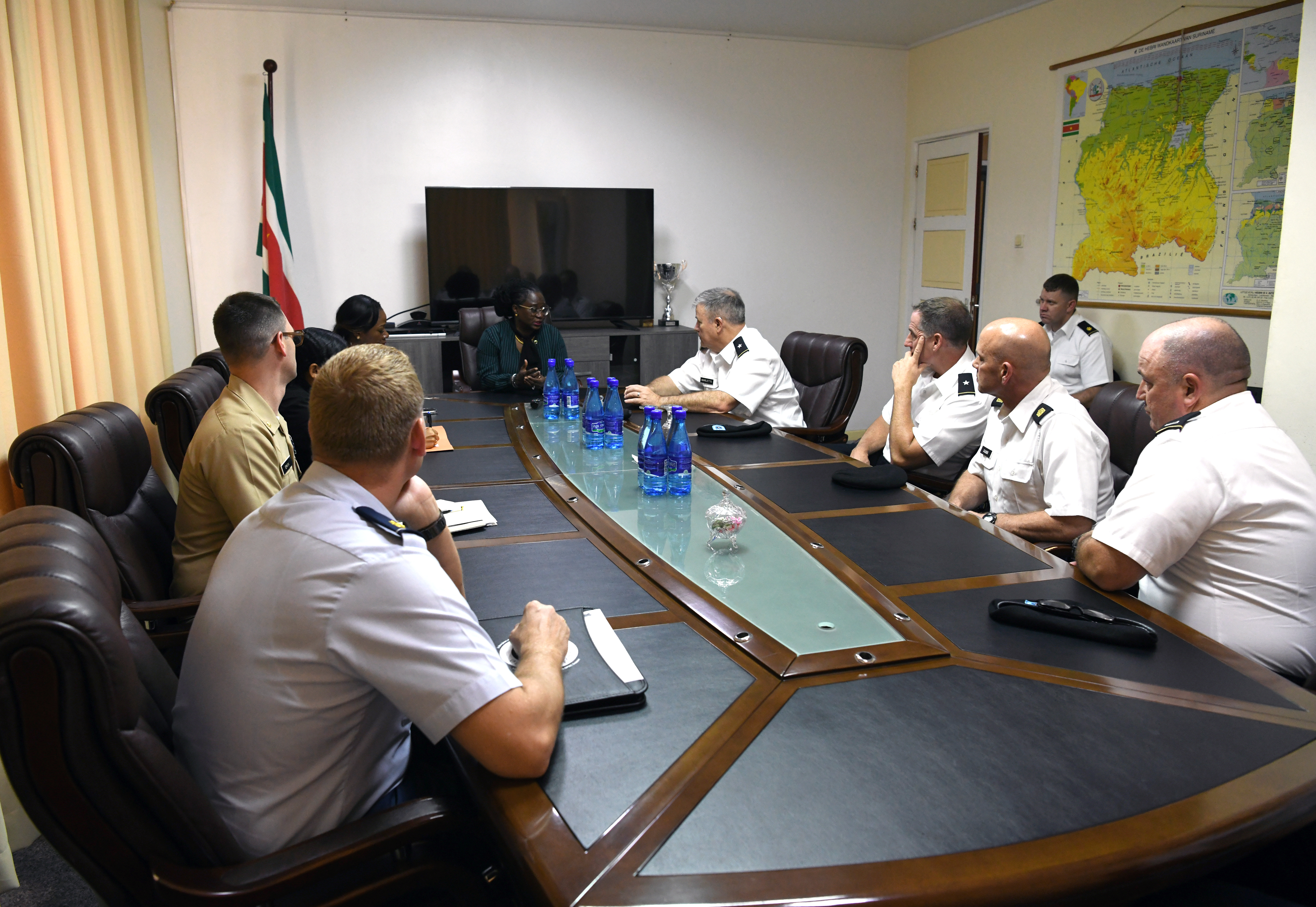
Danielle Veira tijdens een vergadering, 2019

In januari 2020 zette Cleopatra Jessurun, de waarnemend directeur ministerie van Volksgezondheid, een National Public Health Response-team op, in samenwerking met het Surinaamse focalpoint van de Pan-Amerikaanse Gezondheidsorganisatie (PAHO). Dit team bereidde zich voor op een eventuele uitbraak van het coronavirus in Suriname. De PAHO gaf een training in het Centraal Laboratorium zodat daar de testen op het virus kunnen worden uitgevoerd. Suriname was het eerste land in de Caraïben met een laboratorium dat Covid-19-besmettingen kan onderzoeken. Daarnaast werd medisch personeel getraind. Verder gaf het Bureau voor Openbare Gezondheidszorg (BOG) trainingen in opvanginstellingen van kwetsbare groepen, zoals ouderen, mensen met een beperking en kinderen. Verder werd een Facebook-pagina opgezet, evenals een website met informatie over het SARS-CoV-2-virus.
In maart 2020 werd door de Raad van Ministers het COVID-19 Crisis Management Team ingesteld dat de rol van het voorbereidingsteam overnam. De leiding werd rond deze tijd overgenomen door kolonel Danielle Veira, de directeur Directoraat Nationale Veiligheid (DNV).
Kort na de afkondiging van de 'Burgerlijke Uitzonderingstoestand' door de regering op basis van artikel 72c van de Grondwet werd op 8 april 2020 in het parlement de Wet uitzonderingstoestand COVID-19 goedgekeurd.
Op 8 maart 2021 riep de regering de COVID-19 Brigade in het leven om de coronamaatregelen te handhaven, zoals vastgelegd in de Wet uitvoering Burgerlijke Uitzonderingstoestand. Tijdens de coronacrisis werkte Suriname samen met de Nederlandse medische sector en werd daarbij tot december 2023 ondersteund door Marc Sprenger.

### Quarantaine
Als faciliteiten voor overheidsquarantaine werden het RCR Zorghotel, het Regionaal Ziekenhuis Wanica en het Streekziekenhuis Marwina aangewezen. Vanwege onvrede over de voorzieningen in overheidsquarantaine, werd iedereen rond 22 maart toegestaan om hun quarantaine thuis uit te zitten. Alle repatrianten zijn voorzien van een armbandje met een kleur die verwijst naar de vlucht waarmee ze teruggekomen zijn. In de praktijk bleek de thuisquarantaine op een gatenkaas te lijken. Bij Telesur werd de vestiging in Paramaribo-Noord tot het eind van de dag ontruimd omdat een vrouw haar quarantaine had verlaten om haar zaken te regelen.
Tijdens de persconferentie van 31 maart werd naar buiten gebracht dat tijdens een controle door het BOG niet alle personen in thuisquarantaine werden aangetroffen. Anderzijds bezocht het BOG personen niet gedurende de gehele quarantaineperiode, waarna mensen het bandje na veertien dagen zelf doorknipten. Voor repatrianten die Suriname na 28 maart zijn binnengekomen, wordt thuisquarantaine niet langer toegestaan. Zij zullen bij terugkeer in overheidsquarantaine moeten gaan.

## Risicoland
De Pan-Amerikaanse Gezondheidsorganisatie (PAHO) beschouwt Suriname en een aantal andere landen in de regio als risicolanden voor de coronapandemie vanwege de 'zwakke' gezondheidszorg. Landen als Suriname zouden het moeilijker hebben om het virus in een vroeg stadium op te sporen en te beheersen, aldus PAHO-directeur Carissa Etienne op 7 maart 2020. Volgens Danielle Veira, de directeur van het COVID-19 Crisis Management Team, hoeft er geen piek te komen wanneer de burgers de instructies opvolgen. Jerry Slijngard van het NCCR kan niet met stelligheid zeggen dat het coördinatiecentrum voldoende is voorbereid. "Als het om twee of drie mensen gaat, hebben we het een en ander in huis, maar als het om meer mensen gaat, een honderd of duizend, is dat a different ball game," aldus Slijngard op 3 maart 2020.
Met ingang van 29 maart werd een gedeeltelijke lockdown afgekondigd. President Bouterse motiveerde dit besluit met: "Zowel ons volk als het gezondheidssysteem kan geen epidemie aan."

## Verkeer en vervoer

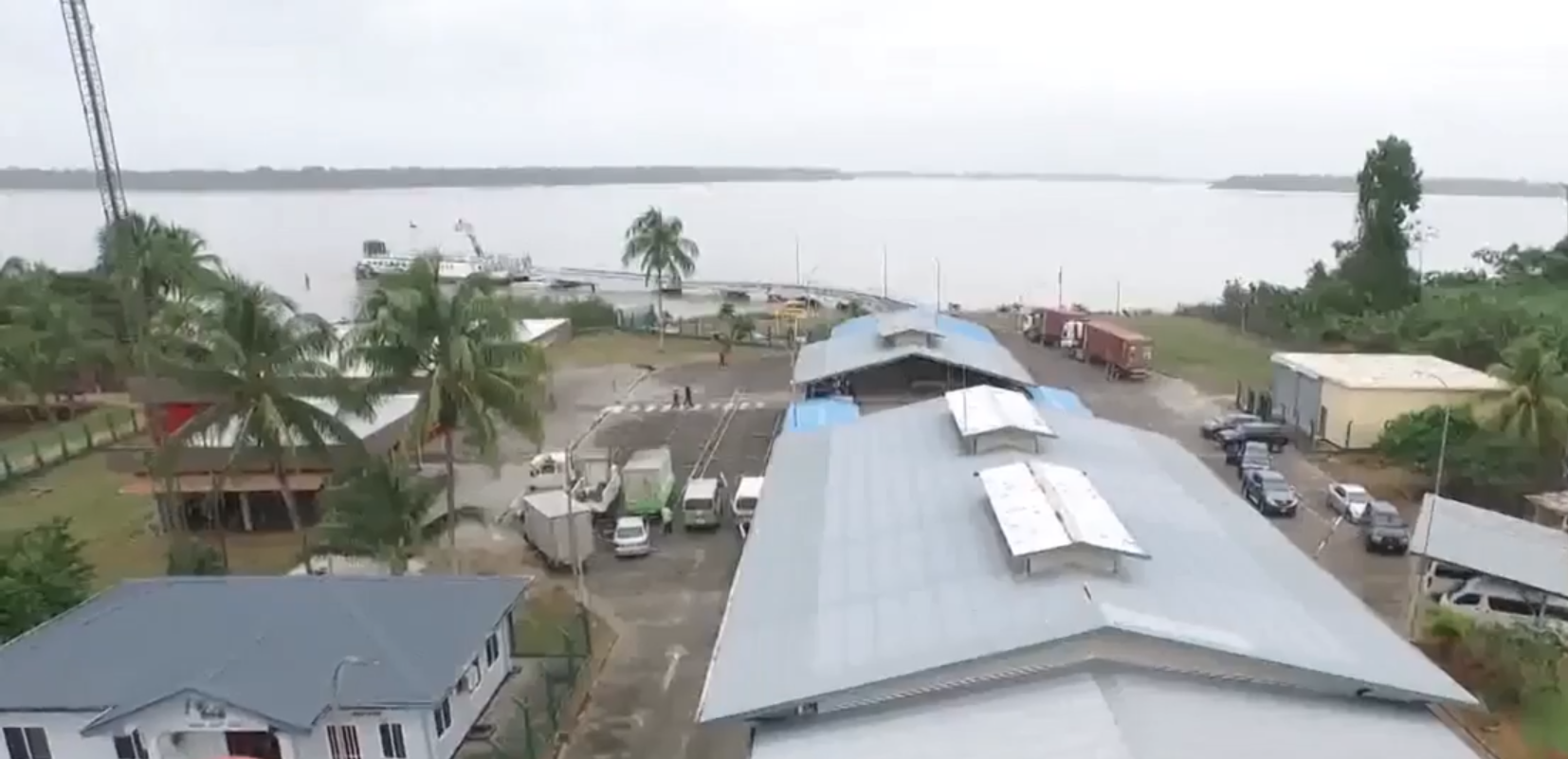
Veerdienst vanaf South Drain

Op 5 maart 2020, ruim een week voor de eerste besmetting met corona in Suriname werd vastgesteld, was er verwarring over de sluiting van de grens met Frans-Guyana. Deze werd eerst door districtscommissaris Freddy Daniël afgekondigd en korte tijd erna ontkracht door de minister van Volksgezondheid, Antoine Elias. Toen op 13 maart de eerste besmetting werd vastgesteld, sloot Suriname met ingang van de volgende dag de grenzen voor alle reizigers, zowel over land en water als via de lucht.
Vrachtverkeer via het water en de lucht bleef toegestaan, om de im- en export van goederen niet te belemmeren.

### Repatriëring
Er zijn verschillende vluchten uitgevoerd om Surinamers in het buitenland te laten repatriëren. Er zijn de volgende vluchten geweest:
Er staan hierna nog vluchten gepland uit India en Santo Domingo. Andersom waren er repatriëringsvluchten naar Nederland en de Verenigde Staten.

## Levensmiddelen

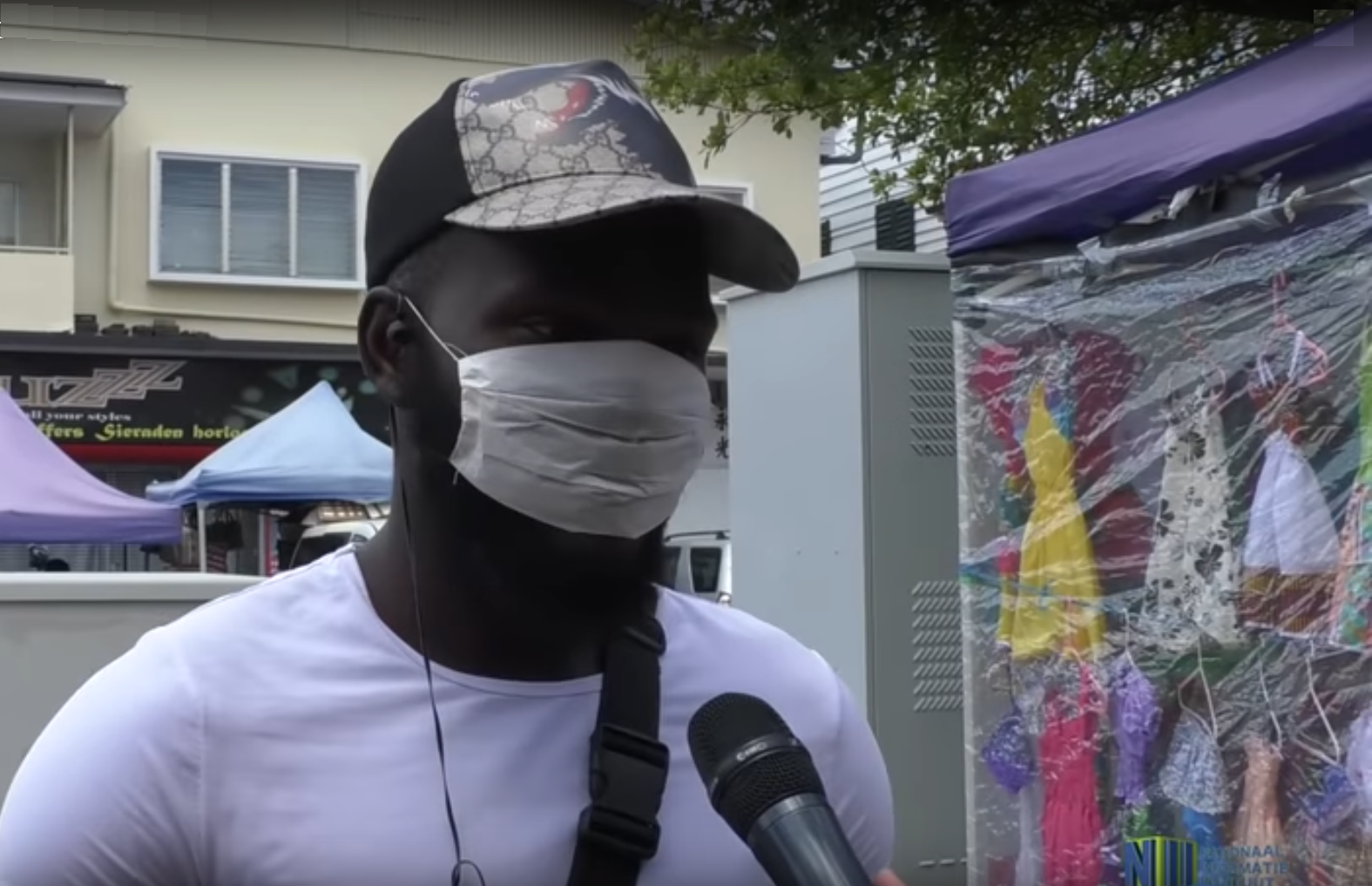
Eén uit weinig mensen op straat met een mondkapje, 20 maart 2020

### Prijsstijgingen
Bij aanvang van de coronacrisis, bevond ook de economie van Suriname zich in een crisis. Malversaties bij de Centrale Bank van Suriname, die in januari 2020 naar buiten kwamen, zorgden ervoor dat de waarde van de Surinaamse dollar in een neergaande spiraal terecht was gekomen. Op 24 maart 2020 nam de regering de Valutawet aan, waardoor het verboden werd transacties te doen in buitenlandse valuta. Uit protest tegen de wet werd er enkele dagen gestaakt door de banken. In enkele maanden tijd stegen de prijzen in de winkels met tientallen procenten. De regering legt de schuld bij de winkeliers. Hieronder volgt een overzicht van enkele basisartikelen:
| product              | circa december | eind maart | stijging |
| -------------------- | -------------- | ---------- | -------- |
| kippenei             | 1,25 SRD       | 1,50 SRD   | 20%      |
| 10 kg rijst (paddie) | 30,00 SRD      | 90,00 SRD  | 200%     |
| tarwemeel (blom)     | 5,00 SRD       | 10,00 SRD  | 100%     |
| knoflook             | 18,00 SRD      | 50,00 SRD  | 180%     |
| blik sardientjes     | 13,00 SRD      | 27,50 SRD  | 110%     |
| 1 liter spijsolie    | 11,00 SRD      | 20,00 SRD  | 80%      |
| 1 gallon sap         | 40,00 SRD      | 50,00 SRD  | 25%      |
| 1 baal toiletpapier  | 45,00 SRD      | 75,00 SRD  | 65%      |
| badzeep              | 4,75 SRD       | 8,75 SRD   | 85%      |
| tandpasta            | 18,00 SRD      | 29,75 SRD  | 65%      |

### Drukte bij supermarkten

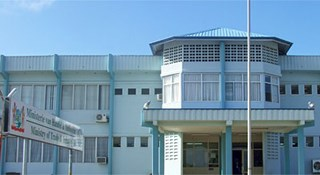
Ministerie van Handel, Industrie en Toerisme

In de eerste dagen na de eerste coronamelding in Suriname werden er grote hoeveelheden producten in de supermarkten gekocht en waren er lange rijen voor de kassa's. Een burger reageerde hierop: "We hebben al last van de koers, en nu komt corona er ook nog bij." Verschillende schappen raakten leeg.
De regering deed in de begindagen een oproep om niet te hamsteren. Hierbij verwees vicepresident Ashwin Adhin ernaar dat er voldoende goederen zijn omdat de vrachtvluchten door blijven gaan. Het ministerie van Handel, Industrie en Toerisme herinnerde de bevolking aan de strafbaarheid conform artikel 2 van het Decreet tegengaan hamsteren. Dit decreet stamt uit 9 september 1986 en verbiedt "hamsteren van goederen in buitengewone economische omstandigheden". In contrast tot de volle winkels, gingen een aantal andere winkels over tot sluiting uit angst voor het virus.
Tijdens de tweede toespraak van president Bouterse aan het volk, garandeerde hij zorg, voeding en orde in het land. De maatregelen van de regering worden gesteund door de grote oppositiepartijen, zoals de VHP, ABOP en NPS.

## Avondklok
In zijn tweede televisietoespraak kondigde president Bouterse met ingang van 29 maart een gedeeltelijke lockdown af, wat erop neerkomt dat er tussen acht uur 's avonds en zes uur 's ochtends niemand de straat op mag. Ondernemers en andere burgers kunnen bij het NCCR een pasje aanvragen waarmee zij ontheffing krijgen voor de maatregel. Agenten en militairen die geen dienst doen, zijn niet ontheven van de maatregelen.
Voor veel Surinamers is het de eerste keer dat zij in de nacht en avond worden beperkt in hun vrijheidsbeleving. Jongeren kunnen 's avonds niet de straat op voor ontspanning, of om naar gym, bioscoop of een feestje te gaan. De laatste avondklok in Suriname dateerde tijdens het militaire regime van Desi Bouterse in de jaren 1980.
De gedeeltelijke lockdown, zoals de avondklok formeel heet, wordt niet overal strikt nageleefd. Dit geldt in het bijzonder in het zuiden van Paramaribo. In de stadsdelen Latour (Goede Verwachting, Ramgoelamweg en Menkendam) en Pontbuiten lokten jongeren de politie uit door de straat te baricaderen. Ook werden er banden en andere spullen in brand gestoken. Op de vierde dag werd het rustiger. Ondertussen deed de politie oproepen via megafoons op auto's en aan ouders om hun kinderen binnen te houden.

## Besmettingen

Bevestigd aantal besmettingen in Suriname (gegevens van de WHO)

Op 3 april 2020 overleed een man als eerste persoon in Suriname aan COVID-19. De tweede persoon overleed tijdens de tweede golf, op 8 juni 2020. Begin juni 2021 begon de derde golf. Bij elkaar zijn 1324 mensen in Suriname aan het virus overleden (stand 25 maart 2022). Hieronder volgt een overzicht van bekende Surinamers of personen met bekendheid in Suriname die aan COVID-19 zijn overleden:
- 25 maart: Jorge Sebá (60), honorair consul van Suriname in Brazilië.[52]
- 3 april: Hans Prade (81), oud-voorzitter van de Rekenkamer.[53]
- 10 april: Bas Mulder (88), Nederlands pater en sporter, actief in Suriname tussen 1959-2009.[54]
- 12 april: Kishen Bholasing (35), Surinaams-Nederlands baithak-gana-zanger.[55]
- 24 augustus: Vergillio Rebin (31), HVB-politicus en onderdirecteur ministerie.[56]
- 29 oktober: Aniel Kienno (49), Surinaams-Nederlands evenementenorganisator en producent.[57]
- 16 november: Fred Fitz-James (72), Surinaams-Nederlands docent, cultureel ondernemer en radiopresentator[58]
- 7 januari (2021): Hijn Bijnen (72), Nederlands fotograaf, sinds 1993 in Suriname.[59]
- 20 juli: Theo Jubitana (56), inheems leider[60]
- 2 november: Irene Lalji, Surinaams advocate[61]
- 21 november: Asongo Alalaparoe (79), inheems granman van de Trio[62]
- 3 december - Roy Ristie (68), Surinaams-Nederlands presentator en politicus[63]

## Vaccinatie
Suriname is aangesloten bij COVAX dat voor Suriname het vaccin AstraZeneca uitgekozen heeft. In maart ontving Suriname 50.000 vaccins van India als een vriendschappelijke geste. Medio April raakte de bodem van de voorraad vaccins in zicht en aan het begin van mei vroeg Suriname Nederland om hulp. Op 15 mei 2021 werd uit hoge regeringskringen in Suriname duidelijk dat Nederland heeft toegezegd 700.000 COVID-19-vaccins te doneren. Dit aantal is voldoende om alle volwassenen in Suriname te vaccineren.

### Doden

Bevestigd aantal doden in Suriname (gegevens van de WHO

## Tijdlijn

### Februari 2020
- 20: De Vereniging van Medici in Suriname (VMS) pleit voor een strikter grensbeleid.[5] Op dit moment is er in Suriname, de drie buurlanden, noch Nederland een besmetting met SARS-CoV-2 vastgesteld.[4][69][70][71]
- 27: In Nederland wordt de eerste besmetting met het coronavirus vastgesteld. Een man had het virus opgelopen in Milaan en vierde daarna carnaval in Tilburg en Loon op Zand.[71]

### Maart 2020
Vanwege een beveiligingsprobleem met de MediaWiki Graph-software is het momenteel niet mogelijk deze grafiek weer te geven. Zodra de software is bijgewerkt zal de grafiek vanzelf weer zichtbaar worden.
- 4: In het naastgelegen Frans-Guyana worden de eerste vijf besmettingsgevallen vastgesteld in de grensplaats Saint-Laurent. Het gaat om een groep reizigers die tussen 17 en 24 februari in Mulhouse op het Franse vasteland waren.[4]
- 5: Meerdere winkels sluiten de deuren in Albina, aan de grens met Frans-Guyana.[6]
- 5: Terwijl districtscommissaris Freddy Daniël meedeelt dat de grens met Frans-Guyana is gesloten, wordt dit kort daarna ontkracht door de minister van Volksgezondheid, Antoine Elias. Elias kondigt wel andere preventieve maatregelen af.[24]
- 7: Er wordt geen coronavirus vastgesteld onder de 49 bedevaartgangers die onder leiding van bisschop Karel Choennie waren teruggekeerd uit Bethlehem. Zij hadden hun reis afgebroken nadat bij een Griekse bedevaartganger het coronavirus was vastgesteld.[72]
- 10: Minister Elias van Volksgezondheid kondigt maatregelen aan die hij de dag erna weer intrekt, omdat er eerst overleg nodig is met het ministerie van Buitenlandse Zaken.[73]
- 11: In het westelijke buurland Guyana wordt de eerste coronabesmetting vastgesteld. Het gaat om een vrouw die dan al is overleden. Zij was een 50'er en had onderliggende klachten, zoals suikerziekte en hypertensie. Zij had het virus opgelopen in de Amerikaanse staat New York.[70][74]
- 11: De backtrackroute, de alternatieve oversteek tussen Guyana en Suriname, wordt gesloten.[75]
- 12: De Surinaamse basketbalcompetitie wordt stilgelegd.[76]

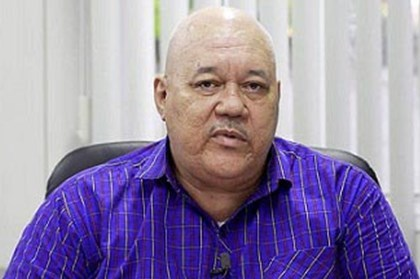
Jerry Slijngard

- 13: Er wordt voor het eerst een besmetting met SARS-CoV-2 op Surinaamse bodem vastgesteld. Het gaat om een vrouw die kort ervoor teruggekeerd is uit Nederland, waar ze Delft en Rotterdam heeft bezocht.[2] Jerry Slijngard van het Nationaal Coördinatiecentrum voor Rampenbeheersing (NCCR) kan niet met stelligheid zeggen dat het coördinatiecentrum voldoende is voorbereid. "Als het om twee of drie mensen gaat, hebben we het een en ander in huis, maar als het om meer mensen gaat, een honderd of duizend, is dat a different ball game," aldus Slijngard.[22]
- 14: De grenzen van Suriname worden gesloten, zowel over land en water als via de lucht. Ook worden sociale bijeenkomsten of evenementen met meer dan 100 personen verboden (later nog sterker ingeperkt).[25] Een vertraagde SLM-vlucht met bestemming Nederland krijgt toestemming om te vliegen.[77]
- 14: De eerste schappen raken leeg in de supermarkten, ondanks de oproep van minister Stephen Tsang van Handel, Industrie en Toerisme om niet te hamsteren.[36]
- 15: Ingezetenen mogen terugkeren naar Suriname en buitenlanders naar hun land. Surinamers dienen bij terugkeer 14 dagen in quarantaine te gaan. Voor reizigers blijven de grenzen gesloten.[78] Voor Yldiz Pollack-Beighle, minister van Buitenlandse Zaken, gaat de thuisquarantaine vandaag op eigen verzoek in. Zij keerde twee dagen eerder uit Nederland terug.[79]
- 15: De 56e Avondvierdaagse wordt afgelast.[80]

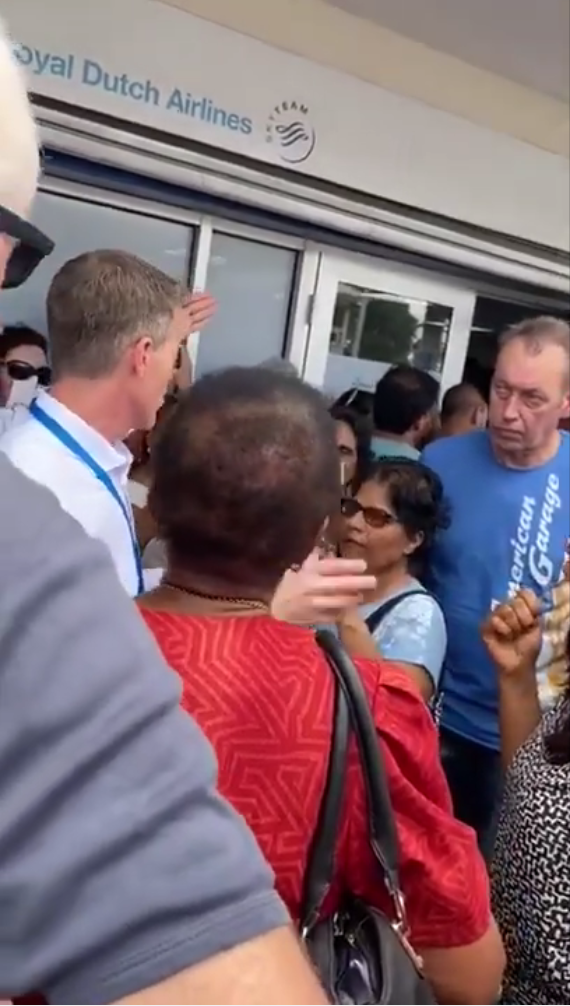
Onrust bij KLM over repatriëring, 16 maart 2020

- 16: Vanaf vandaag zijn alle scholen in Suriname gesloten.[81]
- 16: Het Hof van Justitie stelt vanaf vandaag de rolzittingen uit.[82] Het Openbaar Ministerie past de baliediensten aan.[83] Ook andere instellingen passen hun dienstverlening aan.[84]
- 16: De veerdienst Canawaima vanaf South Drain wordt nu ook stilgelegd voor repatrianten. De overtocht is nu alleen nog toegestaan voor vrachtschepen.[26] Ook de overtocht naar Frans-Guyana is stilgelegd. Schippers en taxichauffeurs zijn het er niet mee eens en doen beklag bij districtscommissaris Freddy Daniël.[85]
- 16: Verschillende banken komen klanten tegemoet die in financieel moeilijk weer verkeren door het coronavirus.[86][87]
- 16: Er worden 50 gezondheidswerkers uit Cuba gehaald om voorbereid te zijn op een verdere uitbraak van het coronavirus.[88]
- 17: Criminelen, verkleed als politieambtenaren en BOG-medewerkers, bezoeken woonadressen en proberen toegang tot de woningen te krijgen.[89]
- 17: De SLM garandeert dat de export via de lucht door blijft gaan.[27]
- 17: De regering heeft een gebaren-tolk aangetrokken die het COVID-19 Crisis Management Team tijdens de persconferenties zal bijstaan.[90]
- 17: Minister Elias (Volksgezondheid) spreekt het personeel van het Regionaal Ziekenhuis Wanica moed in. Hij vraagt het personeel om niet angstig te zijn en de instructies van deskundigen op te volgen.[91]
- 18: President Bouterse, die de eerste dagen sinds de eerste melding van het coronavirus in het binnenland verbleef,[92] is terug in Paramaribo. Er was veel kritiek op zijn afwezigheid tijdens de begindagen van de crisis.[93] Vandaag houdt hij een televisietoespraak voor het volk.[94]
- 18: Minister Elias (Volksgezondheid) vertrekt voor een kort bezoek naar Cuba om humanitaire ondersteuning te vragen.[95]
- 19: Indien werknemers vrij willen hebben om zich te beschermen tegen het coronavirus, dan verplichten sommige ministeries en bedrijven hen om daar verlofdagen voor op te nemen.[96]
- 19: In Suriname wordt een tweede besmetting gemeld. In Nederland wordt een persoon positief getest die ervoor in Suriname verbleef.[97]
- 20: 223 Surinamers die terugkeerden naar eigen land bevinden zich in quarantaine.[98]
- 20: Het Nationaal Informatie Instituut meldt dat Suriname in aanmerking komt voor miljoenenleningen om het coronavirus aan te pakken. De steun zou komen van het IMF, de IDB, de IsDB, het OPEC-fonds en de Wereldbank.[99]
- 20: Het bus- en bootvervoer is voor de duur van een week stilgelegd.[100]

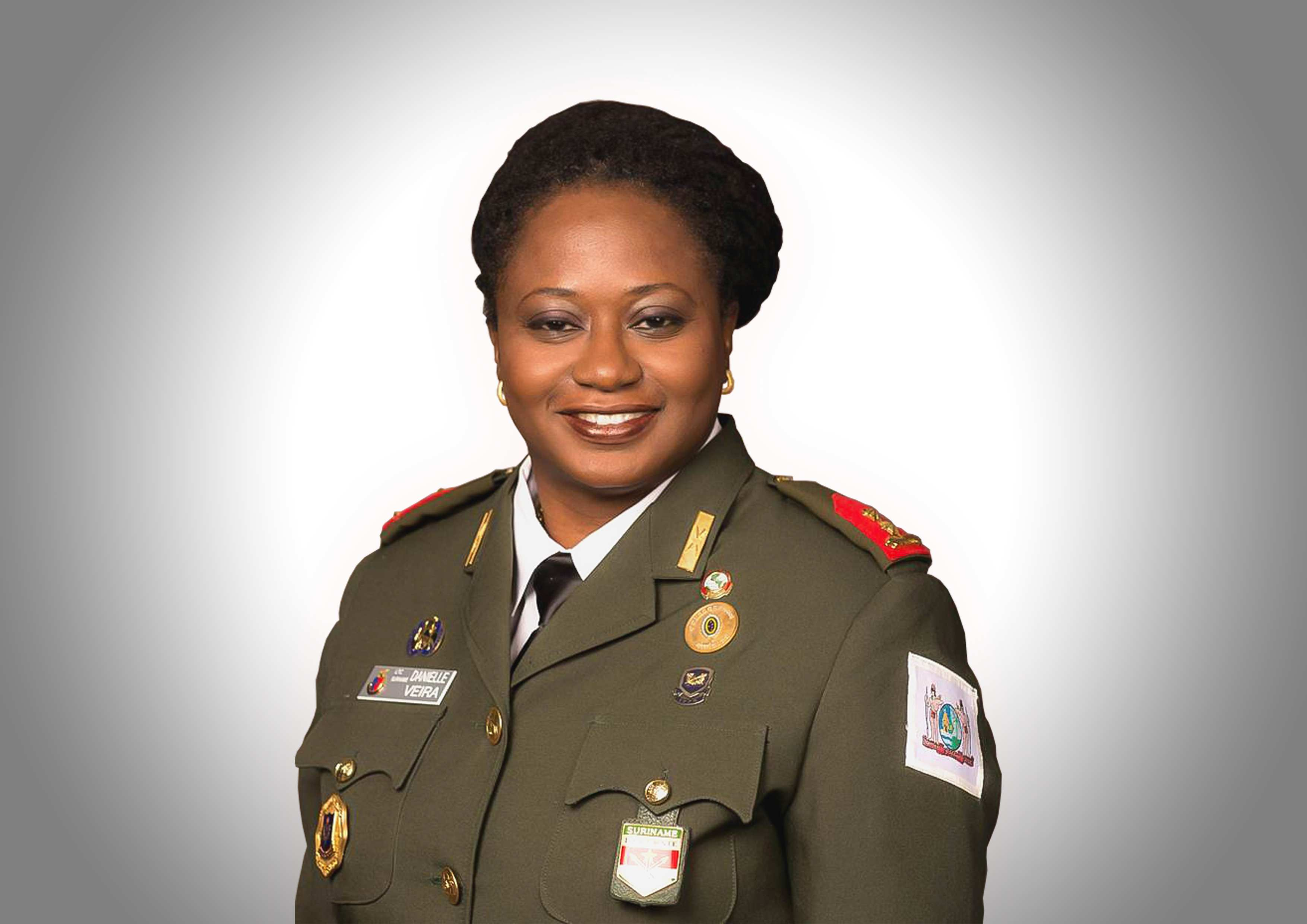
Danielle Veira, circa 2016

- 20: De video waarin Danielle Veira, directeur van het DNV, jongeren waarschuwt die een tequilaparty willen houden, gaat viraal. Hierin maant ze: "Ga naar die tequilaparty! Je ziet waar je de tijd zult doorbrengen de volgende avond ... We gaan jullie allemaal oppakken, want jullie gaan niemands leven in gevaar brengen. Doe 't![101][102]
- 21: Fernandes Concern Beheer, Staatsolie Maatschappij Suriname en Surinam Plastics Manufacturing hebben het VSB COVID-19 Support Fonds opgericht. Het fonds is onder het beheer geplaatst van de Vereniging Surinaams Bedrijfsleven (VSB). Het fonds richt zich op de ondersteuning van units voor intensive care. Indien het fonds het toelaat, zullen ook locaties voor quarantaine worden gesteund.[103] Hierna sluiten andere bedrijven aan en het fonds is na een maand met een miljoen euro gevuld.[104]
- 21: Twee ministers blijken in quarantaine te zitten omdat ze in het buitenland verbleven. Hierbij gaat het niet alleen om de minister van Volksgezondheid, Antoine Elias (sinds 20 maart), die in Cuba was om medische assistentie tijdens de crisis te regelen, maar ook om Gillmore Hoefdraad, de minister van Financiën.[105][106]
- 22: Vanwege onvrede over de voorzieningen in overheidsquarantaine, werd het iedereen toegestaan om hun quarantaine thuis uit te zitten.[14]
- 23: Er wordt een besmetting met het coronavirus vastgesteld bij een zesde ingezetene in Suriname.[107]
- 23: De regering verscherpt de COVID-19-maatregelen.[108]
- 23: De voorbereidingen voor de parlementsverkiezingen van 25 mei blijven doorgaan. Twintig partijen hebben zich ingeschreven bij het Centraal Hoofdstembureau. De stukken liggen vanaf vandaag ter inzage bij het Onafhankelijk Kiesbureau.[80][109]
- 24: Het coronavirus wordt vastgesteld bij de Franse ambassadeur Antoine Joly. Hij is de achtste ingezetene die door het virus is besmet. Hij wordt overgebracht naar het Regionaal Ziekenhuis Wanica.[110]
- 24: Danielle Veira, directeur van het DNV, begint aan een thuisquarantaine, evenals enkele leden van haar loopteam. Zij blijkt in contact te zijn geweest met ambassadeur Joly.[111] Jerry Slijngard, die de leiding heeft over het NCCR, neemt de leiding van haar over bij het COVID-19-team.[112]
- 24: De coronacrisis gaat gepaard met een toename in het aantal gras- en bosbranden. Doordat meer mensen thuis zijn, wordt er meer in de tuin gewerkt en onkruid verbrand. Hierdoor moet de brandweer landelijk vijftien keer per dag meer uitrukken.[113]
- 25: Het personenverkeer naar het binnenland wordt stopgezet.[114]
- 25: Via de grensrivieren vindt nog steeds illegaal grensverkeer plaats. De grensdistricten Nickerie in het westen en Marowijne in het oosten gaan in lockdown.[115][116][117]

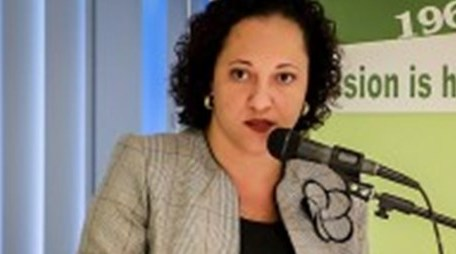
Cleopatra Jessurun

- 25: Cleopatra Jessurun, waarnemend directeur op het ministerie van Volksgezondheid, en infectioloog Stephen Vreden maken bekend niet blind te varen op het medicijn Interferon alfa-2b dat minister Elias (Volksgezondheid) en Ricky Kromodihardjo (Staatsziekenfonds) uit Cuba laten komen. Volgens Vreden is het ongeschikt om te gebruiken.[118][119][120]
- 25: Jorge Sebá, honorair consul van Suriname in Brazilië, overlijdt in Rio de Janeiro aan de gevolgen van COVID-19. Zijn laatste dagen werd hij onverzorgd achtergelaten uit angst van het ziekenhuispersoneel om zelf besmet te raken.[52]
- 26: De eerste twee coronapatiënten zijn aan de beterende hand.[121] De ziekenhuizen zeggen voorbereid te zijn op de crisis.[122]
- 26: De stillegging van het openbaar vervoer is vandaag met een week verlengd.[123]
- 26: De verplichte thuisquarantaine na terugkomst uit het buitenland wordt niet strikt nageleefd. Alle repatrianten zijn voorzien van een armbandje met een kleur die verwijst naar de vlucht waarmee ze teruggekomen zijn.[15] Volgens het dagblad De Ware Tijd zou de thuisquarantaine in de praktijk op een gatenkaas lijken. De krant baseert zich op meerdere voorvallen uit de samenleving. In Paramaribo-Noord werd het gebouw van Telesur tot het eind van de dag ontruimd omdat een vrouw haar quarantaine had verlaten om haar zaken te regelen.[16]

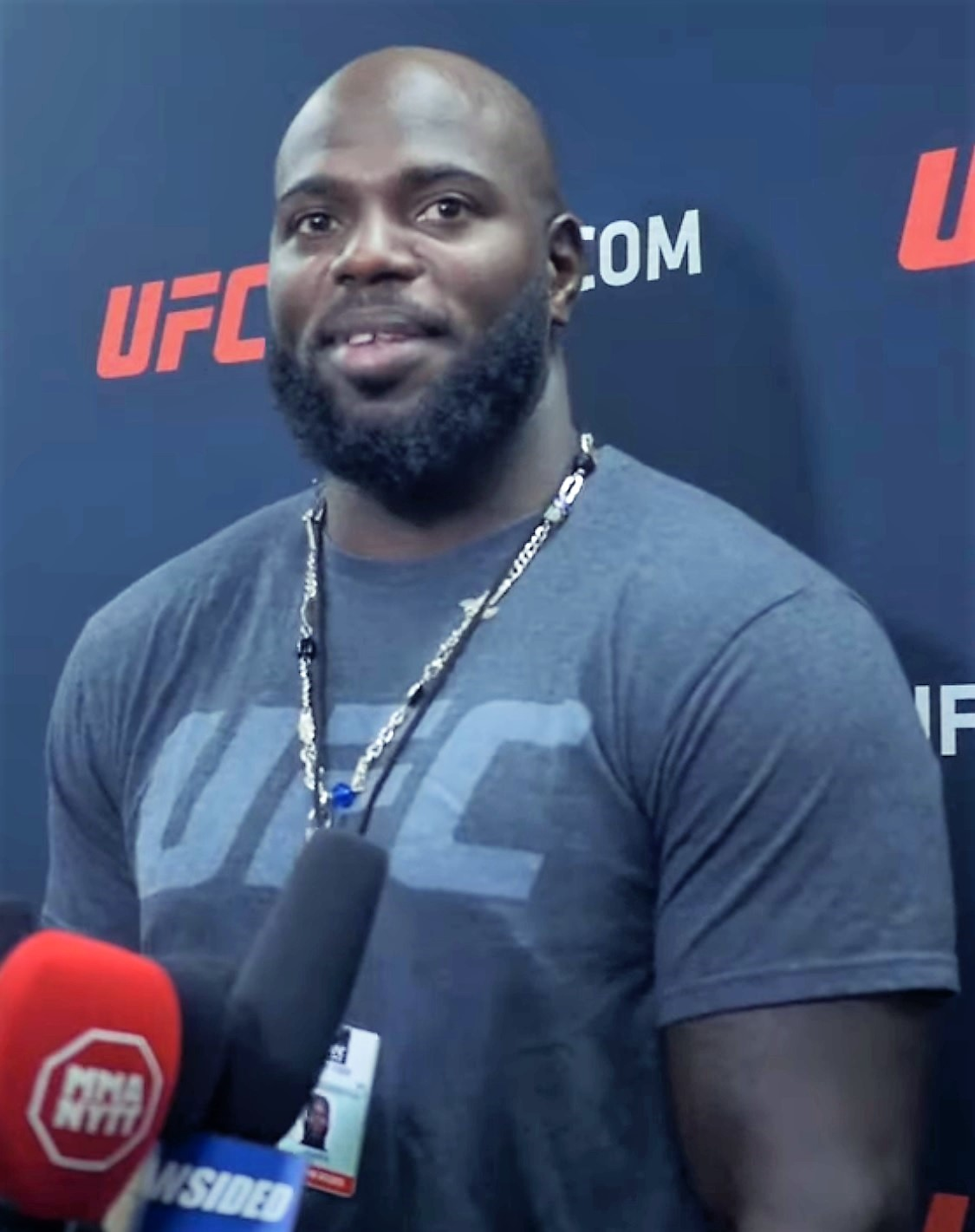
Bigi Boy Rozenstruik

- 28: Het kickboksgevecht tussen Bigi Boy Rozenstruik en de Kameroenese Fransman Francis Ngannou wordt uitgesteld.[124]
- 28: President Bouterse houdt voor de tweede keer tijdens de crisis een televisietoespraak. Hierin garandeert hij zorg, voeding en orde in het land. Daarnaast gaat het land vanaf 29 maart in een gedeeltelijke lockdown, wat erop neerkomt dat er tussen acht uur 's avonds en zes uur 's ochtends niemand de straat op mag.[40] De maatregelen van de regering worden gesteund door de grote oppositiepartijen, zoals de VHP, ABOP en NPS.[41][42][43]
- 28: Er is steun vanuit marron-zijde voor de maatregelen. Bono Velantie, granman van de Aukaners, roept zijn stam op om thuis te blijven en er alles aan te doen om het virus niet te verspreiden.[125] Granman Albert Aboikoni van de Saramaccaners stuurt een audioboodschap naar de dorpshoofden en dorpelingen om de instructies van de regering over te brengen.[126]
- 28: Thuisquarantaine zal niet langer toegestaan worden voor Surinamers die terugkeren naar eigen land. Na terugkeer zullen zij in overheidsquarantaine gaan.[19]
- 29: 286 personen bevinden zich vandaag in quarantaine.[127]
- 29: Ambassadeur Antoine Joly heeft toestemming gekregen om over land, per brandweerauto en veerboot, in relatief goede gezondheid naar de Frans-Guyanese hoofdstad Cayenne te worden vervoerd. Daar vervolgt hij zijn herstel in isolatie in een militair gebouw.[128]
- 29: Ondanks een samenscholingsverbod voor meer dan 10 personen houdt de regeringspartij NDP een drukbezochte bijeenkomst aan de Mastklimmenstraat. NDP-aanhangers geven elkaar de hand en raken elkaar aan. Op sociale media wordt verontwaardigd gereageerd op de video. Volgens NDP-ondervoorzitter André Misiekaba ging de bijeenkomst door omdat niet iedereen afgezegd kon worden.[129][130]
- 30: Nadat er op 26 maart nog een vliegtuigje met vijf personen uit Paramaribo op de Lawa Anapaike Airstrip landde, heeft hoofdkapitein Ipomadi Pelenapin van het Wayana-volk de landingsbaan laten barricaderen.[131]
- 30: Er wordt nog steeds gewerkt aan de verkiezingen van 25 mei. De VHP houdt vandaag haar partijcongres waarbij het aantal personen beperkt blijft tot de noodzakelijke personen. "Alle overheidsprotocollen worden stipt gevolgd," aldus de partij, waaronder voldoende afstand tussen de aanwezigen. Het congres is een verplichting om tot de kandidatenlijst voor de verkiezingen te komen.[132]
- 31: 565 mensen bevinden zich in quarantaine. Van de acht besmette mensen hebben vijf milde klachten en treedt er bij twee verbetering op. De laatste, de Franse ambassadeur, bevindt zich in relatief goede omstandigheden in Frans-Guyana.[128][133] De door corona besmette mensen hebben een leeftijd van tussen de 50 en 69 jaar.[134]
- 31: Tijdens een controle door het BOG werden niet alle personen in thuisquarantaine aangetroffen.[17]

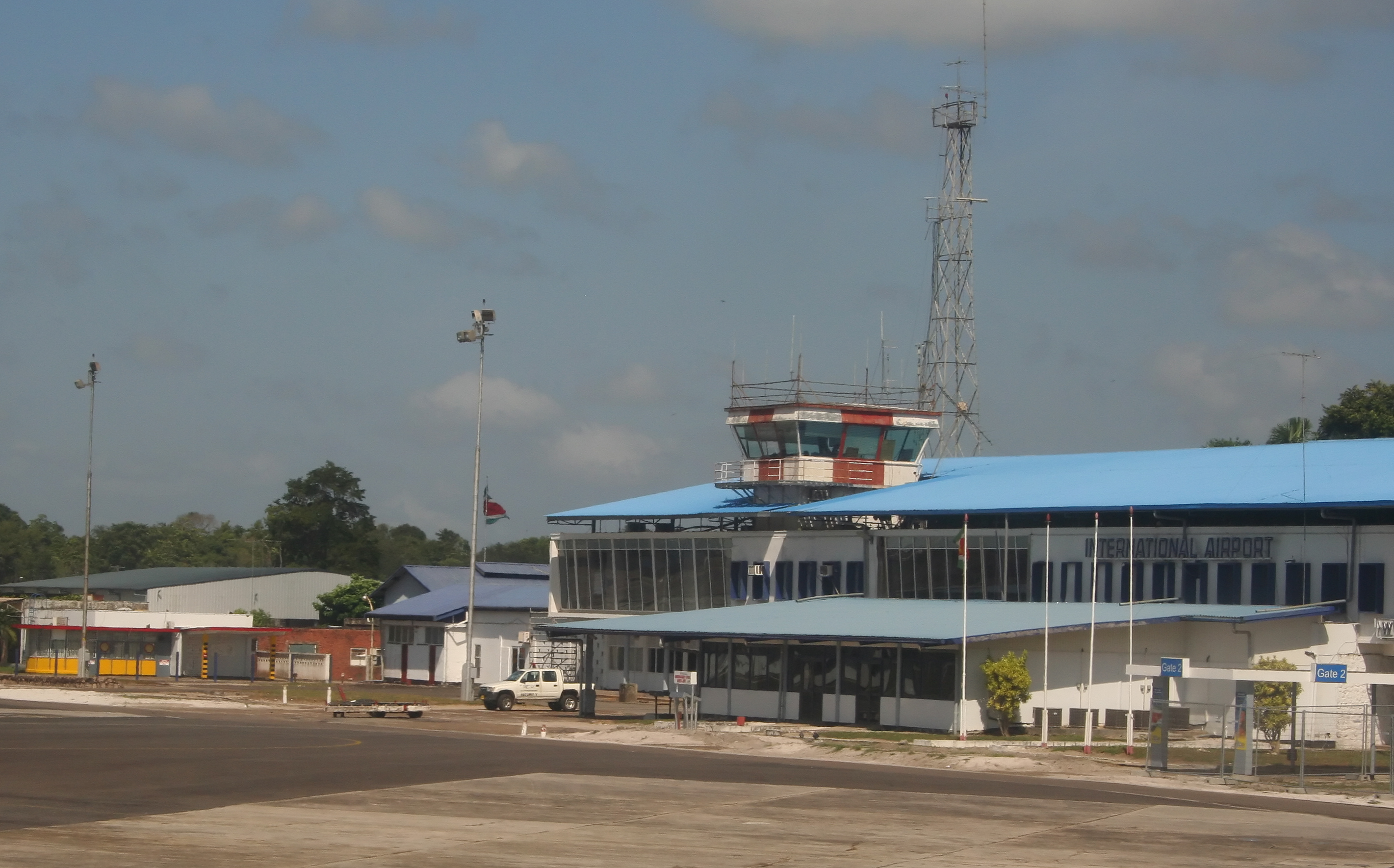
Luchthaven Zanderij

- 31: Een SLM-vlucht met 102 repatrianten uit Belém in Brazilië is gearriveerd op luchthaven Zanderij.[17] Ze zijn in overheidsquarantaine gegaan in de KKF-beurshal.[135] In Nederland en Miami wachten ook nog repatrianten op een retourvlucht.[17]

### April 2020
- 1: Enkele patiënten zijn overbracht van het Regionaal Ziekenhuis Wanica naar 's Lands Hospitaal. Dit gebeurde op verzoek van artsen die daar alle faciliteiten hebben en omdat ze daar ook hun reguliere werk hebben.[136]
- 1: Voor het eerst wordt een door het virus besmet persoon genezen verklaard. Uit voorzorg is nog een week thuisquarantaine verplicht.[136]
- 2: In 's Lands Hospitaal worden twee coronapatiënten ontslagen. Met de ontslagen patiënt van gisteren erbij, telt Suriname nu drie genezen patiënten.[137]
- 2: RFHL, de holdingmaatschappij van de Republic Bank, schenkt een bedrag van 100.000 USD aan de strijd in Suriname tegen COVID-19 en doet dit ook aan andere landen of gebieden waar zij actief is. Ze hoopt dat deze bijdrage andere bedrijven zal inspireren hetzelfde te doen.[138]
- 2: Vandaag is een groep met 90 repatrianten teruggekomen uit Miami.[29]
- 2: Danielle Veira, directeur van het Directoraat Nationale Veiligheid en het COVID-19 Crisis Management Team, keert terug uit thuisquarantaine. De ingangsdatum van haar quarantaineperiode gold formeel sinds het moment van de mogelijke besmetting op 17 maart.[139]
- 3: Drie van de vier patiënten op de intensive care worden van hun intensieve behandeling ontslagen. Een van hen kan direct naar huis en zal de ziekte in thuisisolatie uitzitten. De vierde verkeert nog in kritieke toestand.[140] Bij elkaar zijn er dertig beademingsapparaten in Suriname aanwezig.[141]
- 3: In Suriname overlijdt de eerste patiënt aan de gevolgen van het SARS-CoV-2-virus. Het gaat om de man die als zevende op Surinaamse bodem werd besmet. Hij is de echtgenoot van de vrouw die als eerste werd besmet. Sinds haar besmetting verbleef hij in quarantaine. De gezondheidstoestand verslechterde en hij werd naar de intensive care gebracht van het Sint Vincentius Ziekenhuis in Paramaribo, waar hij vandaag overleed.[142]
- 3: Het Staatsziekenfonds heeft een sproeicabine aangeschaft. Bezoekers zullen eerst deze door deze cabine moeten lopen, voordat ze het gebouw mogen betreden.[143]
- 3: De Caribbean Zonal Volleyball Association heeft in samenspraak met de Surinaamse Volleybal Bond besloten de kwalificatiewedstrijden voor het WK volleybal voor mannen en vrouwen met anderhalve maand te verzetten naar eind augustus.[144]
- 3: De dag der kandidaatstelling in aanloop naar de parlementsverkiezingen van 25 mei blijft op 9 april gehandhaafd. Het programma wordt aangepast aan de huidige maatregelen, zoals social distancing van minstens twee meter.[145]

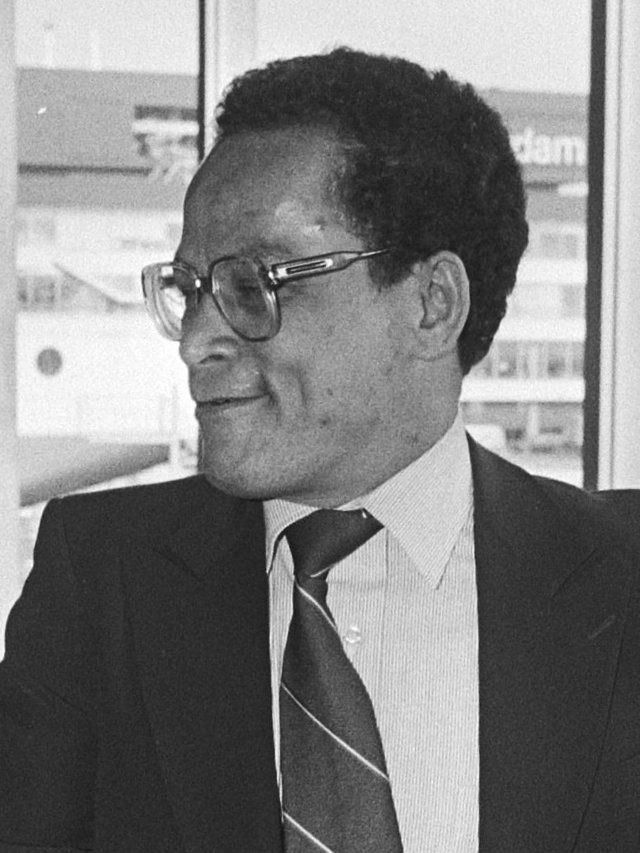
Hans Prade, 1981

- 3: Hans Prade, oud-voorzitter van de Rekenkamer, is vandaag na een kort ziekbed overleden aan de gevolgen van COVID-19.[53]
- 4: Digicel doneert bij elkaar 115.000 USD.[146] Het bedrag zal gaan naar smartphones voor eerstehulpverleners en medisch personeel. Voor alle klanten zal er geen aftrek op de databundel zijn voor bezoeken aan de websites van het COVID-19 Crisis Management Team en de Wereldgezondheidsorganisatie.[147]
- 4: Het bedrag van 9.500 SRD dat het NCCR in rekening bracht voor bewaking bij thuisquarantaine is komen te vervallen. Gequarantaineerden die al betaald hebben, krijgen hun geld terug.[148]
- 4: Aan de Toscastraat brandt een woning af. Het was het verblijf van een bejaarde vrouw die in thuisquarantaine verbleef. Leden van het NCCR hebben haar overgebracht naar een andere locatie.[149]
- 4: De repatrianten die van Suriname via Aruba naar Nederland zouden terugvliegen, zijn gestrand op luchthaven Zanderij. Het vliegtuig bleek een mankement te hebben. De reizigers zijn ondergebracht in twee hotels.[150]
- 5: Het schaken in Suriname krijgt een vervolg via het internet. Pratul Panchoe wint na vijf dagen de eerste editie van de Arena Battle.[151]
- 5: Het AZP-team meldt dat het Ziekenhuis Wanica negen intensivecarebedden gereed heeft om ernstig zieke coronapatiënten te ontvangen.[152]
- 5: In Albina neemt de politie vijf buitenboordmotoren in beslag van schippers die mensen uit Frans-Guyana illegaal de grens over hielpen.[153]
- 6: Particuliere scholen lopen met het lesprogramma op schema. De examens kunnen zoals gepland volgende week worden afgenomen. De examenruimtes zijn aangepast aan de maatregelen.[154]
- 6: Verpleegkundigen van de Detoxificatie Kliniek moeten verplicht met verlof. Dit gaat tegen de uitspraak in van minister Soewarto Moestadja van Arbeid.[155]
- 6: President Bouterse houdt zijn derde televisietoespraak. Hij onderkent de grote impact die de crisis op de bevolking heeft en de enorme kosten die eraan verbonden zijn.[156]
- 6: Er is verwarring ontstaan bij de gequarantaineerden in Hotel Residence Inn en het RCR Zorghotel. Het BOG heeft een groep na thuisonderzoek bericht gegeven hun quarantaine thuis te kunnen vervolgen. Het NCCR houdt echter voet bij stuk en wil dat iedereen de quarantaine onder overheidstoezicht vervolgt.[157]
- 6: De politie heeft twee verdachten in beeld die worden gezien als de aanstichters van de rellen in Zuid-Paramaribo. Ze zijn jonger dan twintig jaar en werden op hun beurt opgehitst door ouderen.[158]

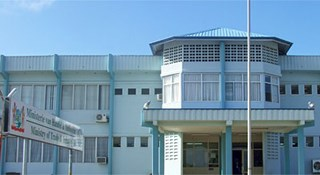
Ministerie van HI&T

- 7: De gevolgen voor de toerismesector in Suriname zijn zeer groot. United Tour Guides Suriname, de Suriname Hospitality and Tourism Association en de Associatie van Surinaamse Reisagenten zijn in overleg met het ministerie van HI&T over hoe de impact zoveel mogelijk beperkt kan worden.[159]
- 7: De drie patiënten die al eerder uit het ziekenhuis ontslagen werden, zijn vandaag definitief genezen verklaard.[160]
- 8: De Wet uitzonderingstoestand COVID-19 is na een marathonzitting in De Nationale Assemblée met een nipte meerderheid van 27 voorstemmen goedgekeurd.[161]
- 8: Een vierde coronapatiënt is genezen verklaard. Het gaat om de Franse ambassadeur Antoine Joly en hij is inmiddels terug op Surinaamse bodem.[162]
- 8: De voorraad wordt aangevuld: er zijn 2 beademingsapparaten, 2.000 laboratoriumtesten voor het virus en 30.000 chirurgische mondkapjes aangekomen.[163]
- 9: Er bevinden zich nog 893 Surinamers in het buitenland die terug willen keren naar eigen land. Van hen bevinden zich 603 in Nederland, 35 op Curaçao, 88 in de Verenigde Staten en 49 in Brazilië. Er zijn nog voorbereidingen nodig in Suriname voordat zij kunnen repatriëren.[164]
- 10: Het ministerie van Financiën kondigt versoepelde belastingmaatregelen aan, zoals uitstel van belastingaangifte en betalingsregelingen.[165]
- 10: De grens wordt nog steeds illegaal overgestoken. Zowel Veira als Bouterse, in zijn vierde televisietoespraak, haalt dit aan. De maatregelen in Suriname worden met twee weken verlengd.[166] In de buurlanden worden hoge besmettingsaantallen geregistreerd: in Guyana het viervoudige en Frans-Guyana het negenvoudige van Suriname. In Brazilië zijn 20.000 besmettingen geregistreerd.[167]
- 10: Bas Mulder (88) is vandaag in Nederland overleden aan de gevolgen van het coronavirus. Hij had de Surinaamse nationaliteit en was actief in Suriname tussen 1959-2009 als pater en sporter.[54]
- 11: In een inheems dorp in Frans-Guyana zijn zestien mensen positief getest op COVID-19. Enkele bewoners zijn de quarantaine ontvlucht en de vrees is dat zij de Marowijne oversteken en in Suriname inkopen zullen doen.[168] Suriname en Frankrijk hebben afgesproken gezamenlijke grenscontroles uit te voeren.[169]

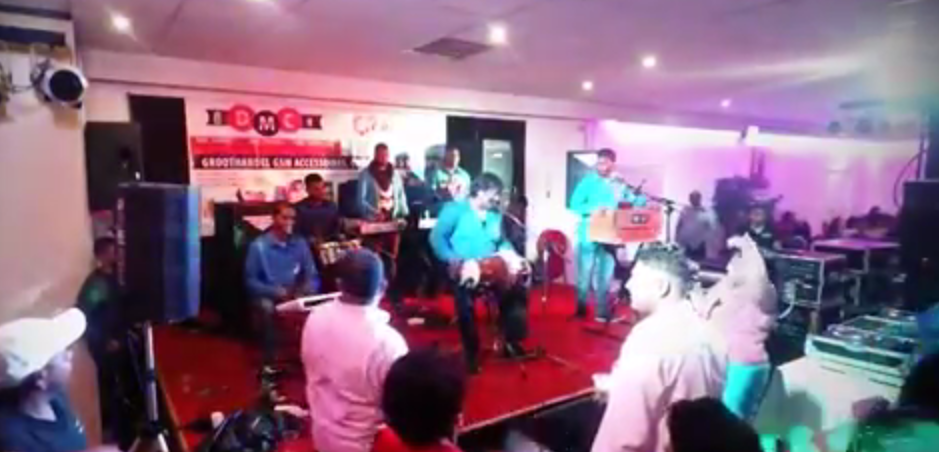
Kishen & Friends, 2015

- 12: Kishen Bholasing (35) is vandaag in Nederland overleden als gevolg van het coronavirus. Hij is een bekend zanger in het genre baithak gana.[55]
- 12: DOE gaat niet in op de uitnodiging van Bouterse om over veiligheidsmaatregelen te spreken. De partij wil dat Bouterse naar De Nationale Assemblée komt om hierover te spreken en vindt dat hij dat ook had moeten doen bij de behandeling van de Wet uitzonderingstoestand COVID-19. Andere partijen willen lager gedelegeerde leden sturen. Bouterse blaast het overleg daarna af.[170]
- 12: Terwijl Bouterse dreigt de noodtoestand uit te roepen wanneer mensen zich niet aan social distancing houden, circuleren video's op Facebook waarin hij zich afgelopen vrijdag (Goede Vrijdag) liet omringen door een samengepakte groep met NDP-aanhangers in Flora. In de media wordt er schande over gesproken. Bouterse zou de coronacrisis misbruiken door zelf wel campagne te voeren. Eerder, op 29 maart, hield de NDP ondanks het samenscholingsverbod ook al een verkiezingsbijeenkomst.[171][172][173][174][175]
- 13: Twee militairen in Apoera weigerden vannacht de instructies van de politie op te volgen. Ze overtraden de nachtklok en sloegen met de auto over de kop toen ze de weg gebruikten als racebaan. De zaak liep zover uit de hand, dat een sergeant door het been is geschoten door een politieagent.[176]
- 13: Er zijn opnieuw twee coronapatiënten genezen verklaard. Dit brengt het totale aantal op zes.[177]
- 13: Er is verontwaardiging over twee politieoptredens tegen mensen die de coronamaatregelen hebben overtreden. Een persoon krijgt zweepslagen, in een ander voorval schiet een agent in de lucht.[178] Inspecteur Eijk keurt het politieoptreden af.[179]
- 14: President Bouterse biedt zijn excuses in een televisietoespraak aan over de bijeenkomst op Goede Vrijdag waar hij in het midden van een groep NDP-aanhangers zat te chillen en niet zijn eigen veiligheidsvoorschriften naleefde: hij zat op minder dan twee meter afstand van een aantal jongeren en tegen groepen van meer dan tien personen is een samenscholingsverbod van kracht. Hij biedt de excuses aan nadat hij er kritiek op had gekregen en de beelden het gehele weekend viraal waren gegaan op het internet.[180][181]
- 15: De Wayana's in het zuidoosten van Suriname luiden al sinds 30 maart de noodklok. Braziliaanse goudzoekers dringen van veel kanten het gebied binnen en de inheemse bevolking kan zich er niet alleen tegen beschermen.[182] Twee weken geleden liet hoofdkapitein Ipomadi Pelenapin de landingsbaan van de Lawa Anapaike Airstrip al blokkeren.[131]
- 15: De toerismesector in Suriname kent een omzetdaling van 95 tot 100 procent. Volgens de brancheorganisatie SHATA is de overlevingskans binnen de sector voor veel bedrijven klein.[183]
- 15: Naast Brazilianen, steken ook inwoners uit Frans-Guyana de grens over, onder wie inheemsen die hun quarantaine verlaten. Vids-voorzitter Theo Jubitana meldt dat de rivier in het Lawa-gebied is gebarricadeerd.[184]

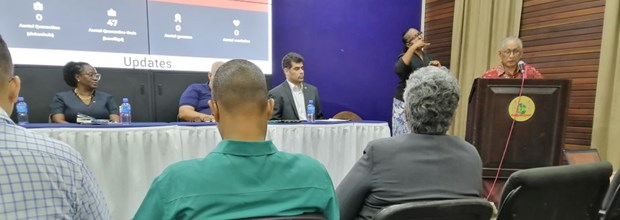
Een van de periodieke persconferenties van het COVID-19 Crisis Management Team

- 15: Journalisten boycotten de persconferentie van het COVID-19 Crisis Management Team die vandaag geleid werd door vicepresident Ashwin Adhin. Volgens de journalisten wordt over de hoofden van de journalisten heen naar het volk gesproken en is er voor de journalisten amper ruimte tot vragen.[185][186][187]
- 15: Jona Gunther, kapitein van het dorp Erowarte in Marowijne, werd door militairen opgepakt toen hij op onderzoek was naar de bootsmannen die mensen illegaal de grens met Frans-Guyana over hadden vervoerd. De militairen wisten dat het om de kapitein ging, getuige hun bevel kapting dyompo ini a wagi, en riepen hem beledigingen en krachttermen toe. Hij werd om 9:00 uur opgepakt en zonder eten, water of opgaaf van reden om 20:00 uur vrijgelaten.[188] Twee dagen later bracht de voorlichtingsafdeling van het KPS naar buiten dat Gunther verdacht werd van het helpen van een quarantainevluchteling uit Frans-Guyana. Hij zou in de cellenruimte ondergebracht zijn uit voorzorg tegen een mogelijke coronabesmetting.[189]
- 15: De situatie van de drie overgebleven COVID-19-patiënten is stabiel.[190]
- 16: De grenzen blijven gesloten. Het inreisverbod geldt tot ten minste 15 mei.[191] In het binnenland wordt een indringende voorlichtingscampagne gehouden waarin een cruciale verantwoordelijkheid is toebedeeld aan het traditionele gezag.[192]
- 16: In het stadressort Munder houdt de politie acht mensen aan die ondanks de avondklok toch buiten zijn. 's Ochtens om 6 uur worden ze weer vrijgelaten.[193]
- 16: Het Korps Politie Suriname is een onderzoek gestart naar drie agenten die vorige week tijdens de avondklok samen in een auto met zwaailicht buiten hun verzorgingsgebied reden. Hierbij negeerden ze een stopteken van collega's. Het is het vierde incident met politieagenten sinds de partiële lockdown inging.[194]
- 16: Overtredingen van de quarantainewetgeving kunnen gesanctioneerd worden met zes maanden gevangenisstraf. Deze voorziening is in de wet opgenomen, aldus Daniëlle Veira, directeur van Directoraat Nationale Veiligheid.[195]
- 16: Technisch personeel van het ministerie van OWTC wordt door minister Chotkan verplicht om vanaf vandaag weer aan het werk te gaan. Het personeel reageert verrast. Ze hadden eerder de opdracht gekregen om thuis te blijven omdat op het werk niet voldaan kan worden aan de coronamaatregelen. Daarbij rijdt er geen openbaar vervoer en is een deel van de ambtenaren daar afhankelijk van om op het werk te komen.[196]
- 16: Staatshoofden en regeringsleiders van de Caricom spreken in een videoconferentie een gezamenlijk gezondheidsprotocol af, met afspraken over grenscontroles en een gemeenschappelijke aanpak van de coronacrisis. Suriname wordt vertegenwoordigd door vicepresident Ashwin Adhin.[197]
- 16: De illegale oversteek uit de buurlanden blijft zorgen baren. In de Congreshal worden de traditionele gezagdragers ingelicht over de maatregelen door president Bouterse, hoofd Veiligheid Veira en minister van Regionale Ontwikkeling Dikan.[198]
- 18: Jair Bolsonaro, de president van Brazilië, vindt de maatregelen tegen de coronapandemie overdreven en schadelijk voor de economie. Hij wil dat ze zo snel mogelijk weer worden teruggedraaid. Ook wil hij de grenzen met de buurlanden weer openen. Hij noemt hierbij Paraguay en Uruguay bij naam.[199]
- 18: De samenwerking met Turkse partners voor de bouw van een groot aantal woningen in Suriname is stil komen te liggen door de coronapandemie.[200]

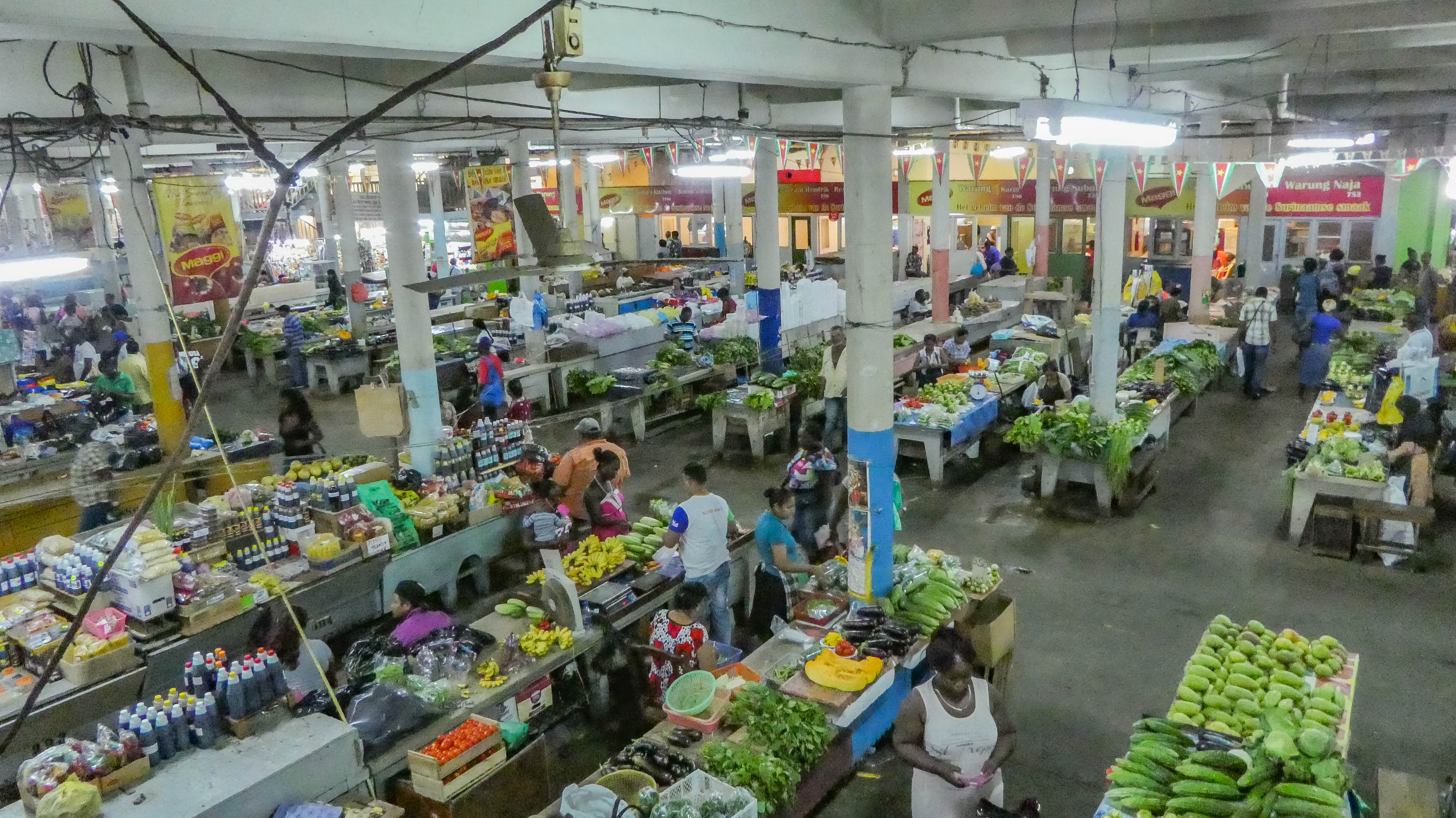
De Centrale Markt

- 19: De Centrale Markt heeft de kramen aan de Waterkant geopend. Binnen kunnen nog geen klanten toegelaten worden omdat klanten daar te dicht op elkaar staan.[201]
- 20: In een brief hebben vier hoofdkapiteins aan de regering gevraagd de controle aan de grens met Frans-Guyana te verhogen. Er vindt op dit moment nog veel grensverkeer plaats tussen het Franse Apatou en het Surinaamse Paramacca-gebied, waarbij vooral gevreesd wordt voor de oversteek door Braziliaanse goudzoekers. De kapiteins hebben overeenstemming bereikt met het gezag van Apatou en wachten nu op ondersteuning door de Surinaamse regering.[202] Apatou heeft een wegverbinding met de grote steden in Frans-Guyana. Per dag steken momenteel tussen de 5 en 15 mensen de grens over naar Suriname. De vrees voor een grote COVID-19-uitbraak in het gebied is groot.[203]
- 20: De trainingen voor handenwassen door kinderen van de elf afgelopen jaren komt goed van pas tijdens de coronacrisis. Het scholentoernooi moest dit jaar echter wel worden afgezegd.[204]
- 20: De SLM heeft 243 repatrianten opgehaald uit Nederland. Vanuit luchthaven Zanderij zullen ze overgebracht worden naar Royal Torarica, Eco Torarica, Hotel Babylon en Hotel de Luifel. Op dit moment verblijven ook nog 43 mensen in quarantaine in het RCR Zorghotel.[205]

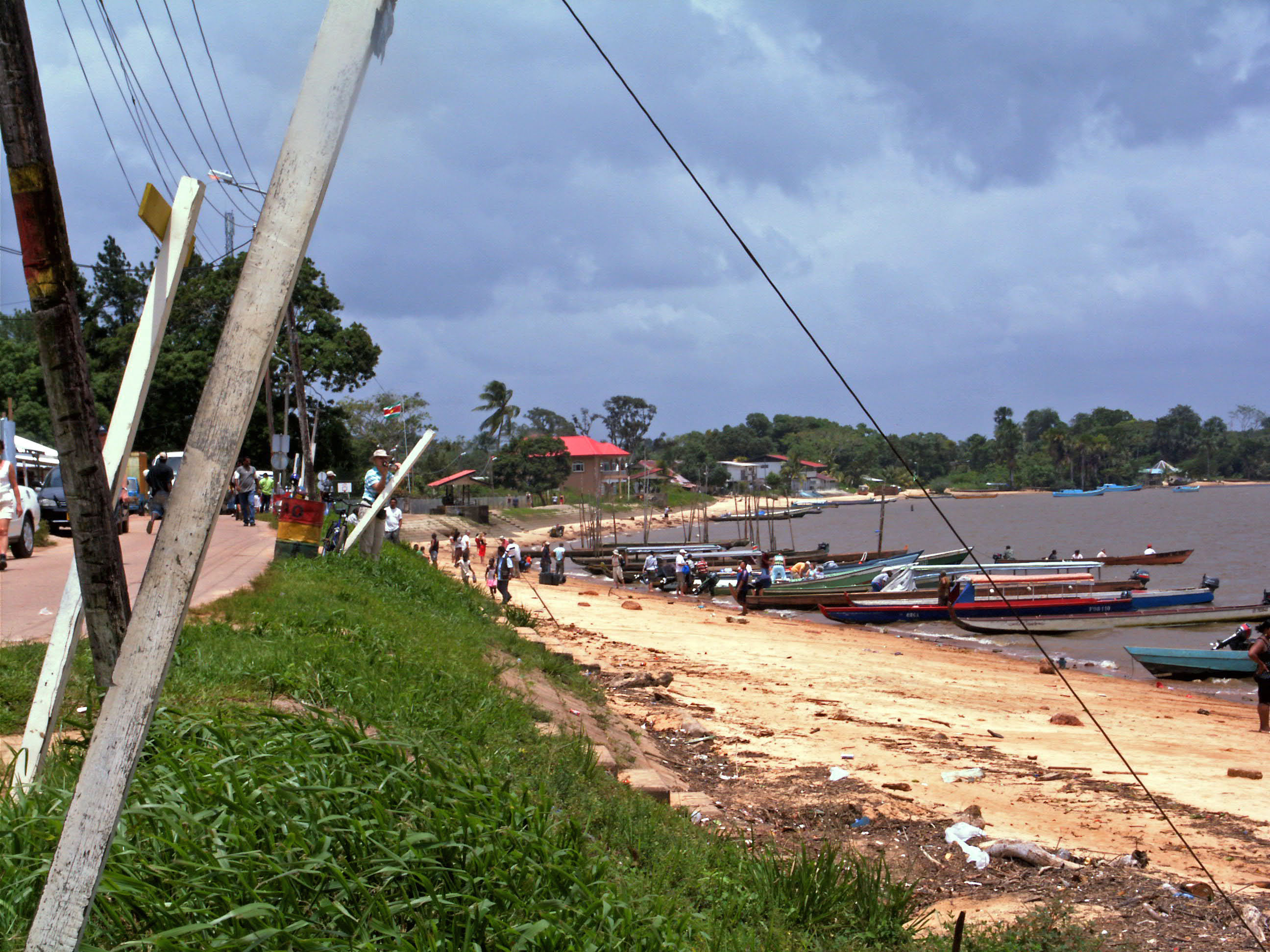
Boten bij Albina

- 21: Het Nationaal Leger heeft zeven bootsmannen aangehouden bij Albina op verdenking van mensensmokkel en economische wetsovertreding.[206]
- 21: Mensen die de grens oversteken, worden nu standaard opgepakt. 43 gearresteerde personen zijn overgebracht naar het RCR Zorghotel en zullen daar twee weken in quarantaine moeten blijven.[207]
- 21: Er zijn nu 404 COVID-19-testen uitgevoerd. Het aantal positief geteste personen staat nu al sinds het begin van deze maand op 10.[208]
- 21: Ambassadeur Antoine Joly geeft aan dat de grensstad Saint-Laurent van de rest van Frans-Guyana is afgesloten. In het stadje zijn tien mensen positief getest op het virus, wat volgens de ambassadeur naar verhouding weinig is.[209]
- Theo Jubitana, de voorzitter van de Vereniging van Inheemse Dorpshoofden in Suriname (VIDS), had verwacht dat president Bouterse met concrete plannen zou zijn gekomen om inwoners in het binnenland te beschermen tegen het coronavirus. Wel zijn er enkele toezeggingen gedaan, zoals het sturen van poiltieagenten en militairen om de grenscontrole op te voeren.[210]
- 21: Donateurs die niet met naam genoemd willen worden hebben de Medische Zending voorzien van een zending hygiëne- en persoonlijke beschermingsmiddelen. Deze zijn bestemd voor de medische posten van de bovenlandse inheemse bevolking in Zuid-Suriname.[211]
- 21: Tijdens een videoconferentie hebben de regeringen van Suriname en Guyana afgesproken om verhandeling van goederen onder strikte controle toe te staan. Door de maatregelen klaagt de Guyanese bevolking dat hun voorraden brandstof en voedsel bijna op zijn geraakt.[212]
- 22: Sommige uitvaartdiensten worden live uitgezonden voor familieleden in het buitenland. Door de sluiting van de grenzen kunnen zij daarvoor niet naar Suriname komen.[213]
- 23: Volgens korpschef Roberto Prade is er sinds de lockdown een daling van de criminaliteit te zien.[214]
- 23: In Grand-Santi in Frans-Guyana nabij Stoelmanseiland, stroomopwaarts aan de Lawarivier, zijn 9 inwoners positief getest op het coronavirus.[215] De polikliniek van de Medische Zending in Goninikriki-mofo is direct gesloten omdat een medewerker in contact is geweest met een van de negen Fransen.[216]
- 23: De traditionele gezagdragers, die voor een bijeenkomst op 16 april naar de Congreshal in Paramaribo waren gehaald, hebben nog steeds geen vergoeding gekregen voor de vliegreis terug. Hierdoor hebben de kapiteins en basya's de coronamaatregelen en hygiëne-instructies nog steeds niet kunnen overbrengen naar de dorpelingen in het binnenland.[217]
- 24: De maatregelen in Suriname worden met 14 dagen verlengd.[218]
- 24: Van de drie overgebleven coronapatiënten is een genezen.[219]
- 25: Jupta Itoewaki van de stichting Mulokot vliegt sinds weken voeding en medische benodigdheden in naar het Wayanagebied om te voorkomen dat inwoners de Franse grens oversteken om inkopen te doen in Maripasoula.[182]
- 25: Door de coronacrisis is de vraag naar inenting tegen ziektes als mazelen verminderd. Hierdoor dreigt het vaccinatieprogramma verstoord te raken.[220]

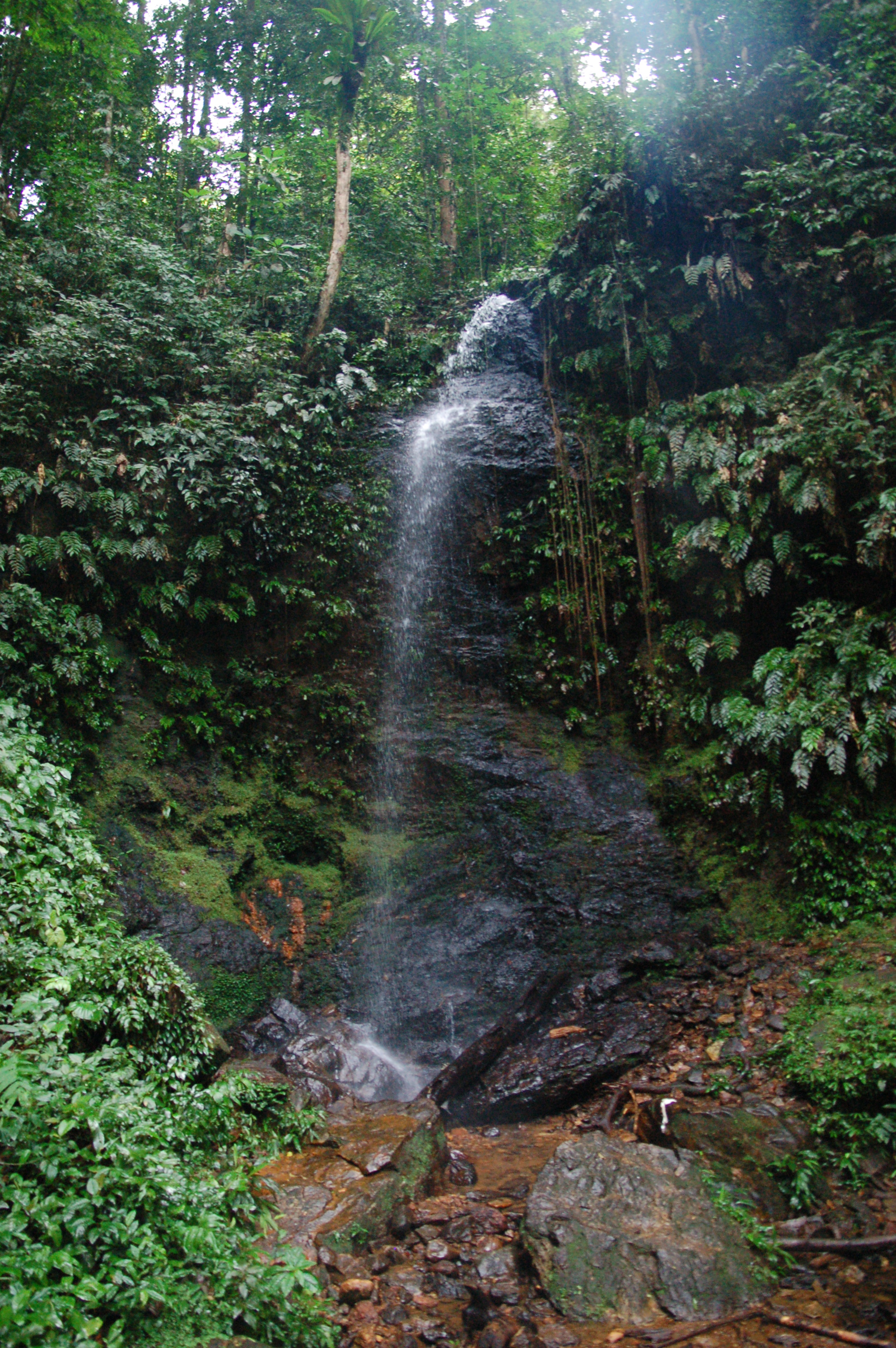
Leo Val in Brownsberg Natuurpark

- 25: Doordat het toerisme in Suriname is ingestort, hebben goudzoekers vrij spel in natuurgebieden. Gidsen hebben de Stichting Natuurbehoud Suriname (Stinasu) aangeboden te helpen met patrouilles in het Brownsberg Natuurpark.[221]
- 27: Dagblad Suriname peilde sinds 24 april op haar website de meningen van bezoekers. 71% vind de partiële lockdown goed (419 stemmen) en 29% niet goed (172 stemmen).[222]
- 27: Jerry Slijngard van het Nationaal Coördinatiecentrum voor Rampenbeheersing (NCCR) roept de bevolking op om personen aan te geven die de grens met Frans-Guyana oversteken. Hij wil hiermee de pakkans vergroten omdat het niet mogelijk is om iedereen te betrappen.[223]
- 27: Er zijn nog steeds groepen mensen die zich niet houden aan social distancing. Op de Kwattamarkt gaan de verkopen door en is het druk.[224]
- 27: Aan de Franse kant van de Marowijnerivier is het aantal besmettingen waarschijnlijk veel groter dan de gemelde 9 personen in Grand-Santi. Er gelden een lockdown en straatverbod in drie dorpen ten zuiden van het vliegveld van Grand-Santi dat op een kilometer afstand van de Surinaamse grens ligt. Er wordt gevreesd voor een uitbraak in een school in Monfina. Er worden voorbereidingen getroffen voor 150 mogelijke besmettingsgevallen.[225][226]
- 28: De Regionale Gezondheidsdienst (RGD) heeft de eerste grieppoli geopend in Nieuw-Amsterdam. Hier kunnen mensen met griepklachten terecht die hun huisarts niet kunnen bereiken. De medewerkers zijn getraind om vermoedelijke coronabesmettingen te kunnen herkennen.[227]
- 28: Een groep van veertig in Suriname gestrande Trinidadianen vreest hongersnood en huisuitzetting nu hun geld op is. Ze mogen zonder coronatest niet terugkeren naar eigen land.[228]
- 28: In de vroege ochtenden zetten boothouders uit Guayana illegale passagiers af in Suriname.[229] In Guyana is de uitbraak groter dan in Suriname. Daar zijn 75 mensen positief getest en 8 overleden.[230]
- 28: Het COVID-19 Crisis Management Team wordt uitgebreid met een epidemiologische crisiscommissie die zich zal richten op het tegengaan van ongecontroleerde verspreiding van SARS-CoV-2.[231]
- 28: In de wijk Haut-Maroni van Grand-Santi, Frans-Guyana, zijn opnieuw twaalf besmettingen met COVID-19 vastgesteld. Het totaal aantal besmettingen staat in deze grensplaats nu op 23. In Frans-Guyana in het geheel zijn 125 mensen besmet en 1 overleden. Er is intensief overleg tussen de Franse en Surinaamse autoriteiten.[232][233]
- 29: Er is een coronapatiënt uit het Regionaal Ziekenhuis Wanica ontslagen. Er is nog een persoon in Suriname bij wie COVID-19 is vastgesteld. Zij is herstellende in 's Lands Hospitaal.[234]
- 29: Vijf Franse booteigenaren aan de Franse kant van de grens zijn positief getest op het coronavirus. Van 30 april tot 10 mei geldt een gehele lockdown voor de gebieden rond de Lawa- en Tapanahonyrivier.[235]
- 30: Tijdens de persconferentie van het COVID-19 Crisis Management Team zijn politieagenten en militairen, inclusief DNV-directeur Danielle Veira, gestoken in uniform. Het NL, KPS en de Medische Zending zullen intensief samenwerken op twintig controleposten in het oosten om de lockdown te handhaven. Ze zullen mensen navragen op hun doelbestemming en hun temperatuur meten.[236]

### Mei 2020
Vanwege een beveiligingsprobleem met de MediaWiki Graph-software is het momenteel niet mogelijk deze grafiek weer te geven. Zodra de software is bijgewerkt zal de grafiek vanzelf weer zichtbaar worden.
- 1: De Medische Zending heeft geen voorzieningen in het binnenland voor de opvang van COVID-19-patiënten. Bij besmetting zullen personen naar Paramaribo moeten worden vervoerd voor behandeling en isolatie.[237]

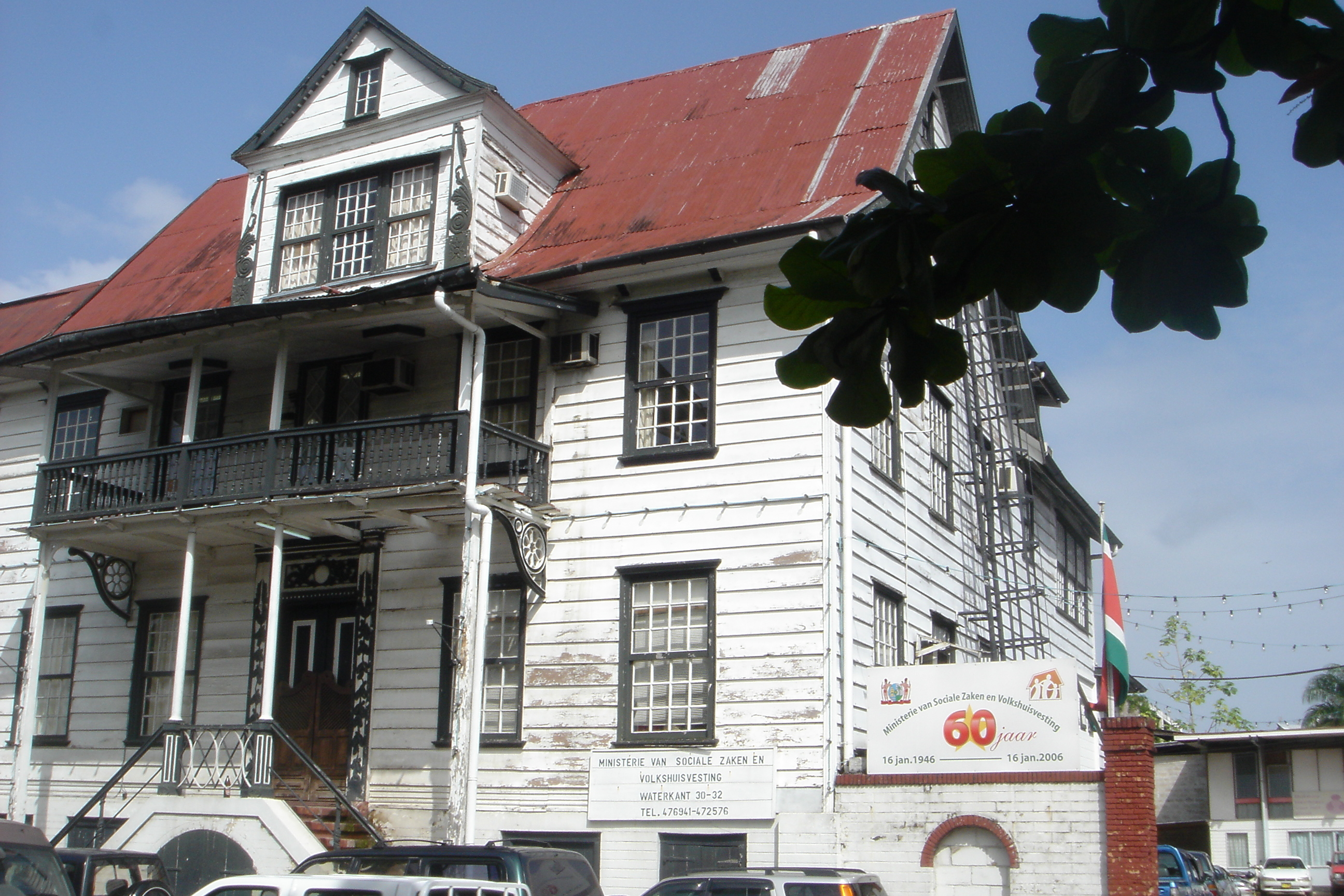
Het ministerie van Sociale Zaken en Volkshuisvesting in de historische binnenstad

- 1: Het ministerie van Sociale Zaken en Volkshuisvesting heeft met verschillende verenigingen een traject ingesteld om psychosociale hulp te kunnen bieden tijdens de coronacrisis.[238]
- 1: Het Hof van Justitie start de behandeling van strafzaken weer op. Deze zullen de eerste tijd nog wel zonder publiek worden afgehandeld.[239]
- 1: Het SU4SU Support Fund, voorheen het VSB Covid-19 Support Fund genaamd, heeft inmiddels 1,4 miljoen Amerikaanse dollar aan donaties ontvangen. De helft is inmiddels gereserveerd voor bestelde goederen.[240]
- 1: De groep gestrande Trinidadianen keerde vandaag terug naar hun eigen land.[241]
- 2: De laatste Covid-19-patiënt van Suriname is nu ook genezen verklaard.[242]
- 2: Skalians aan de oostgrens krijgen tot 10 mei een verbod om goud te dreggen.[243]
- 4: Uit een peiling op de website van het Dagblad Suriname blijkt dat 86% van de lezers niet wil dat de maatregelen opgeheven worden. De helft (54%) wil wel dat ze versoepeld worden.[244]
- 4: De regering bezorgt voedselpakken in Tapanahony en Paramacca. Door de sluiting van de grenzen dreigden daar voedseltekorten te ontstaan.[245] Er is kritiek losgebarsten op sociale media toen videobeelden opdoken van de verdeling door mensen in kleuren van de regeringspartij NDP.[246]
- 4: De Vereniging Surinaams Bedrijfsleven (VSB) roept de regering op om de lockdown op te heffen, omdat Suriname aan alle voorwaarden van een Lockdown rollback checklist van de Wereldgezondheidsorganisatie voldoet.[247]
- 5: Van de 212 landen en gebieden in de wereld behoort Suriname tot de vijf die geen geregistreerde Covid-19-besmettingen kent. De andere zijn Anguilla, Falklandeilanden, Groenland en Sint-Bartholomeus. Suriname is als enige geen eiland.[248]
- 5: Aan repatrianten uit Nederland, Brazilië (Belém), Cuba en Guyana is toestemming gegeven om deze week naar Suriname terug te keren.[30][249]
- 5: Journaliste Hennah Draaibaar verlaat na twee weken de quarantaine en is zeer tevreden over de organisatie.[249]
- 5: Republic Bank doneert materialen ter waarde van 100.000 Amerikaanse dollar aan het Centraal Laboratorium.[250]
- 6: De Wereldbank stelt een bedrag van 412.000 Amerikaanse dollar aan Suriname ter beschikking ten behoeve van medische benodigdheden om de coronapandemie tegen te gaan.[251]
- 6: De coronacrisis heeft de SLM in zwaar weer gebracht. Er wordt een zware bezuinigingsoperatie doorgevoerd.[252]
- 6: Kiesgerechtigden die zich tijdens de verkiezingen van 25 mei in quarantaine bevinden, mogen niet stemmen. Dit is in de verkiezingsprotocollen opgenomen.[253]

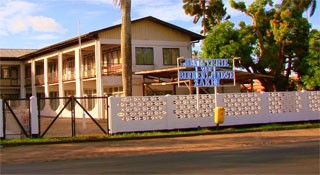
Het ministerie van Binnenlandse Zaken

- 7 mei: Het ministerie van Binnenlandse Zaken bepaalt dat waarnemers buiten de stemlokalen moeten blijven om de verspreiding van het coronavirus tegen te gaan,[254] ondanks dat Suriname sinds 2 mei Covid-19-vrij is verklaard.[242]
- 9 mei: India schenkt medische voorraden aan Suriname.[255]
- 9 mei: Bouterse kondigde een stapsgewijze versoepeling van de maatregelen aan die vanaf morgen gaan gelden. De gedeeltelijke lockdown zal een uur later ingaan en een uur vroeger eindigen. Dit geldt niet voor het binnenland.[256]
- 9 mei: Stichting Mulokot, die opkomt voor de belangen van het Wayanavolk in Zuidoost-Suriname, beklaagt zich in een persbericht over de stiefkinderlijke behandeling door het Nationale Leger. Deze is in strijd met de berichten die de regering in de persconferentie verspreidde over een "geweldige samenwerking". De regering zou op 6 mei een verbod op voedselvluchten naar vliegmaatschappijen hebben gestuurd. Leidinggevende militairen hebben zich niet aan het lokale gezag voorgesteld en kenden hoofdkapitein van Kawemhakan, Ipomadi Pelenapin, niet. Soldaten zetten hem op 7 mei tijdelijk vast en dreigden hem te slaan. In Suriname is een overtreding 500 dollar en over de grens in Frans-Guyana 135 dollar. Het leger treedt hardhandig op tegen Wayana en niet tegen Braziliaanse goudzoekers. "En als er wel een Braziliaanse boot wordt aangehouden, volgt er een telefoontje vanuit Paramaribo en worden de mensen, zonder betaling, weer vrijgelaten," aldus Mulokot.[257]
- 13: Deze week kwamen 308 repatrianten uit Nederland aan, 128 uit Cuba en Curaçao samen en meer dan 20 uit Frans-Guyana. Morgen komen nog eens 28 uit Guyana en 52 uit Miami. Tot de laatste groep behoren naast repatrianten ook twaalf werknemers van Newmont. Zondag worden 320 repatrianten uit Nederland verwacht. Allen staan een verplichte quarantaine te wachten. Op dit moment bevinden zich 509 mensen in quarantaine. Onder hen bevinden zich ook honderd personen die Suriname illegaal binnenkwamen.[258]
- 15: Het aantal mensen dat zich in quarantaine bevindt, is gestegen naar 576.[259]
- 17: De versoepeling van de maatregelen leidt in de afgelopen week tot drukte in de straten van Paramaribo.[260]
- 18: De Centrale Markt en de Vreedzaammarkt zullen vanaf deze week gefaseerd open worden gesteld.[261]
- 18: Een illegale Braziliaan die eergisteren werd opgepakt is positief bevonden op Covid-19. Hij is een uit een groep van tien Brazilianen die werd opgepakt bij de marinebasis van Nieuw-Amsterdam.[262]
- 19: De constatering van een nieuwe besmetting met Covid-19 zal niet van invloed zijn op de maatregelen.[263]
- 20: Tijdens de verkiezingen op 25 mei is omwille van veiligheidsredenen voor een blauwe kleur inkt gekozen als bewijs voor het stemmen. Tijdens de verkiezingen van 2015 was de kleur pinkrood.[264]
- 20: De teller van de uitgaven aan de bestrijding van de coronacrisis in Suriname staat op 4,5 miljoen Surinaamse dollar.[265]
- 20: Het is opnieuw druk bij het Covid-19 Support Center, waar werkloze burgers zich kunnen registreren om voor een uitkering in aanmerking te komen.[266]
- 21: Door de crisis staat de reguliere patiëntenzorg onder druk. De medische staf van het Academisch Ziekenhuis Paramaribo luidt de noodklok en noemt de situatie "zeer zorgwekkend".[267] Het Diakonessenhuis sluit zich bij de noodkreet aan.[268]
- 21: Op zondag en de verkiezingsdag (maandag) zal de avondklok niet van kracht zijn.[269]
- 22: Onder meer de Centrale Markt is vanaf vandaag weer geopend. Marktventers gaven massaal gehoor aan de oproep van districtscommissaris Mike Nerkust om de markt schoon te maken.[270]
- 22: De Braziliaan in Suriname die besmet is met het Covid-19-virus is opgenomen op de intensive care van het Sint Vincentius Ziekenhuis.[271]

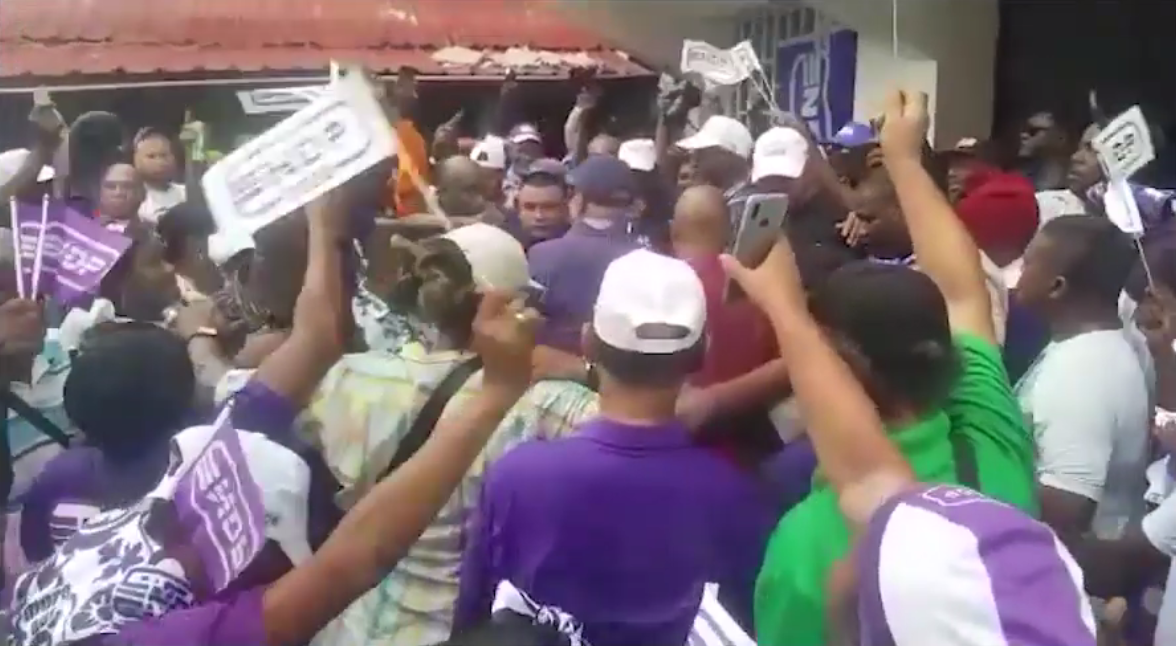
Campagne tijdens coronamaatregelen

- 23: President Bouterse overtreedt opnieuw de door zijn eigen regering opgelegde coronaregels door een massa aanhangers te mobiliseren die dicht op elkaar gepakt campagnevoeren. De grote groep ging van de binnenstad via Beekhuizen, de Rangoelamweg en Latour naar Menkendam. Daar sprak hij de menigte toe en begaf zich opnieuw tussen de aanhangers.[272][273]
- 24: Er wordt een speciaal stembureau ingericht voor de mensen die zich in quarantaine bevinden.[274]
- 24: Nadat signalen binnen de NDP-kringen werden gepubliceerd door De Ware Tijd dat er bij president Bouterse op werd aangedrongen om de verkiezingen uit te stellen, schiep de president in een persconferentie zelf duidelijkheid door dit bericht te ontkrachten. Tegen de achtergrond speelden illegaal overstekende Surinamers die vanuit Frans-Guyana naar Suriname voeren om een stem uit te kunnen brengen.[275][276]
- 27: Vandaag werd een twaalfde persoon positief getest op Covid-19. Het gaat om een Surinamer die zich op 21 mei in het Frans-Guyaanse Papaichton had laten testen. Toen werd hij niet positief bevonden, maar droeg hij naar eigen zeggen op doktersadvies sindsdien een mondkapje. Op 25 mei stak hij de Marowijnerivier over naar Albina. Vanwege buikklachten werd in Suriname opnieuw een test afgenomen en werd wel Covid-19 vastgesteld. Hij is in het Regionaal Ziekenhuis Wanica opgenomen. Zijn moeder, die bij hem was, gaat veertien dagen in quarantaine.[277]
- 30: Er zijn twee nieuwe besmettingen met Covid-19 vastgesteld. Er zijn nu vier actieve besmettingen en het totale aantal staat op 14.[278] Suriname stapt over naar code rood; het vliegverkeer van Paramaribo naar de oostelijke gebieden in het binnenland is stilgelegd.[279]
- 31: Het aantal Covid-19-besmettingen is sterk gestegen, van 14 naar 23.[280] Een van de nieuw besmette personen blijkt Yvonne Pinas te zijn, de districtscommissaris van Boven-Saramacca.[281]
- 31: Terwijl de oppositiepartijen na afloop van de verkiezingen van 25 mei de samenwerkingsovereenkomst ondertekenden, hielden zij zich niet aan de coronavoorschriften. Anders dan de vorige keren bij president Bouterse en aanhangers van zijn NDP, vermaande Danielle Veira van het Directoraat Nationale Veiligheid nu de oppositiepartijen wel.[282]

### Juni 2020
Vanwege een beveiligingsprobleem met de MediaWiki Graph-software is het momenteel niet mogelijk deze grafiek weer te geven. Zodra de software is bijgewerkt zal de grafiek vanzelf weer zichtbaar worden.
- 1: Allerlei versoepelingen van regels zijn weer ongedaan gemaakt. Er is een nachtklok ingesteld van 6 tot 6 uur.[283][284] Na Yvonne Pinas blijkt ook dc Humphry Jeroe van Boven-Suriname besmet te zijn. Alle dc's van Sipaliwini zijn in quarantaine gegaan. Er zijn ook artsen en legercommandanten besmet.[285]
- 4: Vanaf 6 uur vanmiddag tot 12 juni 6 uur 's ochtends is een 'total lockdown' van kracht. Burgers mogen alleen nog om essentiële redenen hun huis verlaten. Ook boodschappen doen hoort daartoe.[286]
- 4: Er zijn vandaag opnieuw acht mensen geteld die besmet zijn met het virus. Testresultaten zijn telkens na zeven dagen bekend.[287]
- 5: Danielle Veira van het Directoraat Nationale Veiligheid kondigt verscherping van de lockdownregels aan. Het zou nog te druk op straat zijn en de regels zouden onvoldoende worden nageleefd.[288]
- 8: Een vrouw is overleden aan Covid-19, de tweede coronadode in Suriname. Toen zij aankwam in het Regionaal Ziekenhuis Wanica bevond zij zich al in een zorgelijke toestand.[289]
- 11: Jerry Slijngard, lid van het COVID-19 Crisis Management Team en hoofd van het Nationaal Coördinatiecentrum voor Rampenbeheersing, blijkt te zijn besmet met het coronavirus.[290]
- 12: Een man met symptomen van Covid-19 is thuis overleden. Nadien werd het virus bij hem vastgesteld. Zijn omgeving gaat de komende weken in quarantaine.[291]

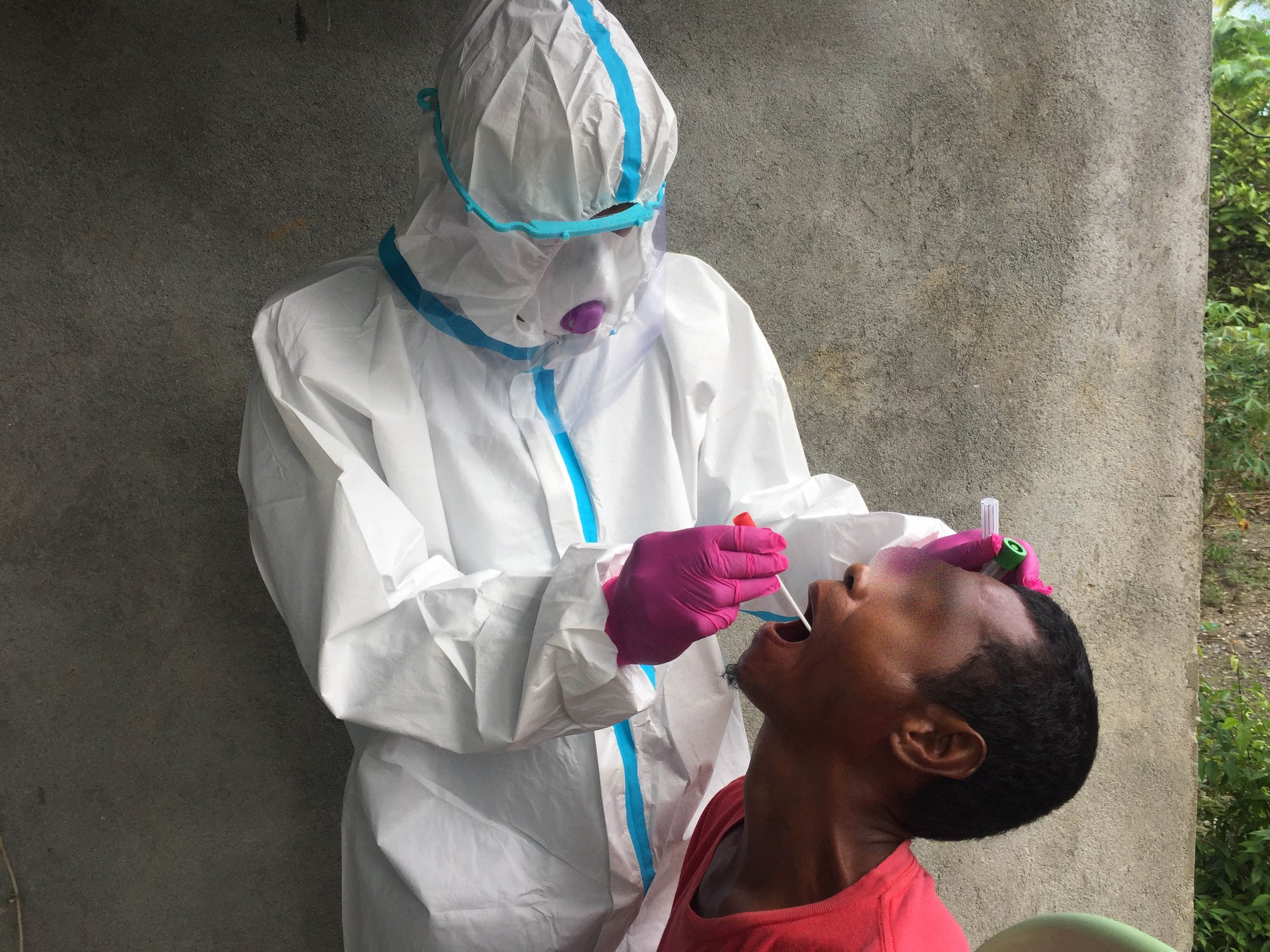
Coronatest, hier in Oost-Timor

- 13: 17 van de nieuw besmette mensen vertonen na een strijkje geen verschijnselen meer van het virus. Naar nieuwe inzichten zouden zij niet meer besmettelijk kunnen zijn, waardoor zij zijn teruggekeerd naar huis.[292]
- 13: Suriname heeft een formeel hulpverzoek gedaan aan Nederland voor hulp in de coronacrisis. Het verzoek is gezamenlijk gedaan met particulieren en organisaties zoals het Su4Su Fonds.[293]
- 15: Er worden steeds meer besmettingen geregistreerd in het binnenland. President Bouterse zei eerder dat hij verwacht dat een uitbraak in het binnenland kan betekenen dat er erg veel doden zullen vallen omdat inheemsen een minder sterke weerstand hebben.[294] De dreiging vanuit Frans-Guyana, waar veel banden liggen met Surinaamse binnenlandse bewoners, is groot. Het aantal coronabesmettingen ligt daar inmiddels op 1326.[295]
- 15: Een Braziliaan die illegaal in Suriname verbleef is overleden. Als doodsoorzaak is Covid-19 vastgesteld.[296]
- 15: Er is opnieuw een persoon aan de ziekte overleden, waardoor er sinds de uitbraak samen vijf mensen in Suriname aan Covid-19 zijn overleden.[297]
- 15: Het ministerie van Sociale Zaken en Volkshuisvesting verstrekt burgers een financiële tegemoetkoming van 1500 Surinaamse dollar. De hulp veroorzaakt lange rijen.[298]
- 15: Epidemiologen hebben de coronacrisis in Suriname in kaart gebracht. De nieuwe uitbraak wordt voor een groot deel in verband gebracht met een schoonmaakster in het kantoor van de districtscommissaris die een week voor de verkiezingen van 25 mei een illegaal bezoek had gebracht aan Frans-Guyana. Ondanks ziekteverschijnselen is ze tegen de regels in weer aan het werk gegaan. Daarnaast werden de regels voor social distancing niet in acht genomen voor bezoekers aan het kantoor. Bij elkaar zijn minstens vijftig mensen via dit kantoor besmet geraakt. Een tweede besmettingshaard was het bedrijf Trans America in Albina dat werd bezocht door illegale Brazilianen en mensen uit Frans-Guyana. Verder zijn nieuwe besmettingen afkomstig van dorpen uit het binnenland.[299]
- 16: Een zesde persoon overleed aan het virus.[300]
- 17: Voor mensen die zich in isolatie of quarantaine bevinden is de hulplijn 123 ingesteld voor mensen die psychische hulp nodig hebben.[301]

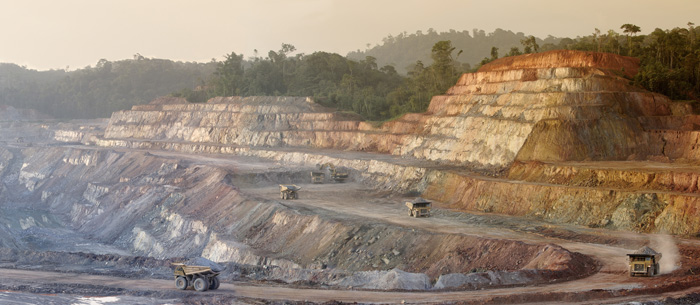
De Rosebel-goudmijn

- 17: Bij de Rosebel-goudmijn stijgt het aantal besmettingen verder. Vandaag staat het aantal besmette werknemers op elf.[302]
- 18: Er is opnieuw een man overleden aan Covid-19. Hij lag in het Regionaal Ziekenhuis Wanica. Er zijn nu vijf mannen en twee vrouwen in Suriname aan de gevolgen van het virus overleden.[303]
- 18: Suriname heeft de goudwerkzaamheden van de skalians als essentiële activiteit aangemerkt. De Franse ambassadeur Antoine Joly betreurt deze beslissing, omdat de werkzaamheden tijdens de lockdown hierdoor door mogen gaan.[304]
- 18: De hevige regenval in het binnenland bemoeilijkt het werk voor de Medische Zending. Aan het begin van de vorige week werden tijdens de eerste epidemiologische missie nog elf besmettingen met Covid-19 vastgesteld. Door de weersomstandigheden kon de MZ nog geen tweede missie uitvoeren.[305]
- 19: Vandaag is iemand op de intensive care overleden aan het virus.[306]
- 20: In 's Lands Hospitaal werd voor het eerst een baby geboren van een moeder die besmet is met het coronavirus.[307]
- 20: De lockdown wordt versoepeld. De nachtklok wordt verkort van tien uur 's avonds tot vijf uur 's ochtends.[308]
- 22: Bij de Rosebel-goudmijn staat het aantal besmette personen inmiddels op 21.[309]
- 23: Vandaag is een negende persoon in Suriname overleden aan de gevolgen van het virus.[310]
- 24: Jerry Slijngard, lid van het COVID-19 Crisis Management Team en coördinator van het NCCR, heeft het ziekenhuis verlaten en herstelt thuis verder van Covid-19.[311]
- 24: Een tiende persoon is in Suriname overleden aan corona.[312]

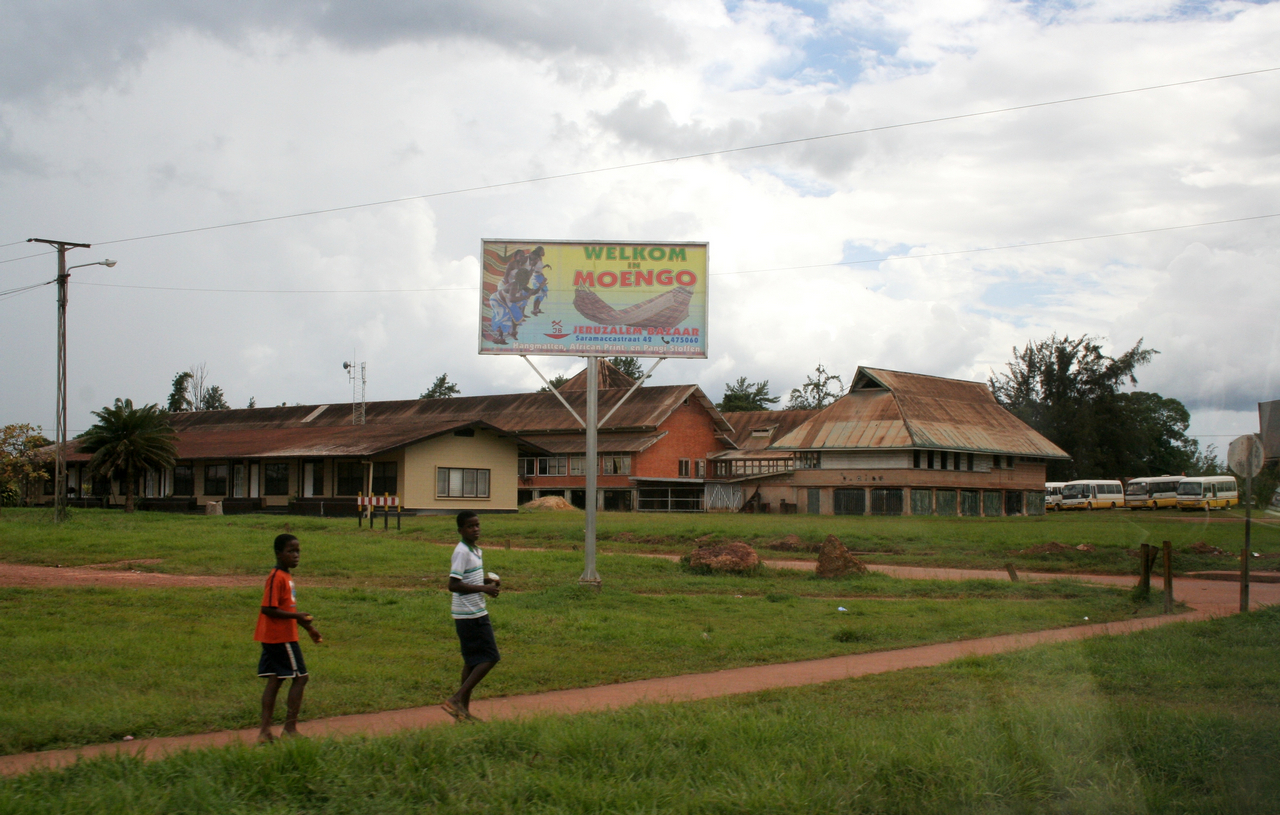
Moengo

- 26: Het Braziliaanse instituut Bem Estar heeft aan het personeel van het Regionaal Ziekenhuis Wanica waardebonnen geschonken ter waarde van 50 en 100 dollar voor de tegemoetkoming in de brandstofkosten om in coronatijd naar het werk te rijden. De geste is een dankzegging aan het personeel en mede ingegeven vanwege de smet die er op Brazilianen zou rusten omdat zij het virus zo sterk hebben helpen verspreiden. In Suriname wonen veel Brazilianen, van wie een deel ook een Surinaams paspoort heeft.[313]
- 27: Er is een ongekende stijging van het aantal nieuwe Covid-19-besmettingen, namelijk met 76. De teller is vandaag meerdere keren bijgesteld. Het grootste cluster dat erbij is gekomen, komt uit het binnenland. Met name het goudzoekersdorpje Antonio do Brinco, dat tegenover het Franse Maripasoula aan de Lawa-rivier ligt, is zwaar getroffen. Onder de nieuwe besmettingen bevindt zich ook een groep Brazilianen. Ook zijn er weer nieuwe besmettingen in het kustgebied. Daarnaast overleed vandaag de elfde persoon in Suriname aan het virus. Tien mensen werden genezen verklaard.[314][315]
- 29: Vandaag zijn er twee coronadoden bij gekomen en staat het totaal sinds het begin van de crisis op dertien. Er liggen nog vier mensen op de intensive care.[316]
- 30: Het COVID-19 Crisis Management Team is gedecoreerd door president Bouterse. Gwendoline Babel, de onderdirecteur van het Directoraat Nationale Veiligheid, deelde dit tijdens de reguliere persconferentie mee.[317]
- 30: De besmettingscurve loopt terug in Paramaribo en de oostgrens wordt extra in de gaten gehouden. Het epicentrum ligt in Zuidoost-Suriname. Het aantal besmettingen in Antonio do Brinco is opgelopen tot 36 personen, die allen uit Brazilië afkomstig zijn. Dit gebied is voor reizigers afgesloten.[318][319]

### Juli 2020
Vanwege een beveiligingsprobleem met de MediaWiki Graph-software is het momenteel niet mogelijk deze grafiek weer te geven. Zodra de software is bijgewerkt zal de grafiek vanzelf weer zichtbaar worden.

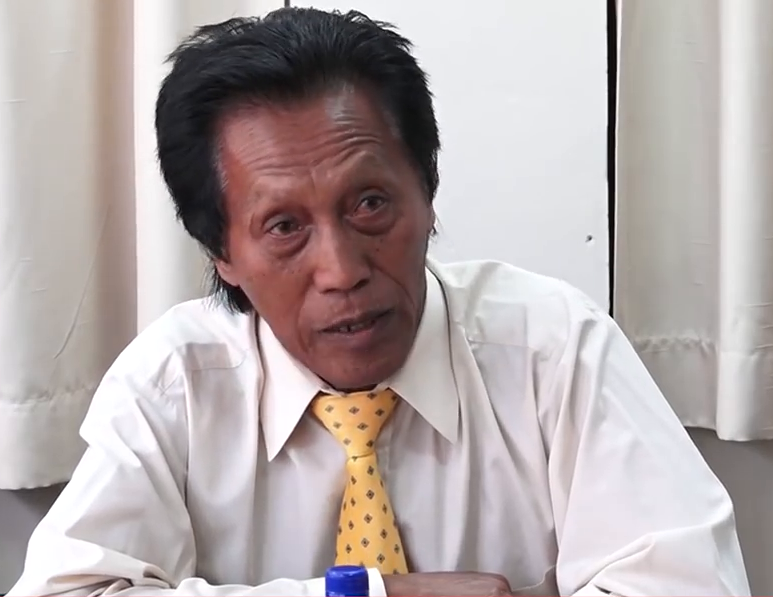
Paul Somohardjo

- 1: Bij Paul Somohardjo, de politiek leider van Pertjajah Luhur, en Jerrel Pawiroredjo, arts, politiek onderhandelaar en de ondervoorzitter van de Nationale Partij Suriname (NPS), is besmetting met Covid-19 vastgesteld. Het hoofdbestuur van de NPS en tal van andere politici onder wie beoogd president Chan Santokhi worden getest en/of gaan in quarantaine.[320][321]

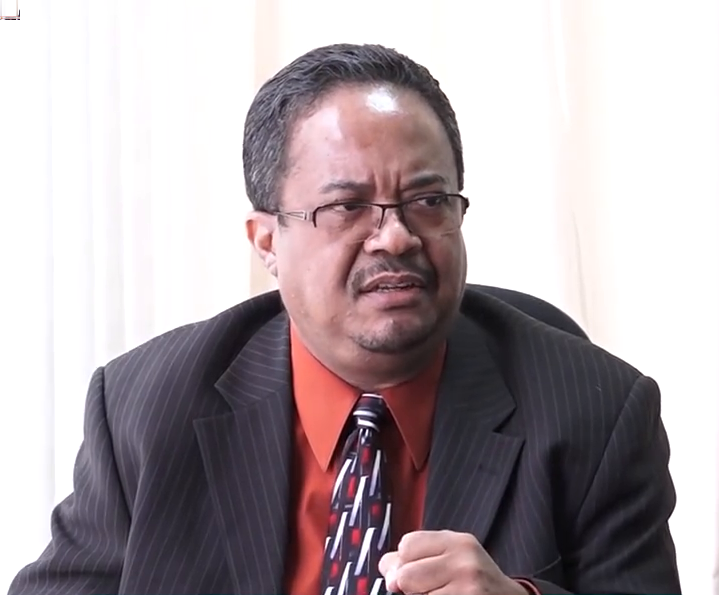
Gregory Rusland

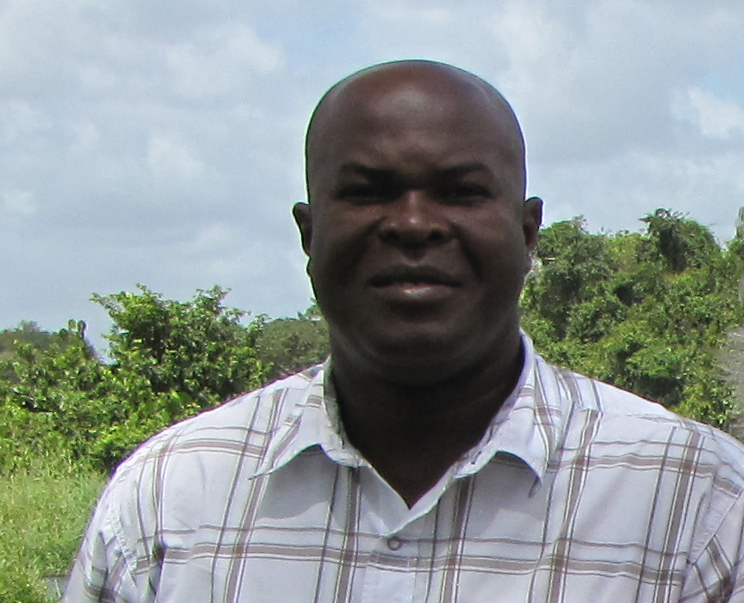
Ronnie Brunswijk

- 1: Ook Ronnie Brunswijk (ABOP) en Gregory Rusland (NPS) zijn besmet met het coronavirus. Eerder werd al bekend dat Somohardjo (Pertjajah Luhur) besmet is. Beoogd president Chan Santokhi (VHP) is de enige van de vier politieke leiders in de nieuwe coalitie die negatief werd getest op het virus. Evenmin werd het virus bij president Desi Bouterse vastgesteld.[322] Brunswijk is evenals Somohardjo opgenomen in het ziekenhuis, Rusland verblijft met zijn vrouw – die eveneens besmet is – zonder klachten thuis. De presidentsverkiezing die voor volgende week in De Nationale Assemblée gepland staat, gaat vooralsnog door.[323][324][325]
- 2: Nederland heeft Suriname hulp toegezegd bij de strijd tegen het coronavirus. Naast de levering van medische benodigdheden zullen ook hygiënisten en infectiologen met Covid-19-ervaring uit Nederland naar Suriname afreizen.[326]
- 2: Paul Somohardjo (PL) en Ronnie Brunswijk (ABOP) hebben de intensivecare-afdeling verlaten. Ze blijven nog wel opgenomen in het Academisch Ziekenhuis Paramaribo.[327]
- 3: Vandaag komt op verzoek van de Surinaamse Vereniging van Medische Specialisten een team van infectiologen, infectiepreventiedeskundigen, intensivisten en een microbioloog aan in Suriname. Het team staan onder leiding van Jeroen Schouten van het Radboudumc.[328]
- 4: Op de ICU van het Regionaal Ziekenhuis Wanica is vanmiddag iemand overleden aan de gevolgen van het virus. Er zijn nu veertien mensen in Suriname aan het virus overleden. Er zijn vier nieuwe besmettingen vastgesteld.[329]
- 5: Jörgen Raymann, de vertegenwoordiger in Nederland van het Su4Su Fonds, is bezig met het opzetten van een benefietshow om geld in te zamelen dat Suriname moet steunen de coronacrisis door te komen.[330]
- 6: Ashwin Adhin, vicepresident van Suriname en leider van het COVID-19 Crisis Management Team, kondigt een versoepeling van de coronamaatregelen aan. Gebedshuizen, horeca en sportscholen mogen weer open en ook de contactberoepen mogen weer uitgeoefend worden. Bordelen en discotheken blijven nog dicht. De nachtklok wordt met twee uur ingekort. Aan de grens met Frans-Guyana is het risico nog te hoog en worden de regels niet versoepeld.[331]
- 6: Ronnie Brunswijk, leider van de ABOP en voorzitter van De Nationale Assemblée, is vandaag ontslagen uit het ziekenhuis.[332]
- 7: Vandaag zijn een vijftiende en zestiende persoon overleden aan het coronavirus.[333]
- 8: Er is opnieuw iemand overleden aan de virusziekte.[334]
- 9: De besmettingen zijn in Suriname terug te herleiden naar drie grote groepen: 28 procent is gerelateerd aan de goudsector en is afkomstig uit Brazilië, 24 procent is besmet geraakt door de uitbraak binnen de Rosebel-goudmijn die zijn oorsprong kent door een bezoeker uit Frans-Guyana en 25 procent is terug te herleiden naar de verkiezingen van 25 mei. Een klein deel is nog niet in kaart gebracht. De meerderheid van de geïnfecteerden is man en uit de werkende klasse van middelbare leeftijd. Procentueel zijn het echter de ouderen die aan Covid-19 overlijden.[335]
- 10: Danielle Veira heeft nog tot 16 juli de leiding over het Directoraat Nationale Veiligheid en daarmee over het COVID-19 Crisis Management Team. Dan zal Maaltie Sardjoe het van haar overnemen. Sardjoe was in het verleden directeur van de Regionale Gezondheidsdienst. Ook andere leden van het managementteam zullen plaatsmaken voor nieuwe.[336]
- 11: 's Lands Hospitaal heeft een speciale cabine in gebruik genomen. Hierdoor hoeven mensen niet in het ziekenhuis te lopen om getest te worden op het coronavirus.[337]
- 11: Tien mensen die positief getest zijn op het virus, zijn onvindbaar. Het vermoeden is dat ze zich niet meer in Suriname ophouden.[338]
- 11: Frankrijk heeft vier ton aan voedsel gedoneerd aan dorpen in het binnenland van Suriname. De eerste pakketten zijn afgeleverd in Kwamalasamoetoe.[339]
- 13: De Medische Zending vertrekt vandaag voor een nieuwe grote missie naar het binnenland. Het gebied vanaf Stoelmanseiland via de grensrivier Marowijne stroomopwaarts naar Langatabiki zal grondig nagezocht worden op nieuwe besmettingen.[340] Eind juni werd een vergelijkbare exercitie uitgevoerd en werd het recordaantal van 72 nieuwe besmettingen vastgesteld.[315]
- 17: Er zijn op dit moment 92 werknemers van de Rosebel-goudmijn besmet met het virus en 192 in overheidsquarantaine. Verder zijn daar 86 inmiddels hersteld.[341]
- 17: Vandaag zijn twee coronadoden gemeld, waardoor het totale aantal op 20 staat.[342]

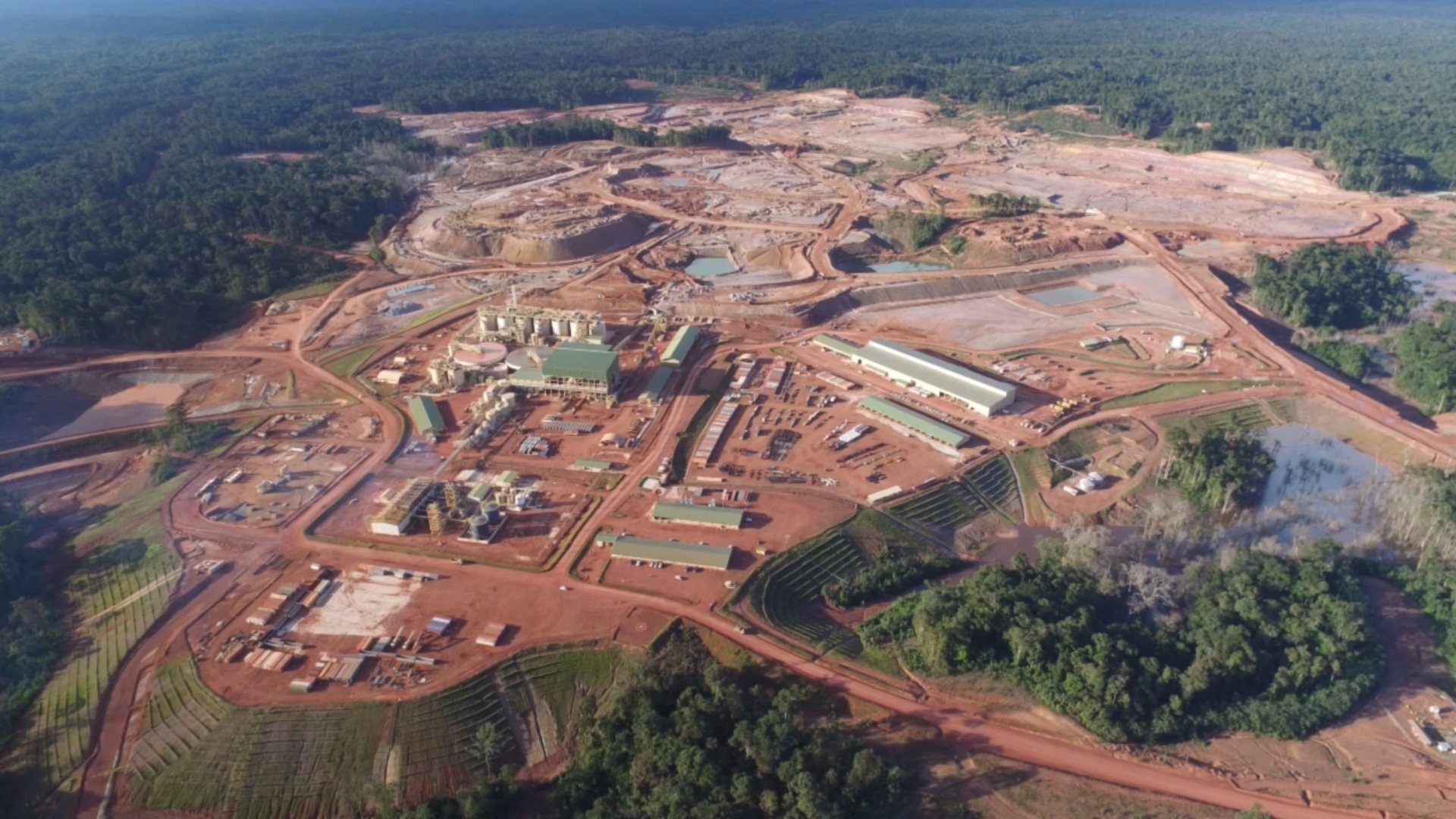
De Merian-goudmijn (Surgold)

- 19: Er zijn voor het eerst Covid-19-besmettingen vastgesteld bij de Merian-goudmijn (Surgold). Het gaat om twee personen.[343]
- 19: Vandaag is een vrouw in het Regionaal Ziekenhuis Wanica overleden aan het virus. Zij is het 21e slachtoffer.[344]
- 19: Door de vele besmettingen in het oosten wordt er gewerkt aan een accommodatie voor isolatie en quarantaine op Stoelmanseiland, zodat de mensen uit die regio daar niet speciaal voor naar de stad hoeven te komen.[345]
- 23: Er is een zorgelijke toename van het aantal besmettingen in Paramaribo en Wanica. De quarantaineplaatsen van de overheid zijn bijna vol en de situatie dreigt hier uit te lopen op een epidemie. De besmettingen zijn op dit moment vooral afkomstig uit de goudvelden en van de illegale oversteek van buitenlanders.[346]
- 23: Er zijn opnieuw twee personen aan het virus overleden.[347]

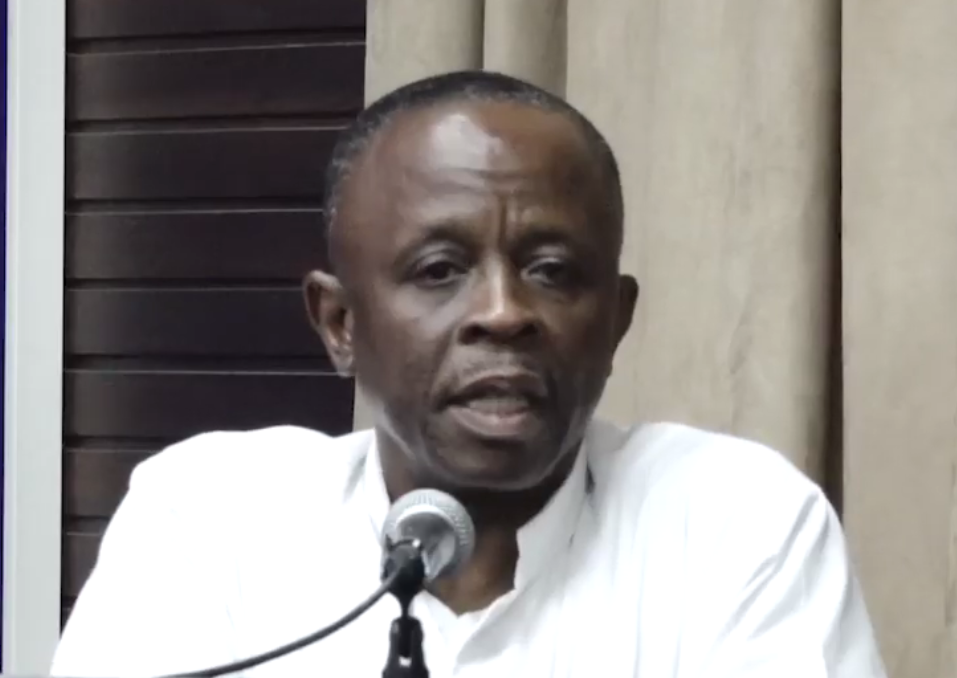
Infectioloog Stephen Vreden

- 23: De sportbonden hebben nog geen verzoek ingediend bij het COVID-19 Crisis Management Team hoe zij denken de competities op aangepaste wijze te kunnen hervatten. Infectioloog Stephen Vreden had hierom gevraagd. Het Surinaams Olympisch Comité ziet graag dat de sportbonden de draad "liever vandaag dan morgen" weer oppakken.[348]
- 25: Het aantal besmettingen is vandaag opgelopen met 76. Er zijn 500 actieve besmettingen in het land.[349] Er zijn nog vijftig lege bedden over in het Regionaal Ziekenhuis Wanica.[350]
- 25: President Chan Santokhi heeft een toespraak gehouden, waarin hij verscherping van de maatregelen heeft aangekondigd om de verspreiding van het virus in te dammen.[351]
- 25: Van het Covid-fonds van 400 miljoen Surinaamse dollar dat door de regering-Bouterse bijeen werd gebracht, is na de regeringsoverdracht nog maar 110 miljoen over.[352]
- 27: Terwijl Suriname de toestroom van besmette personen uit Frans-Guyana vreest, vreest Guyana voor besmette personen uit Suriname.[353]
- 27: Marthelise Eersel neemt de leiding over van het COVID-19 Crisis Management Team.[354]
- 28: Het bedrijfsleven is nu ook opgenomen in het COVID-19 Crisis Management Team.[355]
- 29: Vandaag is opnieuw iemand aan het virus overleden, als 26e.[356]
- 29: Er is vooral in Paramaribo en Wanica een stijging van het aantal besmettingen te zien.[357]

### Augustus 2020
Vanwege een beveiligingsprobleem met de MediaWiki Graph-software is het momenteel niet mogelijk deze grafiek weer te geven. Zodra de software is bijgewerkt zal de grafiek vanzelf weer zichtbaar worden.
- 2: Er is opnieuw iemand overleden aan het virus, waardoor het totale aantal op 27 staat.[358]
- 2: Binnen de muren van de Penitentiaire Inrichting Duisburglaan blijkt het coronavirus uitgebroken te zijn. Er zijn hier 41 mensen positief getest. Ze zijn afgezonderd van de rest.[359]

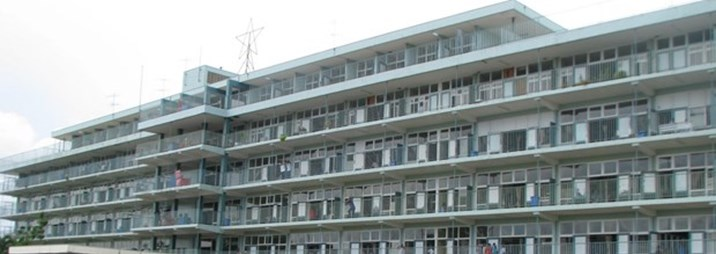
Academisch Ziekenhuis Paramaribo

- 5: De medische specialisten uit Nederland zijn goed te spreken over verschillende zaken in de aanpak van de coronacrisis, zoals de inrichting van het Regionaal Ziekenhuis Wanica en de manier waarop de infectiepreventie uitgevoerd wordt. Het aantal zaalartsen en verpleegkundigen baart hun zorgen en zou nog uitgebreid moeten worden.[360]
- 5: Het Bureau voor Openbare Gezondheidszorg (BOG) heeft de mobiele post voor coronatesten opnieuw opgesteld.[361]
- 6: De regering maakt een budget van 1,5 miljard SRD vrij voor de beheersing van het coronavirus.[362]
- 6: De uitbraak bij Newmont, waar op 19 juli voor het eerst Covid-19 werd vastgesteld, is inmiddels uitgebreid naar 37 besmettingen.[343][363]
- 7: In De Nationale Assemblée is de wet 'Uitvoering uitzonderingstoestand' aangenomen.[364]
- 9: In het Academisch Ziekenhuis Paramaribo is vanochtend een man van 54 jaar oud aan het virus overleden. Hij is de 30e coronadode.[365]
- 9: In het buurland Brazilië overleed vandaag de 100.000e inwoner aan corona.[366]
- 9: Cuba, het land dat voorheen vijftig gezondheidswerkers naar Suriname zond en het Interferon alfa-2b als het afdoende medicijn tegen corona presenteerde,[88][118] ondergaat een tweede golf in de coronacrisis. In de hoofdstad Havana is opnieuw een lockdown van kracht.[367]

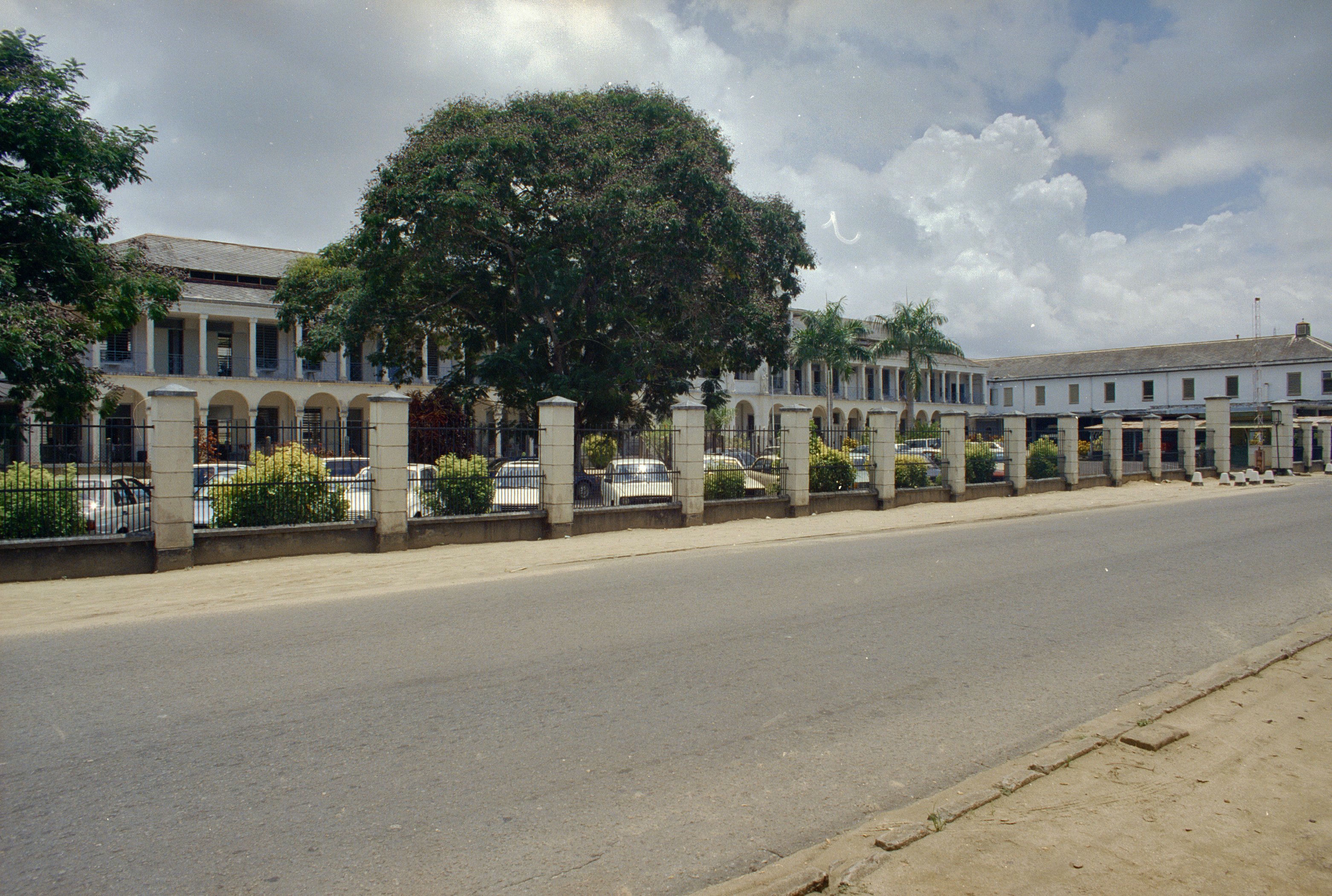
Sint Vincentius Ziekenhuis

- 10: President Chan Santokhi waarschuwt dat wanneer het aantal besmettingen zo doorstijgt, het Regionaal Ziekenhuis Wanica vol raakt.[368]
- 10: President Santokhi kondigt negen nieuwe maatregelen aan in de bestrijding van het coronavirus. De avondklok geldt nu van 20:00 tot 5:00 uur.[369]
- 11: Het aantal coronadoden is van 30 naar 39 gestegen. Dit aantal is zo hoog, omdat de cijfers van enkele instellingen niet waren meegeteld. Daarnaast is het aantal besmettingen gestegen met 70.[370]
- 11: De faciliteiten voor coronapatiënten beginnen schaars te worden. Er is op dit moment nog een capaciteit van 244 bedden over voor isolatie en er zijn nog 113 bedden over voor verpleging.[371]
- 12: Het aantal positief geteste personen staat op 30%.[372] De mogelijkheden om op het virus getest te worden, worden uitgebreid.[373]
- 12: Door de nieuwe coronamaatregelen kunnen zware straffen opgelegd worden. Boetes kunnen oplopen tot 25.000 Surinaamse dollar en gevangenisstraffen tot 6 maanden. De politie wil de sancties niettemin gefaseerd verscherpen en provocatie voorkomen.[374][375]
- 12: De ziekenhuiscapaciteit zal uitgebreid worden met Afdeling 80 van het Sint Vincentius Ziekenhuis. Hier is plaats voor 33 patiënten.[376] Ook worden tenten opgebouwd om coronapatiënten op te vangen.[377]
- 12: Nadat 17 illegalen vanuit Guyana erin slaagden de Corantijn over te steken, is de bewaking langs de grens verscherpt.[378]
- 13: Vandaag is een recordaantal van 108 nieuwe besmettingen geregistreerd. Ook is opnieuw iemand overleden, de 40e persoon op Surinaamse bodem.[379]
- 13: De groep met positief bevonden coronabesmettingen die zich op een onbekend verblijfadres bevinden, groeit. Ze bevinden zich in het gehele land.[380]
- 14: Een 41e persoon is vandaag aan het virus overleden.[381] Met 891 actieve besmettingen, ten opzichte van 655 in Frans-Guyana, is de crisis sinds deze week inmiddels zorgwekkender in Suriname dan in het buurland.[382]
- 16: Er zijn in een dag tijd een recordaantal van vijf mensen aan het virus overleden.[383]
- 17: Een verklaring van het hoge aantal geregistreerde besmettingen de laatste tijd, ligt in het gestegen aantal mensen dat getest wordt.[384]
- 17: Er is vandaag opnieuw een dode gemeld.[385]
- 17: De beddencapaciteit voor coronapatiënten wordt opnieuw uitgebreid. Hiervoor is nu ook plaats vrijgemaakt in het Diakonessenhuis.[386]
- 18: Het Academisch Ziekenhuis Paramaribo heeft een extra unit opgezet om coronastrijkjes (swaps) uit te voeren.[387]
- 19: Buitenlanders die zich in Suriname bevinden en het land niet kunnen verlaten vanwege het gesloten luchtruim, krijgen een half jaar langer de mogelijkheid om te blijven.[388]
- 19: De Ayoko Kazerne, ook bekend als de Bosbivak Zanderij, wordt in gereedheid gebracht voor de isolatie van coronapatiënten.[389]
- 20: President Chan Santokhi heeft voor het komende weekend een volledige lockdown afgekondigd, van vrijdag 20:00 tot zondag 5:00 uur. Een van de gevolgen is dat het dagblad De Ware Tijd zaterdag niet wordt bezorgd.[390]
- 20: Er is opnieuw een coronadode gemeld.[391]
- 21: In de afgelopen zes dagen zijn 228 mensen opgepakt die de nachtelijke lockdown (avondklok) hebben overtreden.[392]
- 21: In het Regionaal Ziekenhuis Wanica is opnieuw een patiënt overleden aan het virus.[393]
- 22: Er is opnieuw iemand overleden aan de gevolgen van het virus.[394]
- 23: Een 58e persoon is aan de virusziekte overleden.[395]
- 24: Er zijn twee personen aan het virus overleden, onder wie Vergillio Rebin, de secretaris van de Hervormings- en Vernieuwingsbeweging (HVB).[56]

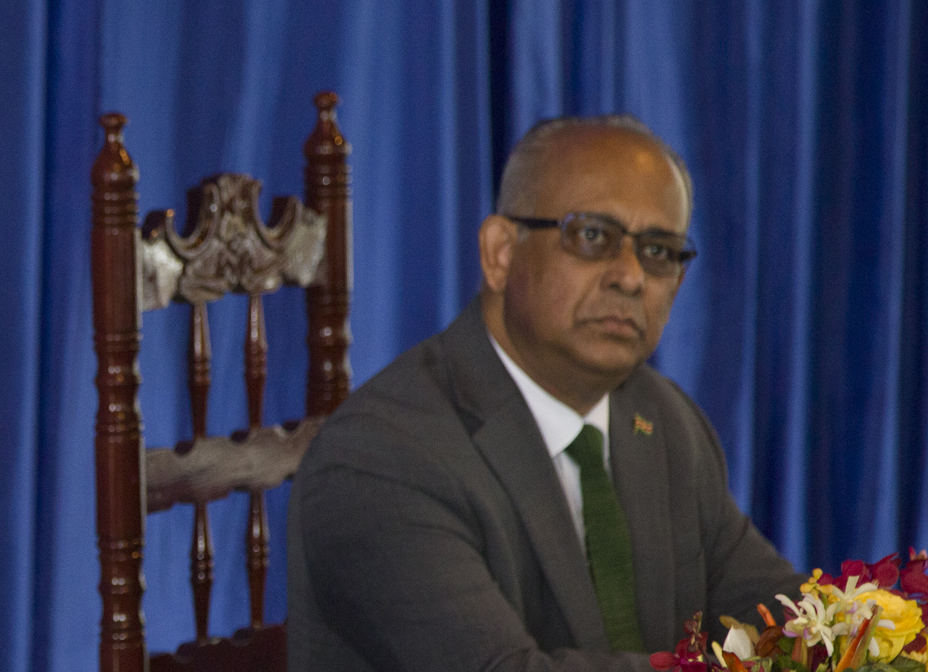
Minister Ramdin (2020)

- 24: Tijdens het bezoek van Buza-minister Albert Ramdin, heeft Nederland aan Suriname een bedrag van 3,5 miljoen euro geschonken om het coronavirus te bestrijden.[396]
- 24: Doordat in Nederland en Curaçao een terugloop van het aantal besmettingen is geconstateerd, hoeven reizigers die daar vandaan komen geen quarantaine meer aan te houden bij aankomst in Suriname.[397]
- 25: Er is vandaag opnieuw iemand overleden aan het virus.[398]
- 26: Zaterdag (overmorgen) zal er opnieuw een total lockdown gelden in Suriname.[399]
- 26: Er is opnieuw een patiënt overleden aan de gevolgen van het virus.[400] Epidemioloog Ingrid Krishnadath geeft aan dat mensen zich minder zorgen lijken te maken en zich minder testen, maar dat het virus zich niettemin 'overal' bevindt. In Paramaribo komen de meeste gevallen nu in het zuiden rond Welgelegen voor.[401]
- 27: Er zijn nog eens vier mensen overleden aan het virus.[402]
- 29: Er is opnieuw een persoon overleden aan Covid-19.[403]
- 30: Er werd voor het eerst een 'total lockdown' verplicht gesteld voor het hele weekend.[404] De regering is zich bewust van de impact die de coronacrisis op het sociale leven heeft.[405]
- 31: Er zijn vier mensen overleden. Onder de 71 mensen die in Suriname overleden aan Covid-19, waren er alleen al 45 in de maand augustus.[406]

### September 2020
Vanwege een beveiligingsprobleem met de MediaWiki Graph-software is het momenteel niet mogelijk deze grafiek weer te geven. Zodra de software is bijgewerkt zal de grafiek vanzelf weer zichtbaar worden.
- 1: Er is vandaag iemand aan de ziekte overleden.[407]
- 2: De regering heeft de Centrale Landsaccountantsdienst (CLAD) ingeschakeld om te onderzoeken wat tijdens de regering-Bouterse II met het geld gebeurd is dat in het Covid-19-fonds was gestort. Dit was een speciaal overheidsfonds met daarin 400 miljoen SRD om Suriname door de coronacrisis te helpen. Het geld is grotendeels opgemaakt.[408]
- 2: Epidemioloog Radjesh Ori bevestigt dat er een afname zichtbaar is in het aantal nieuwe besmettingen. Het aantal sterfgevallen ligt procentueel lager in Frans-Guyana dan in Suriname. Dit zou te wijten zijn aan onder meer onderliggende aandoeningen zoals hoge bloeddruk en diabetes die vaker voorkomen bij de sterfgevallen in Suriname.[409]
- 2: Venezuela, een land dat zelf ook gebukt gaat onder de coronacrisis, heeft Suriname sneltesten gedoneerd tijdens het kennismakingsbezoek met de nieuwe regering.[410]
- 3: Er is opnieuw iemand aan de gevolgen van het virus overleden.[411]
- 4: Canada en China doen opnieuw schenkingen van medische spullen aan Suriname.[412][413]

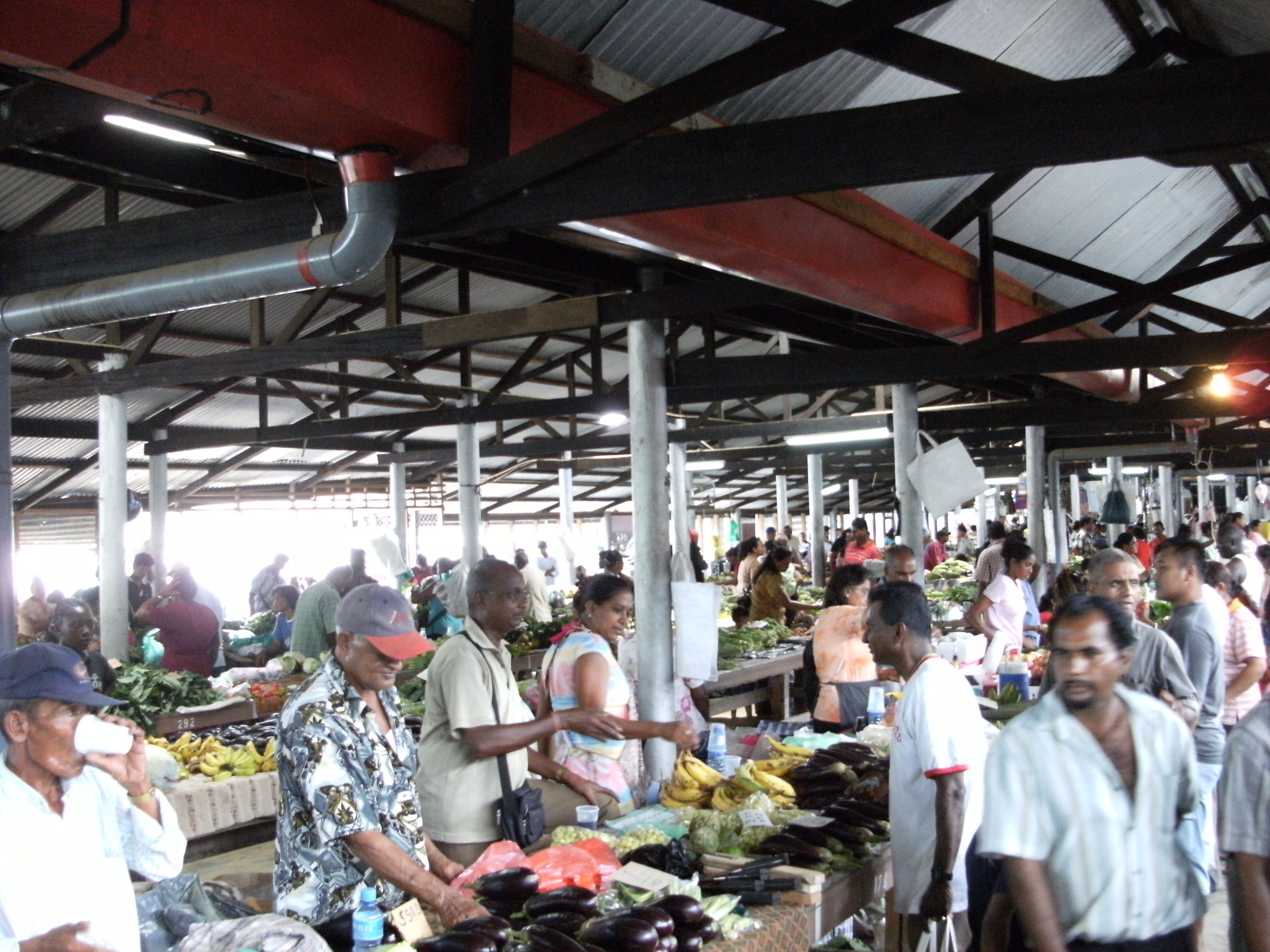
Markt in Lelydorp, 2008

- 5: Op de markt in Lelydorp wordt een roulatiesysteem gehanteerd om verkopers zoveel mogelijk de ruimte te geven hun waren aan de klant te brengen.[414]
- 5: Er is opnieuw een patiënt aan de ziekte overleden.[415]
- 6: Het aantal overleden personen is vandaag fors bijgesteld, van 76 naar 85. Het gaat om een correctie en er wordt binnenkort nog een correctie verwacht.[416][417]
- 7: Zoals aangekondigd werd, is het dodental opnieuw fors bijgesteld, van 85 naar 91, met overleden patiënten die nog niet meegeteld waren in de statistieken.[418]
- 9: Er is opnieuw een persoon aan het virus overleden.[419]
- 9: De reden van het grote aantal mensen dat in de afgelopen week is overleden, wordt verklaard door het grote aantal nieuwe Covid-19-besmettingen enkele weken geleden. In Suriname wijkt het ziektebeeld niet veel af van andere landen. Bij ongeveer 80% van de besmette personen is een mild ziektebeeld te zien. Ongeveer 15% moet naar het ziekenhuis en ongeveer 5% belandt op de intensive care.[420]

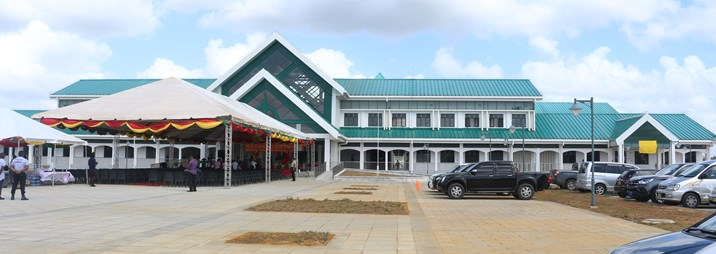
Het Regionaal Ziekenhuis Wanica

- 10: In het Regionaal Ziekenhuis Wanica werden 1143 coronapatiënten behandeld. Van hen werden 67 op de intensive care behandeld en verloren 27 mensen het leven. Dit betekent dat er meer dan duizend mensen in het ziekenhuis zijn genezen. Op dit moment bevinden zich nog 81 coronapatiënten in het ziekenhuis, van wie één op de intensive care.[421]
- 10: Er is opnieuw iemand aan het virus overleden.[422]
- 13: President Santokhi heeft in een televisietoespraak de bevolking toegesproken. Hij kondigde aan dat de weekendlockdown zal worden opgeheven. Wel zal tot 27 september een avondklok gelden van 20:00 tot 5:00 uur.[423]
- 14: Er zijn opnieuw twee personen aan de gevolgen van het virus overleden.[424]
- 15: Tijdens de algehele lockdown in het afgelopen weekend heeft de politie 398 personen aangehouden die zich er niet aan hielden. Ze werden enkele uren vastgehouden op het terrein van de Politie Academie en kregen daarna een papiertje mee met de kortste route naar huis.[425]
- 18: Er is opnieuw een persoon overleden aan het virus.[426]
- 19: Er is een dalende trend gaande in het percentage besmettingen, dat nu tussen de 10 en 13 procent ligt en eerder nog op 40 procent.[427]
- 19: Er is opnieuw iemand aan de gevolgen van het virus overleden.[428]
- 22: Er zijn in de afgelopen 24 uur drie mensen overleden aan het virus; Suriname heeft hierdoor 100 doden te betreuren door het virus.[429] Met 118 actieve besmettingen neemt Suriname opnieuw de plaats in van het land met het laagste aantal actieve besmettingen van Zuid-Amerika.[430]
- 23: Er is vandaag opnieuw een patiënt overleden.[431]
- 24: Ook vandaag overleed een patiënt aan de virusziekte.[432]
- 26: Het district Nickerie kent op dit moment geen actieve besmettingen meer.[433]
- 27: Het aantal nieuwe COVID-19-besmettingen bleef beperkt tot 4, terwijl er 41 personen genezen werden verklaard. Hierdoor kwam het aantal actieve besmettingen onder de honderd, op 72, te staan. Onder de besmette patiënten bevinden zich zes op de intensive care.[434]
- 27: President Chan Santokhi past de coronamaatregelen aan. De nachtklok wordt met twee uur versoepeld en duurt nu van 9 tot 5 uur. Luchtverkeer is alleen met directe verbindingen uit Nederland toegestaan. Reizigers moeten daarna 10 dagen in verplichte quarantaine.[435]

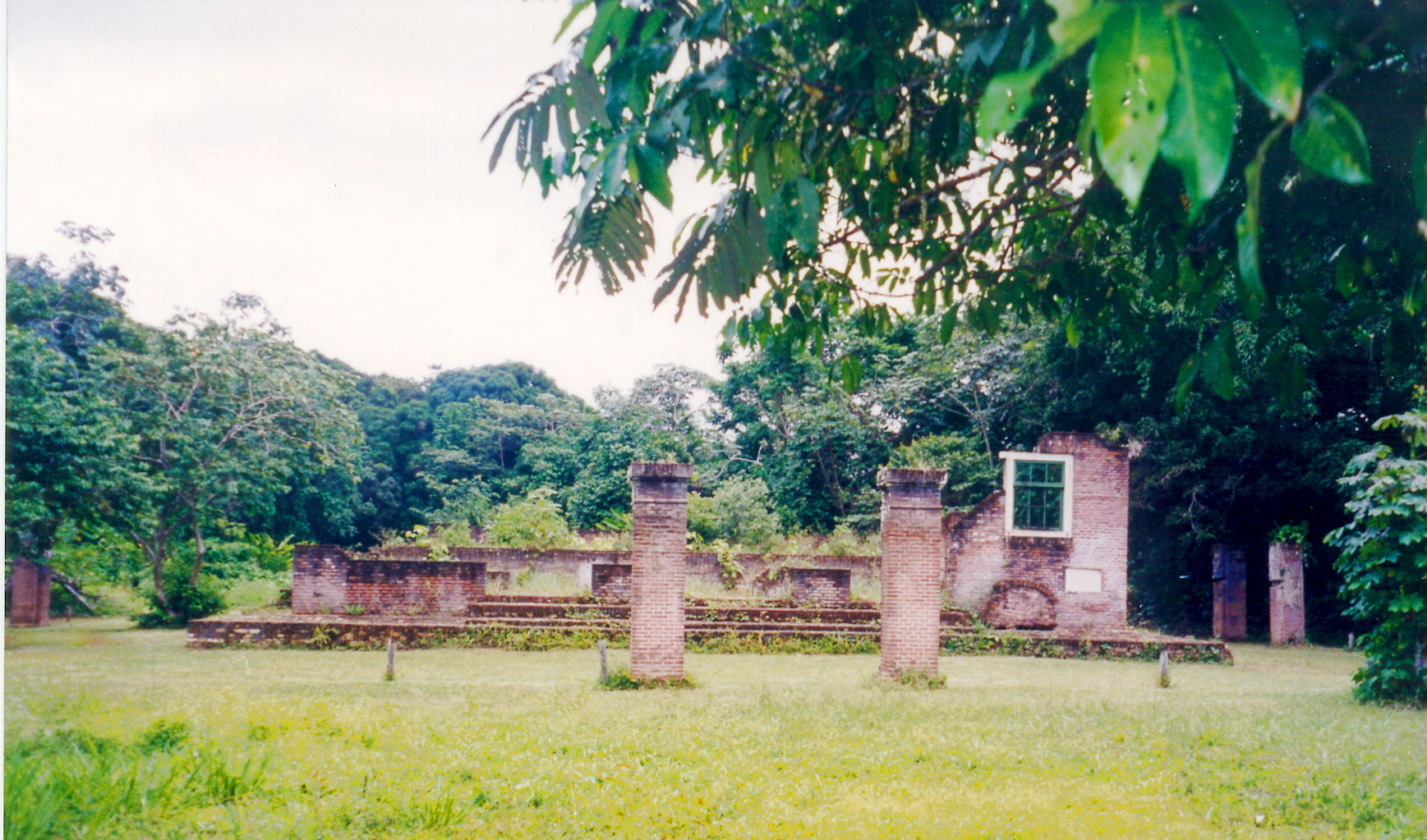
De Jodensavanne

- 27: De Jodensavanne opent haar deuren weer voor het publiek. De toeristische attractie is afhankelijk van de inkomsten van de kaartverkoop en lijdt zwaar onder de coronacrisis.[436]
- 27: De isolatiefaciliteiten van de Kamer van Koophandel en Fabrieken en Residence Inn gaan dicht omdat ze niet meer gebruikt worden voor de opvang van patiënten.[437]
- 29: De inheemse dorpen Apoera, Section en Washabo worden twee weken van de buitenwereld afgesloten na een lokale uitbraak van het virus. De besmettingen zijn te herleiden naar één persoon.[438]
- 29: Het landelijke alarmnummer 105 wordt opengesteld waar feestgangers die de Covid-19-regels overtreden kunnen worden doorgegeven.[439]
- 29: Er zijn vandaag twee mensen overleden aan de virusziekte.[440]

### Oktober 2020
Vanwege een beveiligingsprobleem met de MediaWiki Graph-software is het momenteel niet mogelijk deze grafiek weer te geven. Zodra de software is bijgewerkt zal de grafiek vanzelf weer zichtbaar worden.

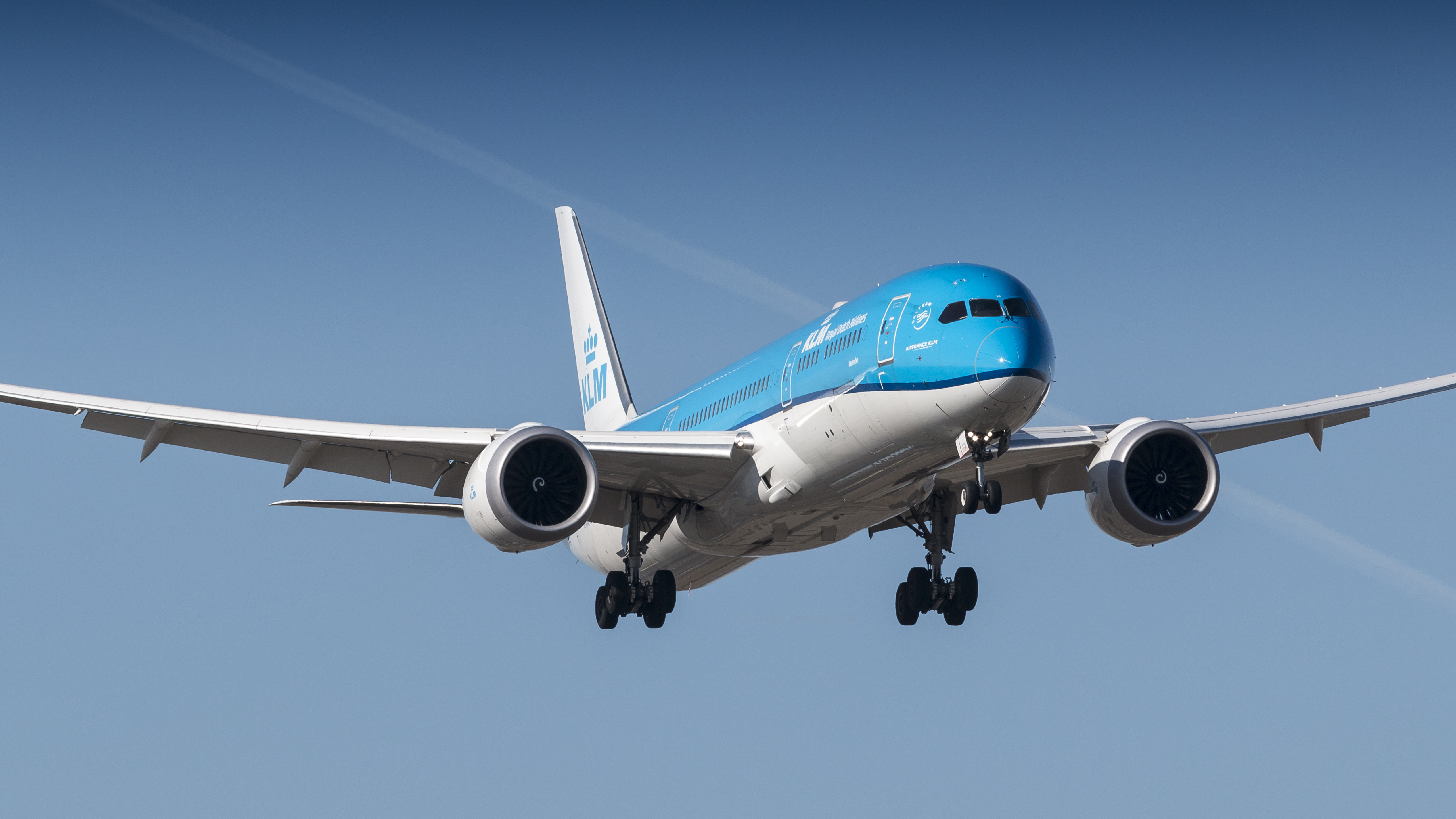
Commerciële vluchten uit Nederland stilgelegd

- 1: Er is opnieuw een persoon overleden, waardoor het totale aantal op 105 is gekomen.[441]
- 4: De uitbraak van het coronavirus heeft een sterke invloed gehad op de behandeling van het aantal nieuwe rechtszaken. Het gaat om bijna de helft minder.[442]
- 7: In een dag tijd steeg het aantal mensen in quarantaine van nul naar 154.[443]
- 8: Volgens minister Amar Ramadhin van Volksgezondheid lijken de overtredingen van de lockdownmaatregel op een mannenprobleem. Hij baseert zich op de foto's van mensen die voor de winkels hangen met biertjes.[444]
- 8: Met de 25 nieuw vastgestelde besmettingen is de grens met de vijfduizend besmettingen overschreden. Het totale aantal staat nu op 5004.[445]
- 10: Er is opnieuw iemand overleden aan het virus, waarmee het totale aantal op 107 is terechtgekomen.[446]
- 11: Er is een foto van een bijeenkomst in de media verschenen, waarop meerdere leden van de regering zich niet aan de coronaregels hielden. Er werd geen anderhalve meter afstand gehouden en een aantal mensen droeg geen mondkapje. President Chan Santokhi verontschuldigde zich hiervoor tegenover het volk.[447]

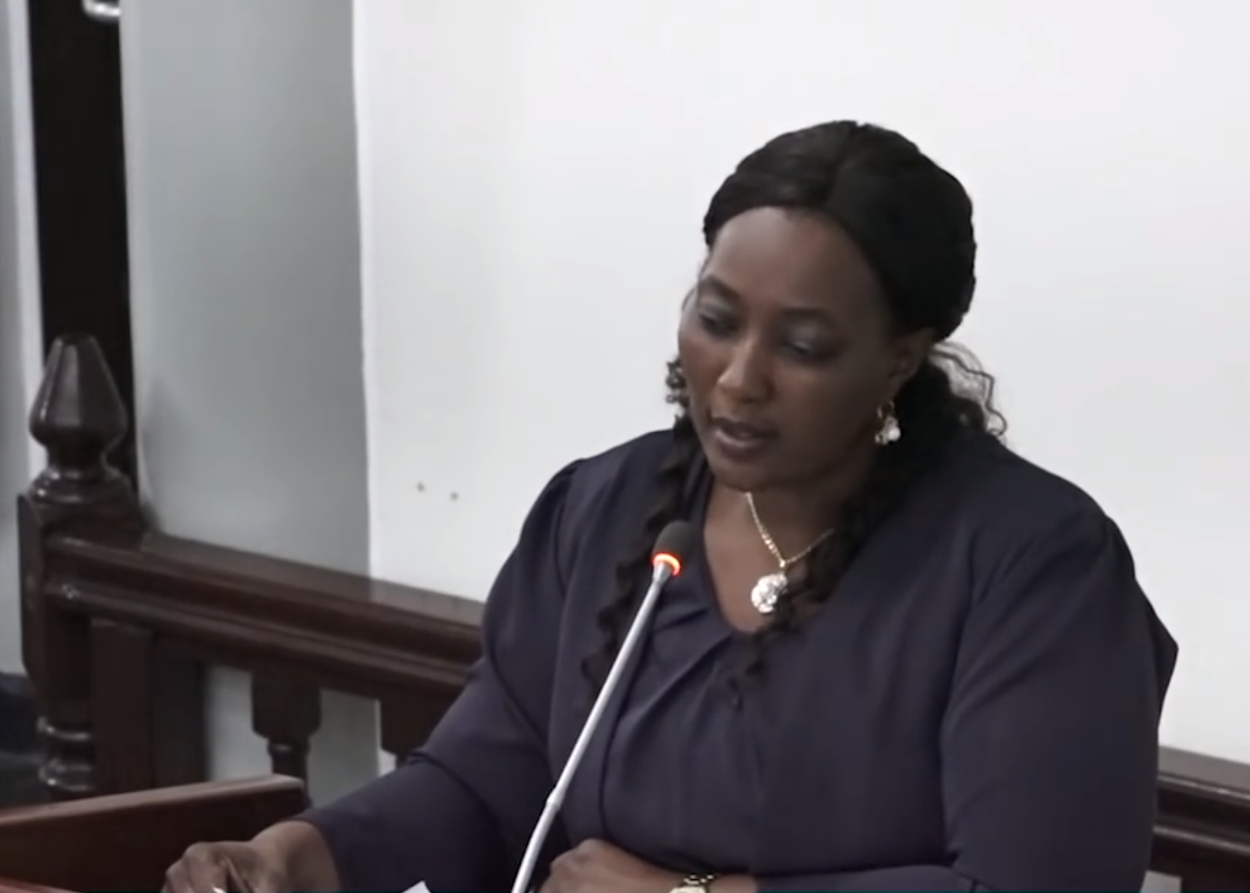
Minister Diana Pokie

- 12: Minister Diana Pokie van Grondbeleid en Bosbeheer is opgenomen in het ziekenhuis omdat zij besmet is met corona. President Chan Santokhi werd negatief getest en heeft het virus niet.[448] Bij elkaar zijn zeven ministers thuis in quarantaine gegaan.[449]
- 14: Er is een 108e persoon overleden aan het coronavirus.[450]
- 15: Er is opnieuw iemand overleden aan het virus.[451]
- 15: Enkele dagen na de positieve test op COVID-19 bij minister Diana Pokie zijn vandaag drie ministers positief op het virus getest. Eerder vandaag waren dat David Abiamofo en Reshma Kuldipsingh. Vervolgens kwam dit bericht voor Kenneth Amoksi op het moment dat hij aanwezig was in de openbare vergadering van De Nationale Assemblée. Kort ervoor was zijn test nog negatief uitgevallen, aldus president Chan Santokhi. Het bericht over Amoksi leidde tot consternatie in het parlement, waarbij oppositieleider Rabin Parmessar (NDP) uiteindelijk met assistentie van de politie het parlement uit werd gezet.[452]
- 15: Twee kantoorruimtes van de Anton de Kom Universiteit en twee scholen worden gesloten vanwege geconstateerde coronabesmettingen. Dit kondigde minister Marie Levens van Onderwijs, Wetenschap en Cultuur vandaag aan.[453]
- 15: Minister Diana Pokie is aan de beterende hand en kan vandaag het ziekenhuis verlaten. Ze zal nog wel een week in quarantaine moeten.[454]
- 16: President Santokhi en vicepresident Brunswijk hebben hun toer langs de tien districten van Suriname afgeblazen. Er is veel kritiek gekomen op de bijeenkomst onlangs, waar politici de coronaregels onvoldoende in acht hielden, en de recente besmettingen van vier ministers. Volgens de Communicatie Dienst Suriname kan de naleving van de COVID-19-protocollen niet door alle aanwezigen gegarandeerd worden.[455]
- 16: De minister van Regionale Ontwikkeling en Sport, Gracia Emanuël, is vandaag als vijfde minister positief getest op het coronavirus. Daarnaast is het parlementslid Miquella Soemar-Huur positief getest. Het parlementsgebouw is vandaag gesloten om grondig te worden gereinigd.[456] Zij is hiermee de vierde van de vijf besmette politici uit ABOP-huize; ook Huur is ABOP-lid.[457]
- 22: De medici uit Nederland die in Suriname hebben geholpen in de strijd tegen de coronacrisis, gaan de eerste tijd terug naar eigen land om aldaar te helpen in de tweede golf.[458]
- 23: Canada en het Verenigd Koninkrijk hebben essentiële producten en persoonlijke beschermingsmiddelen geschonken aan twintig organisaties in Suriname om de coronacrisis te beheersen.[459]

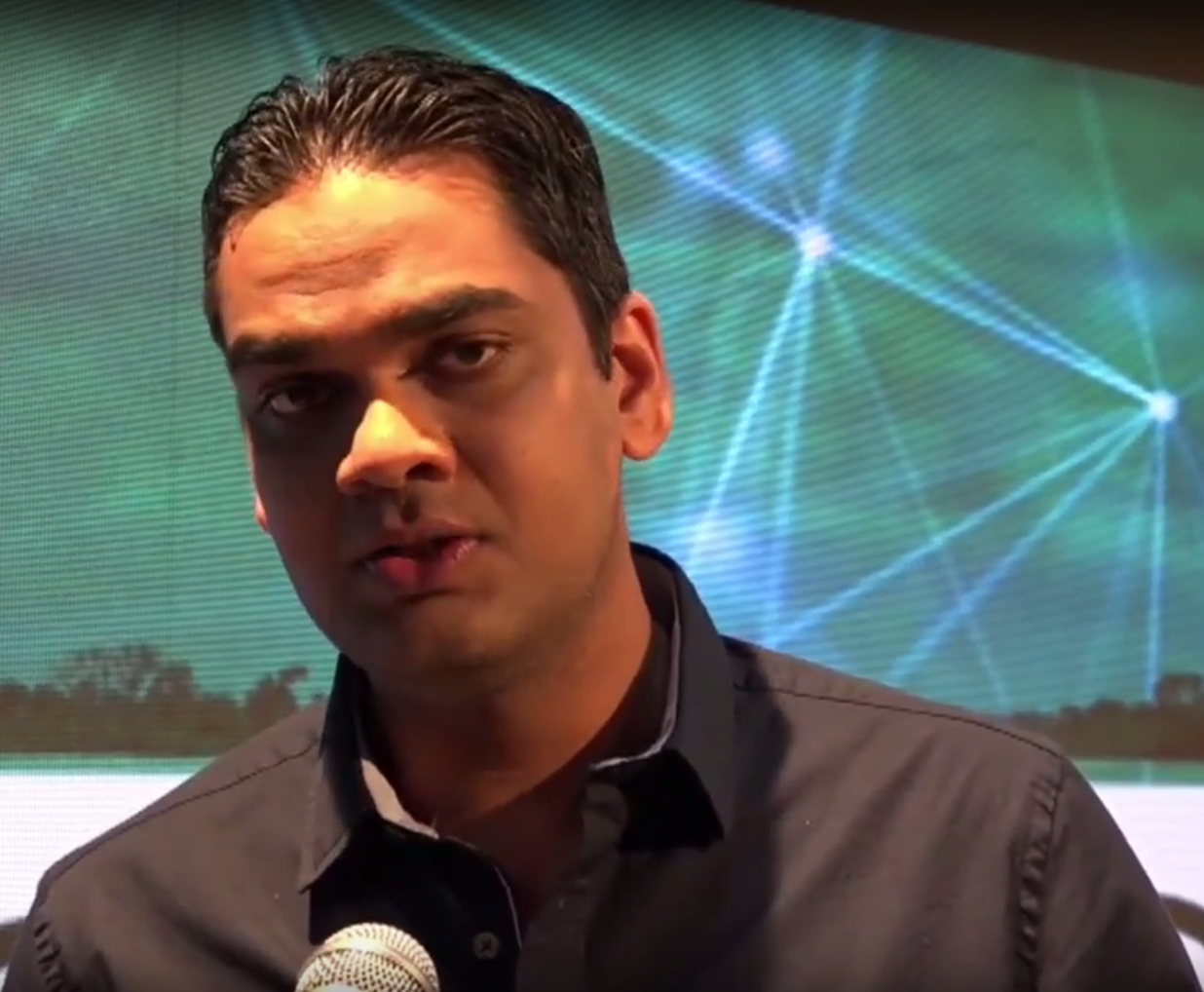
Minister Amar Ramadhin

- 23: Er is bij een persoon het COVID-19-virus vastgesteld. Er zijn nog 38 actieve besmettingen bekend.[460] De versoepeling van de maatregelen om het bedrijfsleven meer ruimte te geven, circa twee weken geleden, pakken goed uit. Suriname krijgt internationaal lof voor de corona-aanpak, aldus Amar Ramadhin, de minister van Volksgezondheid.[461]
- 23: De druk op de zorginstellingen is afgenomen en er wordt gewerkt aan de herstart van de reguliere zorg.[462]
- 23: Nederlanders die naar Suriname reizen nemen een loopje met de thuis- en hotelquarantaineregels, net nu Suriname de situatie weer redelijk onder controle heeft.[463]
- 25: President Chan Santokhi kondigde aan dat de avondklok twee uur minder lang zal duren. Tot 8 november zal deze van 22:00 tot 5:00 gelden.[464]
- 26: Vandaag is het 110e slachtoffer overleden aan het coronavirus.[465]
- 27: Vandaag is opnieuw iemand aan de virusziekte overleden.[466]
- 28: Burgers zijn redelijk tevreden met de aanpak van de regering van de coronacrisis.[467] Ook de avondklok kan op steun rekenen.[468]
- 30: De Pan-Amerikaanse Gezondheidsorganisatie (PAHO) zal in de vorm van een pilot 20.000 antigeen-sneltesten beschikbaar stellen aan Suriname.[469]
- 31: Vandaag zijn er twee nieuwe besmettingen bij gekomen.[470]

### November 2020
Vanwege een beveiligingsprobleem met de MediaWiki Graph-software is het momenteel niet mogelijk deze grafiek weer te geven. Zodra de software is bijgewerkt zal de grafiek vanzelf weer zichtbaar worden.
- 2: Er zijn nog negentien actieve besmettingen bekend. Het is voor het eerst sinds 31 mei, een week na de verkiezingen, dat het aantal onder de grens van twintig is gedaald.[471]
- 4: Er is opnieuw iemand overleden aan de gevolgen van het virus. Hiermee staat het aantal doden op 114.[472]
- 7: Er is opnieuw een burger overleden aan het coronavirus.[473]
- 8: Bij elkaar werden er de afgelopen week in een cluster bij een visverwerkingsfabriek twaalf nieuwe besmettingen vastgesteld. Verder gaat het nog sporadisch om nieuwe gevallen. Volgens minister Amar Ramadhin kan code rood worden afgeschaald naar code oranje.[474]
- 11: Suriname ondervindt problemen met reizigers uit Nederland. Er zijn nu 607 personen in quarantaine, maar de betreffende reizigers willen in het algemeen niet naar een centrale quarantaine-instelling. De overheid heeft echter te weinig personeel om te controleren of alle reizigers wel in quarantaine blijven op het adres dat zij hebben opgegeven.[475]
- 12: Er is opnieuw iemand aan het virus overleden.[476]

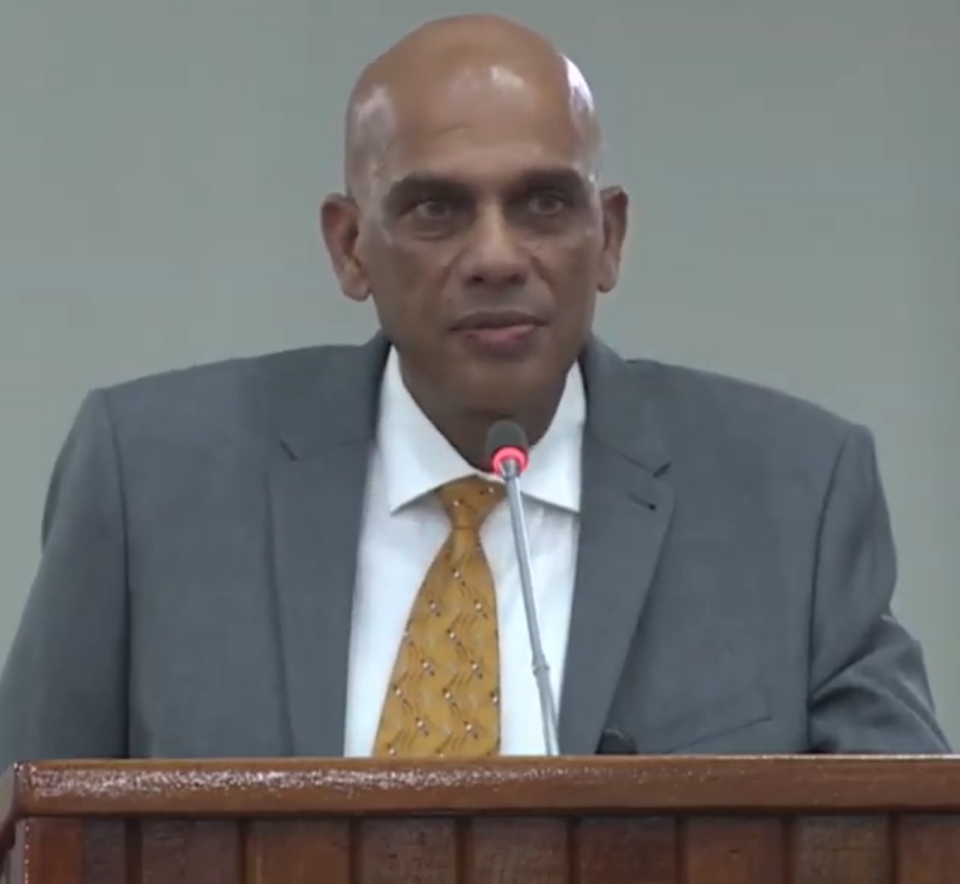
Minister Armand Achaibersing

- 14: De bonus van 500 SRD die gepensioneerden de eerste zes maanden van de coronacrisis hebben ontvangen is deze maand niet meer overgemaakt. Volgens minister Armand Achaibersing van Financiën en Planning betreft het een tijdelijke uitkering die monetair werd gefinancierd en daarom niet verlengd kon worden. Voor zwakke huishoudens is een permanente vervanging geregeld die wel dekking heeft vanuit overheidsinkomsten.[477]
- 15: Marthelise Eersel, de crisismanager van het Covid-19 Outbreak Management Control Team, verwacht dat de vaccinatie in Suriname mogelijk in het eerste kwartaal van 2021 van start kan gaan.[478]
- 16: Vandaag werd opnieuw een overlijdensgeval gemeld.[479]
- 17: Vandaag werd opnieuw een dode gemeld.[480]
- 17: De heffingskorting, die door de vorige regering van 125 naar 750 SRD werd verhoogd om de bevolking te ontlasten tijdens de coronacrisis, blijft ook door deze regering gehandhaafd.[481]
- 22: De avondklok wordt minder strikt. Deze geldt vanaf maandag van 11 tot 5 uur.[482]
- 24: Er is opnieuw iemand aan het virus overleden.[483]
- 27: Het aantal mensen in quarantaine is opnieuw fors gestegen en staat nu op 1428.[484]

### December 2020
Vanwege een beveiligingsprobleem met de MediaWiki Graph-software is het momenteel niet mogelijk deze grafiek weer te geven. Zodra de software is bijgewerkt zal de grafiek vanzelf weer zichtbaar worden.
- 4: De maatregel dat reizigers uit Nederland hun quarantaine moeten afwachten met bewaking, blijkt een gat in de markt voor nieuwe beveiligingsbedrijven.[485]
- 8: Vandaag werd een nieuwe besmetting vastgesteld. Het aantal actieve besmettingen belandt hierdoor op zes.[486]
- 14: Doordat het aantal besmettingen weer oploopt, is de avondklok opnieuw strenger gesteld, van 9 tot 5 uur.[487] Er zijn clusters met besmettingen van Brazilianen in Paramaribo-Noord en Villa Brazil.[488]
- 15: Tijdens de Bigi Sma Dey, die georganiseerd werd door first lady Mellisa Santokhi, werden de coronaregels niet in acht genomen. Verschillende media werd de toegang geweigerd omdat ze niet over geldige toegangsbewijzen zouden beschikken.[489]
- 16: In Suriname zal naar verwachting een kwart van de bevolking in 2022 nog niet zijn gevaccineerd, omdat er voor arme landen te weinig doses over zijn. Rijke landen, met een wereldbevolking van 15%, hebben 51% van de doses in handen.[490]
- 17: Het aantal actieve besmettingen is de grens van honderd gepasseerd.[491]
- 17: De regering heeft nieuwe maatregelen afgekondigd die per direct ingaan.[492]
- 19: Voor het eerst sinds 24 november is er weer een persoon overleden aan het virus.[493]
- 23: Vanwege de sterke toename in het aantal coronabesmettingen heeft Nederland een negatief reisadvies naar Suriname afgegeven.[494]
- 25: Er is opnieuw iemand overleden aan de gevolgen van het virus.[495]
- 28: Het hoofdkantoor van de Regionale Gezondheidsdienst is vandaag gesloten vanwege mogelijke besmettingsgevallen.[496]
- 29: Vandaag is de grens van 6000 besmettingen gepasseerd. Ook overleed opnieuw iemand aan de virusziekte.[497]
- 30: De aantallen besmettingen stijgen snel in de goudzoekersdorpen Villa Brazil en Cabana; beide liggen in het Matawaigebied.[498]
- 30: Door de toename van het aantal besmettingen wordt de meldkamer door het Bureau voor Openbare Gezondheidszorg (BOG) uitgebreid.[499]
- 30: De 121e dode in Suriname is geregistreerd.[500]
- 31: Vandaag overleed opnieuw iemand aan de virusziekte.[501]

### Januari 2021
Vanwege een beveiligingsprobleem met de MediaWiki Graph-software is het momenteel niet mogelijk deze grafiek weer te geven. Zodra de software is bijgewerkt zal de grafiek vanzelf weer zichtbaar worden.
- 2: Korpschef Roberto Prade is besmet met het coronavirus. Dit maakte de minister Justitie en Politie, Kenneth Amoksi, bekend.[502]
- 3: Na het verloren voetbaljaar 2020 maakt de Surinaamse Voetbal Bond zich zorgen over de toekomst. De voorzitter John Krishnadath vreest dat het herstel tien jaar zal duren.[503]
- 4: Er is opnieuw iemand, de 124e, overleden aan het virus.[504]
- 5: Er is opnieuw iemand aan het virus overleden.[505]
- 6: Vandaag overleed opnieuw iemand in verband met het virus.[506]
- 7: In het afgelopen etmaal zijn vier mensen met het virus overleden.[59]
- 7: Een van de overledenen is de Nederlandse fotograaf Hijn Bijnen. Hij woonde sinds 1993 in Suriname.[59]
- 8: De 131e persoon is overleden aan het virus.[507]
- 9: Vandaag is opnieuw iemand overleden in verband met het virus.[508]

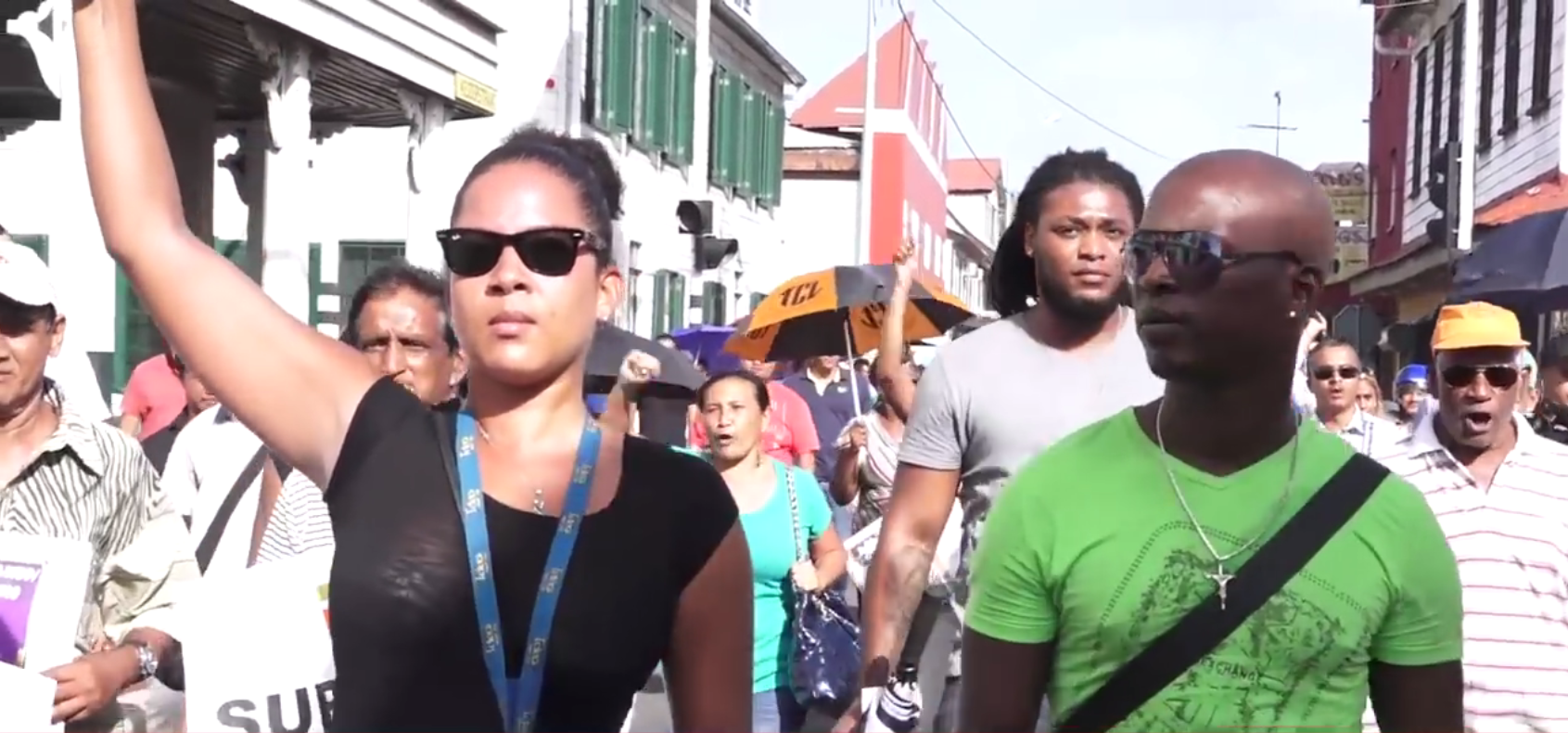
Maisha Neus en Siebrano Piqué tijdens een demonstratie in 2017

- 9: Rond een half jaar na het aantreden van het kabinet-Santokhi organiseert Siebrano Piqué een beperkt anti-regeringsprotest. De coronaregels worden niet opgevolgd en er is geen vergunning voor verstrekt.[509] Pique protesteerde hiervoor ook tegen het regeringsbeleid van Bouterse.[510]
- 10: Het aantal coronabesmettingen is vandaag de grens van 7000 gepasseerd en staat op 7008. Er overleed opnieuw iemand aan de ziekte waardoor het aantal doden vandaag op 133 terechtkomt.[511]
- 11: In het afgelopen etmaal zijn vijf mensen overleden aan de gevolgen van het virus.[512]
- 13: Er is opnieuw iemand aan het virus overleden.[513]
- 13: De Vreedzaam- en de Centrale Markt worden na een sluiting van twee weken heropend. Er zijn maatregelen genomen waardoor de circa tweeduizend markthandelaren weer aan de slag kunnen.[514]
- 16: Er zijn opnieuw twee mensen aan de virusziekte overleden.[515]
- 16: Uit een digitale enquête onder 2330 personen blijkt dat bijna zestig procent van de Surinamers zich wil laten vaccineren tegen COVID-19. Een kwart wil het vaccin weigeren.[516]
- 17: In het afgelopen etmaal werden er vier doden in verband gebracht met een coronabesmetting.[517]
- 19: Er is opnieuw iemand overleden als gevolg van de virusziekte.[518]
- 22: Er zijn twee mensen overleden aan de gevolgen van het virus.[519]

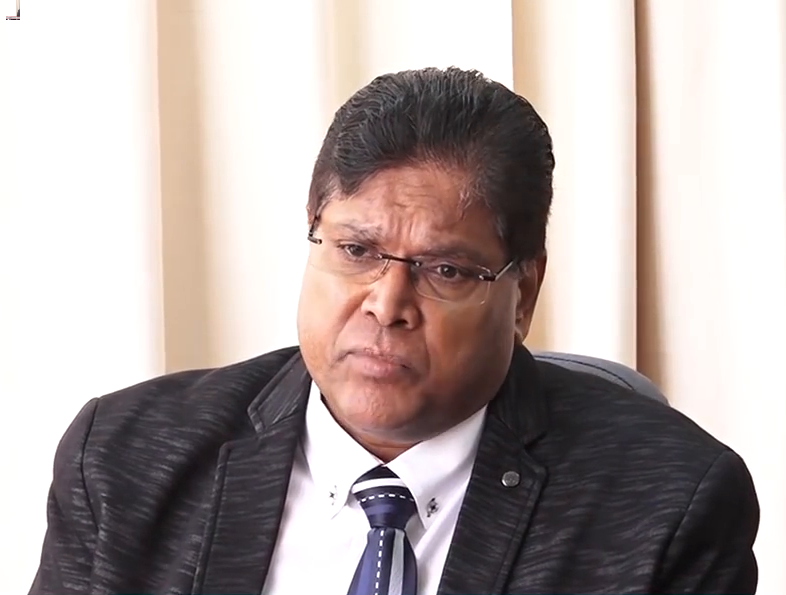
Chan Santokhi, 2016

- 24: President Chan Santokhi is positief bevonden op COVID-19.[520]
- 25: Er is opnieuw iemand aan het virus overleden.[520]
- 27: Er zijn opnieuw twee mensen overleden met het virus onder de leden.[521]
- 28: Ook vandaag zijn er twee mensen aan de gevolgen van het virus overleden.[522]
- 28: Het traditionele gezag in het dorp Galibi is bezorgd om de economische situatie. De twee kapiteins – van de dorpsdelen Christiaankondre en Langamankondre – leven van het toerisme dat het Natuurreservaat Galibi bezoekt en de visserij. Door de coronacrisis zijn beide gestagneerd en vervalt het dorp in armoede.[523]
- 29: De overheid stopt met het bijhouden van het COVID-19-dashboard. De aantallen besmette en genezen personen zijn niet actueel gebleven waardoor de cijfers niet het juiste beeld meer geven. De waarde van de cijfers wordt al langer betwijfeld, omdat de burger meer zou hebben aan de hoeveelheid testen die zijn uitgevoerd en positief verklaard en hoeveel mensen zijn overleden, aldus het COVID-19 Crisis Management Team en het Directoraat Nationale Veiligheid.[524]
- 29: Vanavond is om zeven uur de eerste van twee opeenvolgende total lockdowns ingegaan, die het hele weekend duren. Rond het begin waren er rond het ingaan van de lockdown nog files en was het druk op verschillende plaatsen.[525]
- 30: Er liggen op dit moment 93 coronapatiënten in het ziekenhuis en 14 op de intensive care. Daarnaast bevinden zich nog 237 besmette personen in isolatie.[526]

### Februari 2021
Vanwege een beveiligingsprobleem met de MediaWiki Graph-software is het momenteel niet mogelijk deze grafiek weer te geven. Zodra de software is bijgewerkt zal de grafiek vanzelf weer zichtbaar worden.
- 1: In het district Saramacca wordt een extra crisismanagementteam geïnstalleerd om het toenemende aantal besmettingen onder controle te krijgen.[527]
- 2: COVAX, het samenwerkingsverband waar Suriname zich bij aangesloten heeft om vaccins in te kopen, heeft Suriname niet meegenomen in de selectie voor Pfizer. Medebepalend waren het transmissierisico en sterftecijfer. Daarvoor in de plaats is Suriname geselecteerd voor AstraZeneca. Voor het eerste half jaar zijn 79.200 doses toegewezen.[64]
- 3: President Chan Santokhi is vandaag, op zijn verjaardag, genezen verklaard van COVID-19.[528]

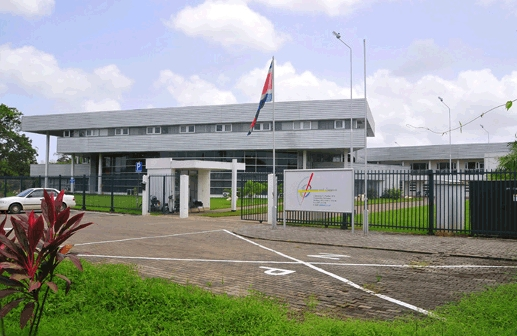
Centrale Landsaccountantsdienst (CLAD)

- 4: Twee mensen zijn in het afgelopen etmaal overleden als gevolg van de virusziekte.[529]
- 5: De Centrale Landsaccountantsdienst (CLAD) heeft berekend dat het tweede kabinet-Bouterse 249,7 miljoen SRD uit het COVID-19-noodfonds onrechtmatig heeft besteed.[530]
- 6: Er zijn opnieuw twee mensen aan het virus overleden.[531]
- 7: Er is in het afgelopen etmaal één persoon overleden als gevolg van het virus.[532]
- 8: Er is opnieuw iemand overleden als gevolg van het virus.[533]
- 8: Tijdens de coronacrisis nemen zorginstellingen veel extra sociale zorg op zich en krijgen de onkosten daarvoor niet structureel vergoed.[534]
- 9: Er is in het afgelopen etmaal een persoon met corona overleden.[535]
- 10: Ook vandaag is iemand overleden aan het virus.[536]
- 11: Vandaag zijn de eerste 2000 doses van een coronavaccin binnengekomen; ze zijn van het merk AstraZeneca. Er waren twee nieuwe coronadoden.[537]
- 15: Er is opnieuw iemand overleden aan de gevolgen van het virus.[538]
- 17: Opnieuw overleed iemand in relatie tot het virus.[539]
- 18: Door middel van een voorlichtingscampagne zijn de medewerkers in de Surinaamse ziekenhuizen deze week op de hoogte gebracht over het te volgen vaccinatieprogramma.[540]
- 20: Het SU4SU Support Fund, de goededoelenorganisatie die het bedrijfsleven heeft opgezet, heef 300.000 USD gedoneerd aan het Covid-19-vaccinfonds. Het fonds heeft in de afgelopen tijd al circa tien miljoen euro aan goederen naar Suriname gehaald.[541]
- 23: Vandaag wordt begonnen met het toedienen van de eerste vaccins in Suriname. Het gaat om het merk AstraZeneca en wordt toegediend aan gezondheidswerkers die met mensen met Covid-19 werken.[542]
- 24: Er zijn weer twee mensen overleden als gevolg van het virus.[543]
- 28: In de afgelopen 24 uur zijn twee mensen aan de gevolgen van het virus overleden.[544]

### Maart 2021
Vanwege een beveiligingsprobleem met de MediaWiki Graph-software is het momenteel niet mogelijk deze grafiek weer te geven. Zodra de software is bijgewerkt zal de grafiek vanzelf weer zichtbaar worden.
- 1: Er is opnieuw iemand met corona overleden.[545]
- 2: India heeft president Chan Santokhi 50.000 vaccins van AstraZeneca als geste toegezegd. Indiaas ambassadeur Mahender Singh Kanyal heeft vandaag de eerste duizend vaccins overhandigd aan de ministers Amar Ramadhin (Volksgezondheid) en Albert Ramdin (Buitenlandse Zaken).[65]
- 4: Vandaag zijn twee mensen overleden aan de gevolgen van het virus.[546]
- 5: Er heerst grote twijfel over het vaccin onder de marrons en inheemse Surinamers. Tijdens een krutu in Kwamalasamoetoe, onder leiding van granman Asongo Alalaparoe, besloten zeven Trio-dorpen unaniem om geen vaccin te nemen.[547]
- 7: In de samenleving is met verontwaardiging gereageerd op het verjaardagsfeest dat werd gehouden door Ronnie Brunswijk. De vicepresident had hier geen ontheffing voor van minister Amar Ramadhin en tijdens de lockdown werden gewone burgers voor kleinere feesten al eens opgepakt. De gasten van Brunswijk droegen geen mondkapje en hielden geen 1,5 meter afstand.[548] Brunswijk reageerde dat hij niet wakker ligt van de kritiek.[549]
- 9: Vandaag werd de COVID-19 Brigade geïnstalleerd. Deze is samengesteld uit verschillende overheidsinstanties en richt zich op de handhaving van de COVID-19-maatregelen.[550]
- 11: De nationale voorlichtingscampagne voor de vaccinatie is officieel van start gegaan.[551]

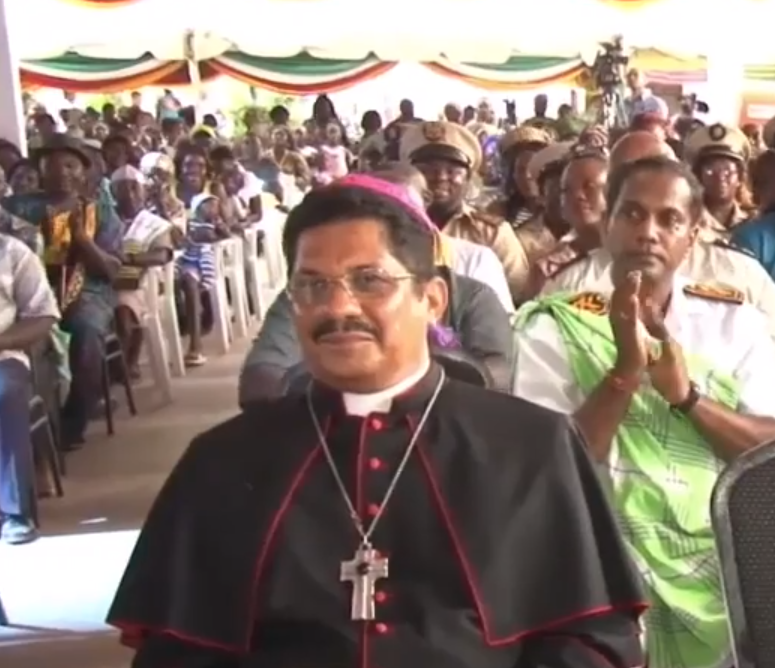
Rooms-katholiek bisschop Karel Choennie, 2018

- 11: Hooggeplaatste religieuze leiders hebben zich vandaag laten vaccineren. Zij roepen gelovigen op hun voorbeeld te volgen.[552]
- 12: Het gebruik van het vaccin van AstraZeneca is in verschillende landen uit voorzorg opgeschort, nadat er niet te verklaren bijwerkingen waren opgetreden. Suriname volgt dit voorbeeld niet omdat er geen correlatie is vastgesteld tussen de inenting en opgetreden bloedstolsels.[553]
- 12: De lockdownmaatregelen, waaronder de avondklok, zijn vandaag versoepeld.[554]
- 12: Inheemse Surinamers worden bovengemiddeld getroffen door het coronavirus. Uit cijfers van het BOG blijkt dat 28 (16%) van de 172 coronadoden van inheemse komaf zijn, terwijl de bevolkingsgroep circa 4% van de bevolking uitmaakt.[555]
- 12: Wayana-hoofdkapitein Ipomadi Pelenapin heeft zich vandaag als eerste inheemse leider laten vaccineren tegen het coronavirus. De vaccinatie werd verricht door de Medische Zending. Pelenapin vindt dat er veel negatieve berichten over het vaccin worden verspreid en wil hiermee een voorbeeld zijn voor anderen.[556]
- 13: In de KKF-beurshal is een recordaantal van 1619 mensen gevaccineerd.[557] Suriname houdt zich aan een hoog vaccinatietempo, om te voorkomen dat de vaccins over de houdbaarheidsdatum gaan.[558]
- 20: Vandaag is de 10.000e vaccinatie gegeven. Het aantal vaccinaties per week ligt nu op 2.000. Minister Amar Ramadhin van Volksgezondheid wil de snelheid verhogen naar 10.000 per week. Hier zijn genoeg vaccins voor, omdat er ook nog 80.000 van AstraZeneca onderweg zijn.[559]
- 21: In de afgelopen 24 uur is opnieuw iemand aan het virus overleden.[560]
- 26: Vandaag zijn 24.000 doses aangekomen van het vaccin van AstraZeneca dat via het Covax-programma is aangeschaft. Hierdoor kan opgeschaald worden naar vaccinatie in het gehele land. Binnenkort zullen nog twee tranches van dezelfde hoeveelheid binnenkomen.[561]
- 29: De Holi-Phagwa bracht een grote menigte op de been. De politie moest hiertegen optreden in de Palmentuin, de Wakapasi en de Wilhelminastraat. De ministers Amar Ramadhin (Volksgezondheid) en Kenneth Amoksi (Justitie en Politie) hadden tevoren nog opgeroepen om de dag in besloten kring te vieren.[562]

### April 2021
Vanwege een beveiligingsprobleem met de MediaWiki Graph-software is het momenteel niet mogelijk deze grafiek weer te geven. Zodra de software is bijgewerkt zal de grafiek vanzelf weer zichtbaar worden.
Vanwege een beveiligingsprobleem met de MediaWiki Graph-software is het momenteel niet mogelijk deze grafiek weer te geven. Zodra de software is bijgewerkt zal de grafiek vanzelf weer zichtbaar worden.
- 2: BuZa-minister Albert Ramdin heeft de geloofsbrieven van de niet-residerende ambassadeurs van België, Colombia en Turkije digitaal ontvangen. Door de reisbeperkingen vanwege corona was een formele ceremonie niet mogelijk.[563]
- 3: Uit de laatste COVID-19-monsters blijkt dat zowel de Britse, Braziliaanse als Zuid-Afrikaanse variant aanwezig is in Suriname. De onderzoeken worden kosteloos door het Nederlandse RIVM uitgevoerd.[564]
- 8: De drie nieuwe varianten kennen de volgende clusters besmette personen. De Braziliaanse variant is bij een Braziliaan vastgesteld, die Suriname met een schoener binnenkwam, en lijkt niet verder verspreid te zijn. De Zuid-Afrikaanse variant is vastgesteld bij een reiziger en twee gezinsleden. De Britse, dodelijkere variant is bij zeven personen vastgesteld. De verspreiding hiervan moet nog verder onderzocht worden.[565]
- 8: Suriname bevindt zich in de derde golf. Met een stijging van het aantal coronabesmettingen van 54 op een dag, wordt deze conclusie getrokken. De nieuwe besmettingen zijn in het gehele land vastgesteld. Door de intrede van drie nieuwe varianten was er al besloten tot een strengere avondklok, die met ingang van vanavond ingaat.[566]
- 8: In het totaal bevinden zich de Creolen (21,6%) het meest onder de dodelijke coronaslachtoffers, gevolgd door de Hindoestanen (18,2), Javanen (14,8%), Inheemsen (14,6%) en Marrons (10,8%). Onder hen bevinden zich met 61,9% vooral mannen.[567]
- 11: Er is een fonds opgericht door de ministeries van Volksgezondheid, BuZa en Financiën in samenwerking met het SU4SU Support Fund en het bedrijfsleven om de financiering van 16 miljoen SRD mogelijk te maken. Dit bedrag is nodig om 400.000 mensen in Suriname te kunnen vaccineren.[66]

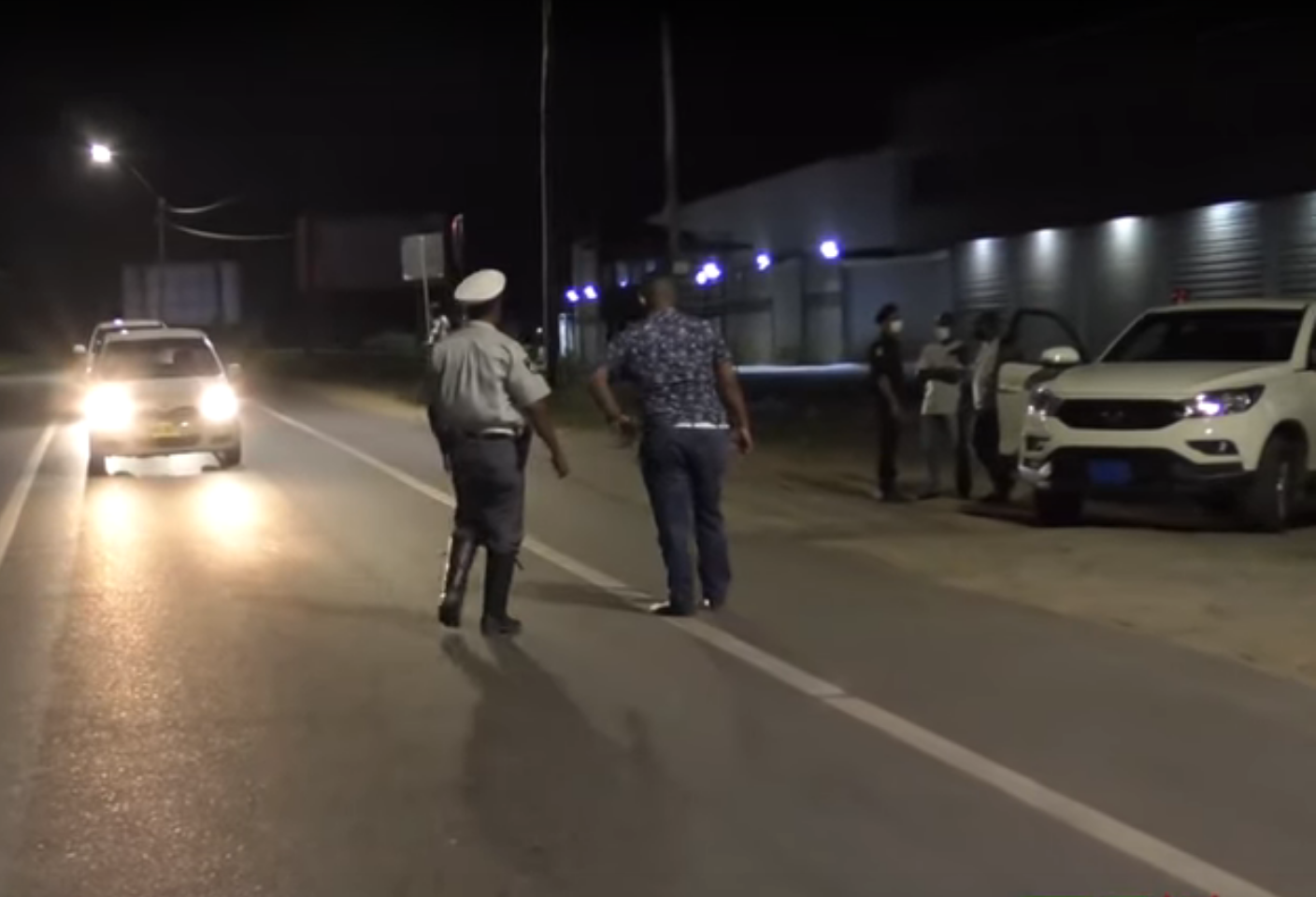
Lockdown-controle door het KPS

- 12: De regering kondigt twee lockdowns af voor de komende twee weekenden om het groeiende aantal besmettingen tegen te gaan.[568]
- 13: Er worden 300 militairen ingezet die de politie zullen bijstaan om de lockdown te handhaven.[569]
- 14: Er is 50.000 maal dispensatie verleend voor de lockdown, wat neerkomt op een kleine 10% van de bevolking.[570]
- 18: In het Sint Vincentius Ziekenhuis zijn patiënten op een afdeling positief getest op het virus.[571]
- 18: De politie heeft tijdens de total lockdown in het afgelopen weekend 235 mensen aangehouden.[572]
- 21: Het aantal mensen dat bereid is zich te vaccineren is sterk teruggelopen. De reden hiervoor wordt gezocht in de berichtgeving in het buitenland over AstraZeneca. Het is het enige merk dat in Suriname als gepland vaccin geldt.[573]
- 21: In de ziekenhuizen heerst er bezorgdheid over de stijging van het aantal coronaopnames. Hierdoor is er minder plek voor reguliere zorg.[574] Het Mungra Medisch Centrum in Nieuw-Nickerie overweegt het plaatsen van veldbedden.[575]
- 21: De oorzaak van de landelijk sterke stijging van het aantal besmettingen wordt verklaard door de Holi-Phagwa, Pasen en reizigers die zich niet aan de quarantaineverplichtingen hebben gehouden. Deze conclusie trekt infectioloog Stephen Vreden van het Outbreak Management Team.[576]
- 23: Er is een derde persoon overleden, kort nadat die gevaccineerd werd. Het betreft een persoon uit een van de risicogroepen die met voorrang werd gevaccineerd.[577]
- 23: Het Regionaal Ziekenhuis Wanica is uitgeput. Het heeft geen opnamemogelijkheid meer voor coronapatiënten.[578]
- 24: Er zijn nu 36.503 mensen gevaccineerd met een eerste prik tegen COVID-19. Volgens Jeroen Schouten van het Radboudumc is vaccineren het belangrijkste advies om de derde coronagolf in Suriname onder controle te krijgen.[579]
- 25: Door de beperkte voorraad aan vaccins en de nodige tweede prik bij een vaccinatie, is de bodem in zicht en stagneert het vaccinatieprogramma.[580]
- 25: De nieuwe besmettingen in Suriname zijn voor 75% de gemuteerde varianten uit Brazilië, het Verenigd Koninkrijk en in beperkte mate uit Zuid-Afrika.[581]
- 25: Vandaag is de grens van 10.000 coronabesmettingen in Suriname gepasseerd. Er overleden drie mensen aan de gevolgen van het virus.[582]
- 26: De Surinaamse ziekenhuizen kunnen het aantal besmette COVID-patiënten niet meer aan. Meer dan 90% van de besmette personen verblijft in thuisisolatie.[583]
- 26: De grens van 200 coronadoden is gepasseerd. Met vandaag drie overlijdensgevallen is het totale aantal sinds de uitbraak gekomen op 201.[584]
- 27: De controle van de grenzen is geïntensiveerd om de opmars van COVID-19 tegen te gaan. Er worden 300 militairen, de Maritieme Politie en de Surinaamse Kustwacht ingezet.[585]
- 27: De zorg wordt opgeschaald, onder meer met de inrichting van zes intensivecarebedden op de Spoedeisende Hulp (SEH).[586]
- 30: President Chan Santokhi heeft zich vandaag laten vaccineren tegen COVID-19.[587]

### Mei 2021
Vanwege een beveiligingsprobleem met de MediaWiki Graph-software is het momenteel niet mogelijk deze grafiek weer te geven. Zodra de software is bijgewerkt zal de grafiek vanzelf weer zichtbaar worden.
Vanwege een beveiligingsprobleem met de MediaWiki Graph-software is het momenteel niet mogelijk deze grafiek weer te geven. Zodra de software is bijgewerkt zal de grafiek vanzelf weer zichtbaar worden.

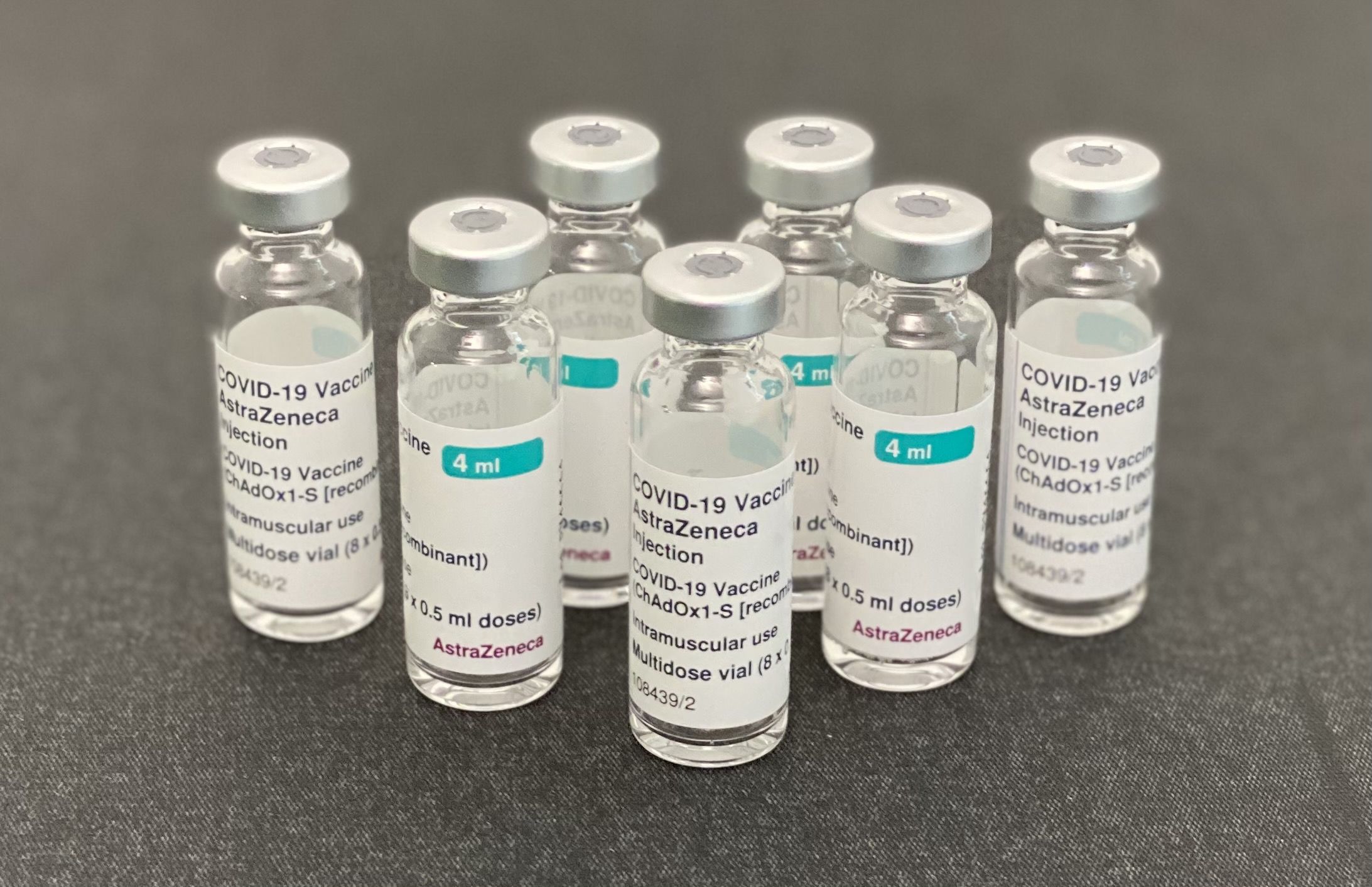
AstraZeneca-vaccins

- 1: Suriname heeft een officieel verzoek ingediend bij Nederland en de Verenigde Staten om eventuele overschotten van het AstraZeneca-vaccin "tegen een redelijke prijs" aan te bieden.[67]
- 1: Rotary Suriname heeft actieve ondersteuning van de vaccinatiecampagne toegezegd. Een vergelijkbare actie gebeurde toen Rotary vorig jaar het BOG ondersteunde met een bewustwordingscampagne.[67]
- 1: Uit de statistieken van 2018 tot en met het eerste kwartaal van 2021 van het Korps Politie Suriname blijkt dat het aantal moorden tijdens het coronajaar is gestegen van 30 in 2019 naar 54 in 2020. Ook nam het huiselijk geweld toe van 240 meldingen in 2019 naar 293 in 2020.[588]
- 2: Meer dan honderd huisartsen hebben zich opgegeven om te helpen bij het monitoren van Covid-patiënten in thuisisolatie.[589]
- 3: Negen gedetineerden in Santo Boma zijn positief getest op het virus en afgezonderd in een speciale ruimte. Ook twee bewaarders zijn positief getest.[590]
- 3: Zorgaanbieders hebben van het ministerie te horen gekregen dat ze vanaf vandaag tot half juli geen verlof op mogen nemen.[591]
- 4: Tien weken na het toedienen van de eerste prik, zijn de instanties nu begonnen met de tweede.[592]
- 4: Het ministerie van Onderwijs, Wetenschap en Cultuur is enkele dagen gesloten omdat er enkele coronabesmettingen zijn vastgesteld. De gebouwen zullen eerst ontsmet gaan worden.[593]
- 5: Volksgezondheidskundige Ruben del Prado heeft vijftien video's van vijftien seconden opgenomen waarin hij de bevolking oproept zich te laten vaccineren. Hij merkte dat mensen het spoor bijster raken op social media.[594]

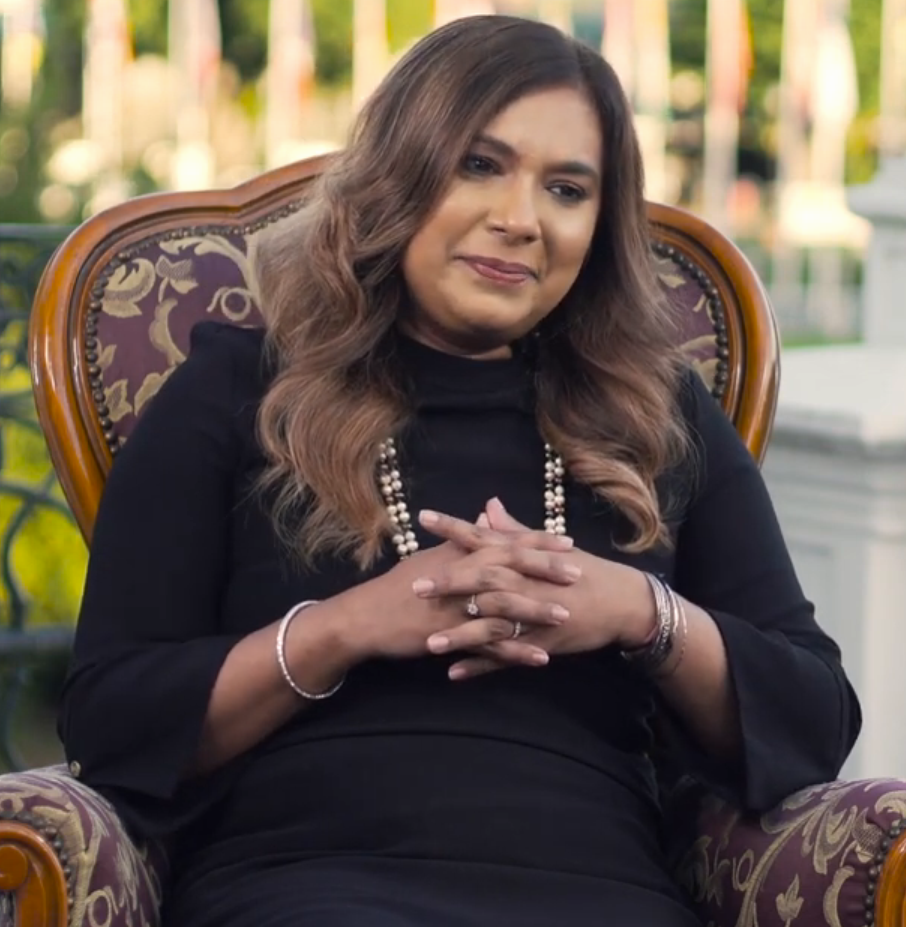
First lady Mellisa Santokhi

- 5: First lady Mellisa Santokhi heeft vandaag ook haar tweede vaccinatieprik ontvangen.[595]
- 6: De regering voert dit weekend een lockdown voor alleen de zondag, oftewel Moederdag. Alle winkels zullen gesloten zijn. Levering-aan-huis is wel toegestaan.[596]
- 6: De Surinaamse overheid heeft tot nu toe 5,6 miljoen SRD uitbetaald aan COVID-19-steun.[596]
- 6: Er is in Suriname sprake van community spreading, oftewel een situatie waarin iemand overal in het land besmet kan raken. Dit is in tegenstelling tot de situatie hiervoor, toen er sprake was van besmette clusters.[597]
- 7: Vandaag stond in het teken van de vaccinatie van leerkrachten. Door deze naar voren te trekken willen de autoriteiten bereiken dat er sneller overgegaan kan worden naar een "zo normaal mogelijk onderwijsproces."[598]
- 7: Door de grote druk op de ziekenhuizen is vandaag begonnen met het afschalen van de reguliere zorg.[599]
- 11: Eerder werden al negen besmettingen in het penitentiair centrum Santo Boma gemeld. Inmiddels staat het aantal geïnfecteerden op vijfentwintig.[600]
- 12: Er zijn veel klachten over lijnbushouders, omdat ze niets zouden doen tegen de soms overvolle bussen.[601]
- 12: In de door coronabesmettingen geplaagde Santo Boma-gevangenis werden vandaag 215 mensen tegen het virus gevaccineerd.[602]
- 12: Vandaag is een politieagent aan het virus overleden. Hij werkte voor het politiestation Flora.[603]
- 13: Voor de komende twee weken zijn de coronamaatregelen aangescherpt. De P1 (Manaus/Braziliaans) is nu de dominante variant in Suriname.[604]
- 14: De vakgroep Kindergeneeskunde kan de intensivecarezorg voor kinderen niet meer garanderen.[605]
- 14: Vicepresident Ronnie Brunswijk is onder mediabelangstelling gevaccineerd tegen Corona en roept landgenoten op zich ook te laten vaccineren.[606]
- 15: De jongeren die op 20 april werden mishandeld door de politie, omdat zij de lockdownregels overtraden, zijn nog steeds onthutst over het politieoptreden.[607]
- 15: Goudproducent Newmont steunt Suriname in de strijd tegen COVID-19. In een daarvoor opgericht fonds heeft het bedrijf inmiddels 1,6 miljoen Amerikaanse dollar beschikbaar gesteld.[608]
- 15: Nederland heeft toegezegd 700.000 COVID-19-vaccins aan Suriname te schenken. Dit aantal is voldoende om alle volwassenen in Suriname te vaccineren.[68]
- 17: Er zijn 22 besmettingen vastgesteld in de dorpen Apoera, Washabo en Section. Volgens de districtscommissaris van Kabalebo, Josta Lewis, worden er vaak feestjes in de dorpen gevierd zonder rekening te houden met de coronamaatregelen.[609]
- 18: In het afgelopen etmaal overleden twee mensen aan de gevolgen van het virus.[610]
- 18: De artsen en verpleegkundigen die op Curaçao hebben geholpen met de grootschalige vaccinatiecampagne, willen als onderdeel van het Diaspora Medisch Team meehelpen in Suriname hetzelfde te doen.[611]
- 19: De nood is hoog bij de horecasector. Volgens de Vereniging Horeca Suriname zal de sector niet nog zes maanden coronacrisis zonder open terrassen kunnen overleven.[612]
- 20: Vanuit Curaçao zijn tweehonderd staturatiemeters gedoneerd aan Suriname om te ondersteunen bij de coronazorg.[613]
- 20: In Albina worden militairen ingezet om de coronamaatregelen te handhaven; burgers schrokken van het militaire vertoon. Districtscommissaris Clyde Hunswijk van Marowijne-Noordoost vond soldaten met machinegeweren en een mitrailleur op het dak van de auto overdreven.[614]
- 20: De recreatieoorden zijn gesloten om de stijgende coronainfecties tegen te gaan.[615]
- 21: In Latijns-Amerika en het Caribisch gebied is de miljoenste coronadode gevallen.[616]

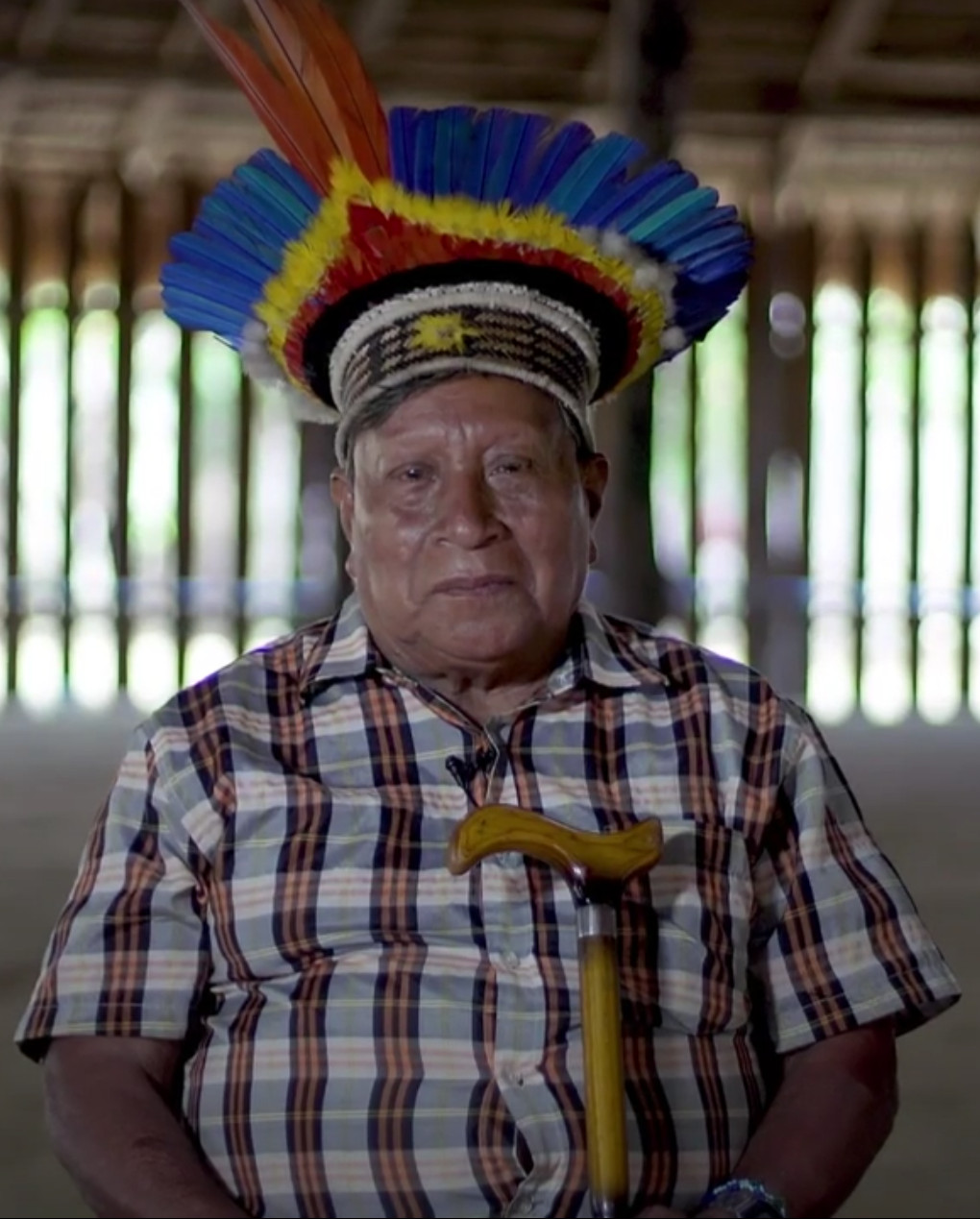
Granman Asongo Alalaparoe, van de Trio

- 21: Na een informatiebezoek aan de Medische Zending is Asongo Alalaparoe, de granman van de Trio-bevolking, niet langer tegen vaccinatie.[616]
- 25: Uit financiële nood vraagt het Diakonessenhuis in Paramaribo een eigen bijdrage aan coronapatiënten.[617]
- 25: Door een corona-uitbraak in Bureau Nieuwe Haven brak er een rel uit tussen rond de twintig arrestanten. In video's die ze naar familieleden stuurden klaagden ze erover dat zieke arrestanten aan hun lot overgelaten zouden worden.[618]
- 26: Vanwege de zorgelijke coronasituatie worden strafzittingen voorlopig opgeschort.[619]
- 26: Het Bureau Keizerstraat is aagewezen als cellenhuis voor arrestanten die met corona zijn besmet.[620]
- 26: In het bestuursressort Kabalebo is de noodtoestand afgekondigd. Er geldt een totale lockdown voor de duur van twee weken.[621]
- 26: De situatie in ziekenhuizen is alarmerend. De KKF-beurshal wordt gereed gemaakt voor de opvang van patiënten.[622]
- 27: De stijging van het aantal besmettingen is in verhouding het grootst in het westen van Suriname, met name in Nickerie, Coronie en Kabalebo. Het partijgebouw van de VHP in Nickerie wordt gereedgemaakt als isolatielocatie. Hier kunnen negentig besmette personen terecht.[623]
- 27: Ook zes medewerkers van het Mungra Medisch Centrum in Nickerie blijken besmet met het virus.[624]
- 27: Frankrijk schiet Suriname te hulp om het dreigende zuurstoftekort in de ziekenhuizen te keren.[625]
- 28: Suriname gaat in een "total lockdown". De situatie in het land is onbeheersbaar geworden en staat op code paars en zwart.[626]
- 28: De levering van vaccins uit Nederland zal na 21 juni gebeuren, indien de leveringen daar op tijd aan zullen komen.[627]
- 31 Het ministerie van Justitie en Politie zal de handhaving van de COVID-maatregelen verscherpen.[628]
- 31: Ebu Jones, DNA-lid van de NDP, is positief getest op het coronavirus.[629]

### Juni 2021
Vanwege een beveiligingsprobleem met de MediaWiki Graph-software is het momenteel niet mogelijk deze grafiek weer te geven. Zodra de software is bijgewerkt zal de grafiek vanzelf weer zichtbaar worden.
Vanwege een beveiligingsprobleem met de MediaWiki Graph-software is het momenteel niet mogelijk deze grafiek weer te geven. Zodra de software is bijgewerkt zal de grafiek vanzelf weer zichtbaar worden.

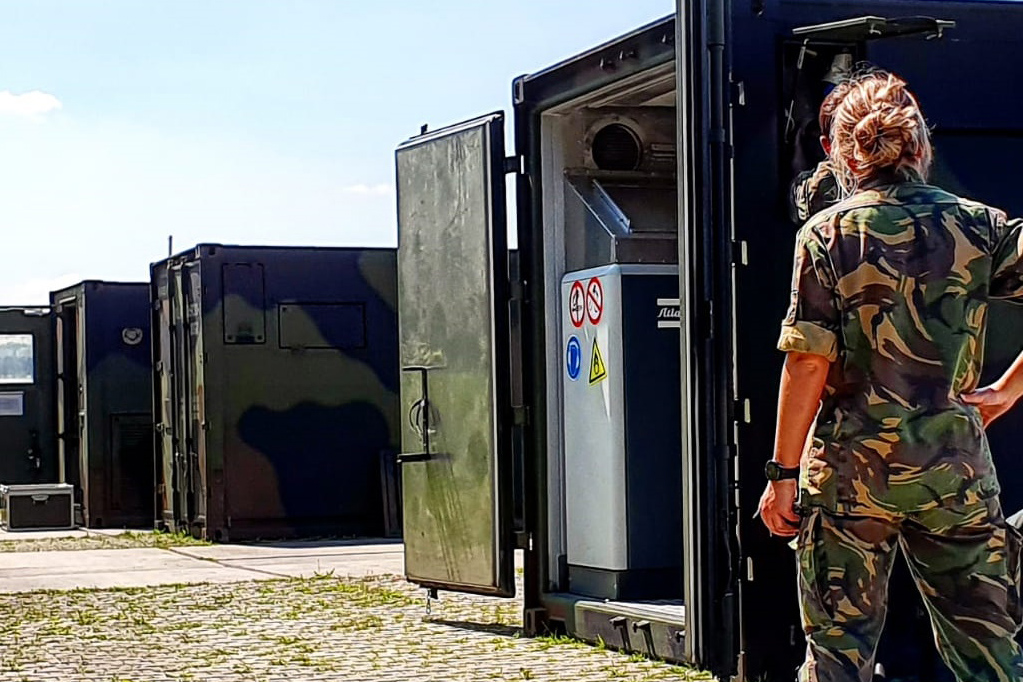
Zuurstofcontainers uit Nederland

- 1: Er zijn twee militaire containers uit Nederland aangekomen waarmee medicinaal zuurstof kan worden geproduceerd. Een team van vijf militairen – instructeurs en een apotheker – zal medisch personeel in Suriname hiervoor scholen.[630][631]
- 3: De situatie in het dorp Erowarte in Marowijne is alarmerend. Parlementslid Claudie Sabajo roept de regering op om het Streekziekenhuis Marwina in te zetten voor coronapatiënten.[632]
- 4: Vandaag is een team van medisch personeel uit Nederland aangekomen. Het team heeft ook extra hulpgoederen en medicijnen meegenomen.[633]
- 5: Vandaag werd bij de 100.000e persoon een vaccinatie gezet. Ruim 20% is volledig gevaccineerd.[634]
- 6: Het Regionaal Ziekenhuis Wanica kan de coronadoden niet meer in zijn mortuarium bergen. Om het probleem op te lossen zijn twee koelcontainers op het terrein geplaatst.[635]
- 6: Coronapatiënten worden opgevangen in de gangen van het AZP.[636]
- 7: Uit het cellencomplex aan de Keizerstraat zijn veertien arrestanten gevlucht. Het complex wordt ingezet voor de bewaking van onder meer arrestanten die met COVID-19 zijn besmet.[637][638]
- 8: Er zijn opnieuw DNA-leden besmet geraakt met COVID-19. Het gaat om Ramon Koedemoesoe (ABOP) en Harriët Ramdien (VHP).[639]
- 9: Vandaag zij 90.000 vaccins van AstraZeneca uit Nederland aangekomen, evenals andere hulpgoederen. President Chan Santokhi wil dat 50% van de bevolking binnen twee maanden volledig is gevaccineerd.[640]
- 9: Het hoogste aantal sterfgevallen door COVID-19 valt onder Creolen en Javanen.[641]
- 9: Er is een grote partij illegale coronatesten in beslag genomen.[642]
- 11 Naast de twintig personen die vorige week uit Nederland aankwamen, zijn vandaag opnieuw artsen en verpleegkundigen op Zanderij geland.[643]
- 11: In de dorpen Cassipora, Pierrekondre, Powakka en Redidoti hebben inheemse Surinamers hun eerste vaccinatie ontvangen.[644]
- 11: Er zijn meer dan 120 politieambtenaren besmet met het virus en 400 verkeren in quarantaine.[645]
- 14: Frans-Guyana heeft opnieuw een voorraad medisch zuurstof geleverd. Het werd kosteloos geleverd door het bedrijf Air Liquide.[646]
- 16: Een politieman uit Nickerie is een van de negen mensen die in het afgelopen etmaal zijn overleden als gevolg van het coronavirus.[647][648]
- 18: De total lockdown, die tot en met vandaag duurde, heeft niet geleid tot een afname van het aantal besmettingen. Wel daalde het reproductiegetal onder de 1.[649][650]

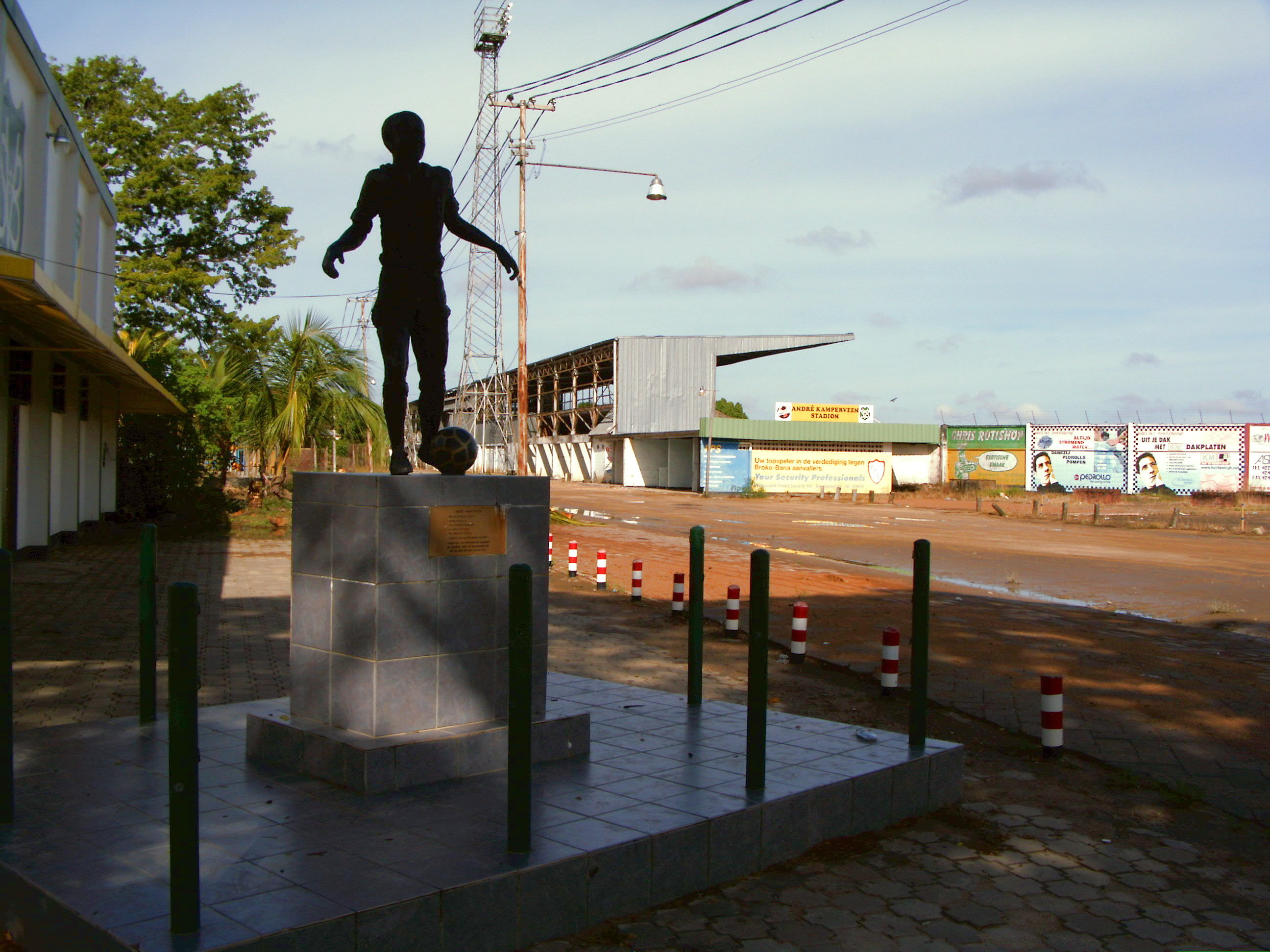
Kamperveenstadion (op de achtergrond)

- 18: Het André Kamperveenstadion is door het Korps Politie Suriname in gebruik genomen om overtreders van de lockdown op te vangen.[651]
- 21: Brazilië heeft Suriname tienduizenden maskers geschonken en andere spullen in de stijd tegen COVID-19. Suriname kreeg vier maanden geleden ook al een ambulance van Brazilië.[652]
- 21: De parlementsleden en Jennifer Vreedzaam (NDP) en Ivanildo Plein (NPS) zijn besmet met het coronavirus.[653]
- 22: De regering heeft besloten om financieel bij te dragen aan uitvaarten bij sterfgevallen als gevolg van het virus.[654]
- 23: De bereidheid om gevaccineerd te worden is laag onder de bewoners in het binnenland. Hier wonen vooral bovenlandse inheemsen en marrons. Er wordt via gesprekken met stamhoofden geprobeerd de vaccinatiegraad te verhogen.[655]
- 23: Er zijn in Suriname opvallend veel besmettingen van jongen mensen met het virus.[656]
- 23: Nederland zendt vandaag 60.000 doses vaccins naar Suriname.[657]
- 26: Sinds december is er 593.000 SRD aan coronaboetes geïnd. Daarvan is 118.000 SRD afkomstig van overtredingen van de Arbeidswet door bedrijven.[658]

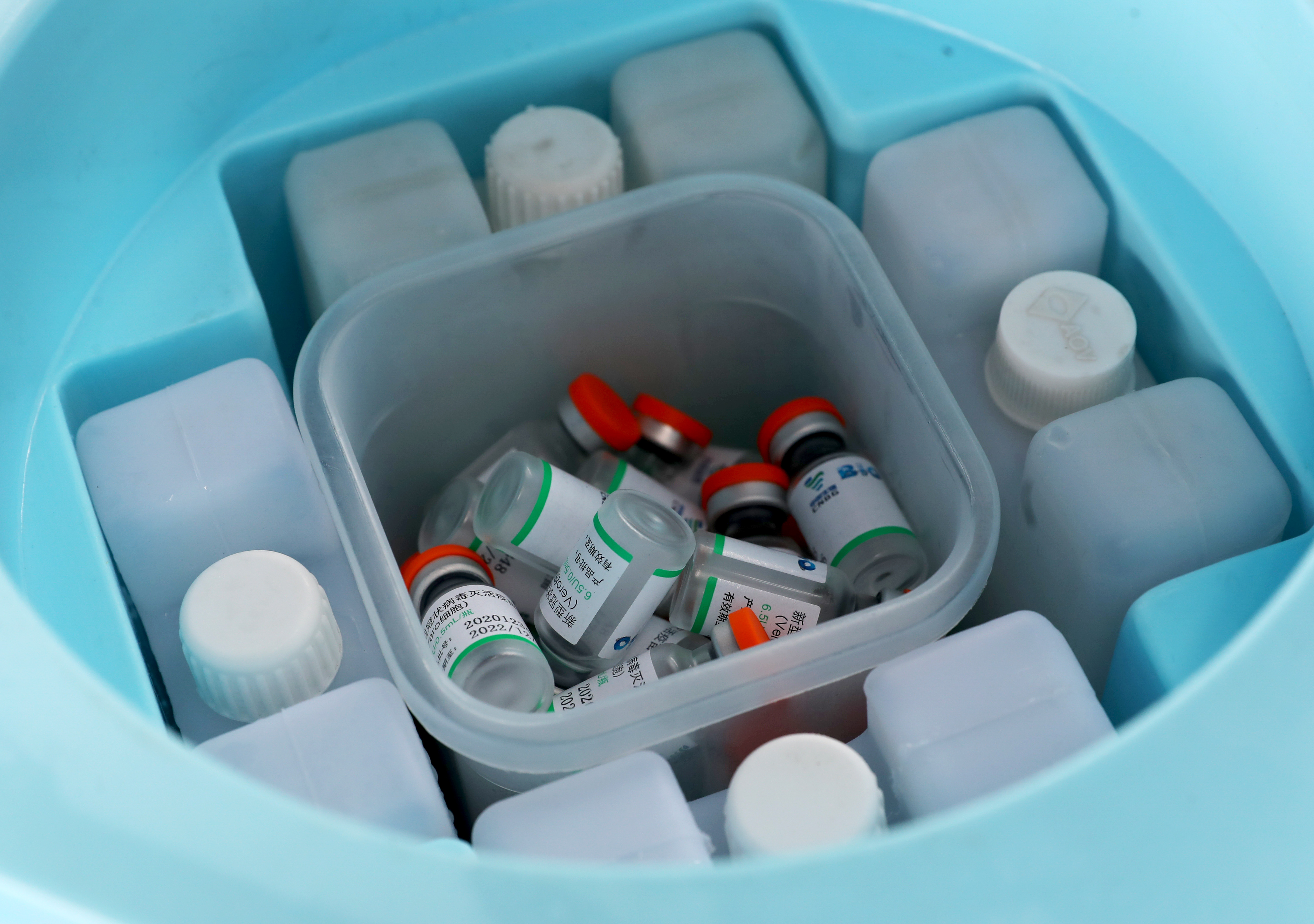
BBIBP-CorV-vaccins van Sinopharm,
Hier: in Peru

- 27: De ministersdelegatie in Nederland, bestaande uit Albert Ramdin (BuZa), Armand Achaibersing (Financiën) en Albert Jubithana (Transport) is vandaag getuige van het inladen van de toegezegde 100.000 extra AstraZeneca-vaccins en enkele pallets met andere medische benodigdheden.[659]
- 27: Frankrijk doneert COVID-19-hulp aan Suriname ter waarde van 3,6 miljoen euro, bestaande uit een reanimatieventilator met vier ventilatoren en beschermingsmaterialen.[660]
- 28: Vandaag zijn 100.000 BBIBP-CorV-vaccins van het merk Sinopharm aangekomen die door de Chinese regering aan Suriname zijn geschonken.[661]
- 30 Frankrijk heeft opnieuw een schenking gedaan in de strijd tegen het coronavirus. Het gaat om beademingsapparatuur en andere hulpmiddelen ter waarde van 370.000 euro.[662]
- 30: Vanochtend is een deel van het gebouw van het Bureau voor Openbare Gezondheidszorg (BOG) verwoest door brand. Het gaat om de afdelingen die de coronatesten uitvoert (swap unit) en mensen test of ze uit quarantaine kunnen (exit screening). Een deel van de coronagegevens ging door de brand verloren.[663][664]

### Juli 2021
Vanwege een beveiligingsprobleem met de MediaWiki Graph-software is het momenteel niet mogelijk deze grafiek weer te geven. Zodra de software is bijgewerkt zal de grafiek vanzelf weer zichtbaar worden.
Vanwege een beveiligingsprobleem met de MediaWiki Graph-software is het momenteel niet mogelijk deze grafiek weer te geven. Zodra de software is bijgewerkt zal de grafiek vanzelf weer zichtbaar worden.
- 1: In de maand juni werd voor 4 miljoen SRD aan coronaboetes uitgeschreven.[665]
- 2: Een Surinaamse ondernemer heeft posters af laten drukken om mensen te stimuleren zich te vaccineren, als schenking voor kantoren en andere plekken. Op de posters staat: "Ik ben gevaccineerd, jij toch ook?" Hij is zelf een goede vriend verloren als gevolg van het virus.[666]
- 3: De regering versoepelt de total lockdown en enkele andere maatregelen.[667]
- 4: In de dichtbevolkte districten van Suriname is de vaccinatiebereidheid het hoogst, te weten in Paramaribo, Wanica, Saramacca, Commewijne en Nickerie; in de overige vijf districten juist laag.[668]
- 9: Na de stellingname van meerdere grote kerkgenootschappen niet mee te willen werken aan coronatesten, heeft de regering-Santokhi besloten kerkbezoeken vrij te stellen van een coronatest. Er is een maximum ingesteld van vijftig bezoekers per dienst.[669]
- 9: In Suriname zijn er gemiddeld vijf maal zoveel coronadoden dan in de buurlanden Guyana en Frans-Guyana.[670]
- 10: Vandaag was de softlauch met de vaccinatie met het BBIBP-CorV-vaccin van Sinopharm. In plaats van de honderd vooraf ingeschreven kandidaten, kwamen 515 mensen opdagen. Vooral onder Chinese Surinamers is de motivatie voor dit vaccin groot. Een deel van hen is de Nederlandse taal niet machtig. Maandag gaat de vaccinatie met dit vaccin in grote omvang van start.[671][672]

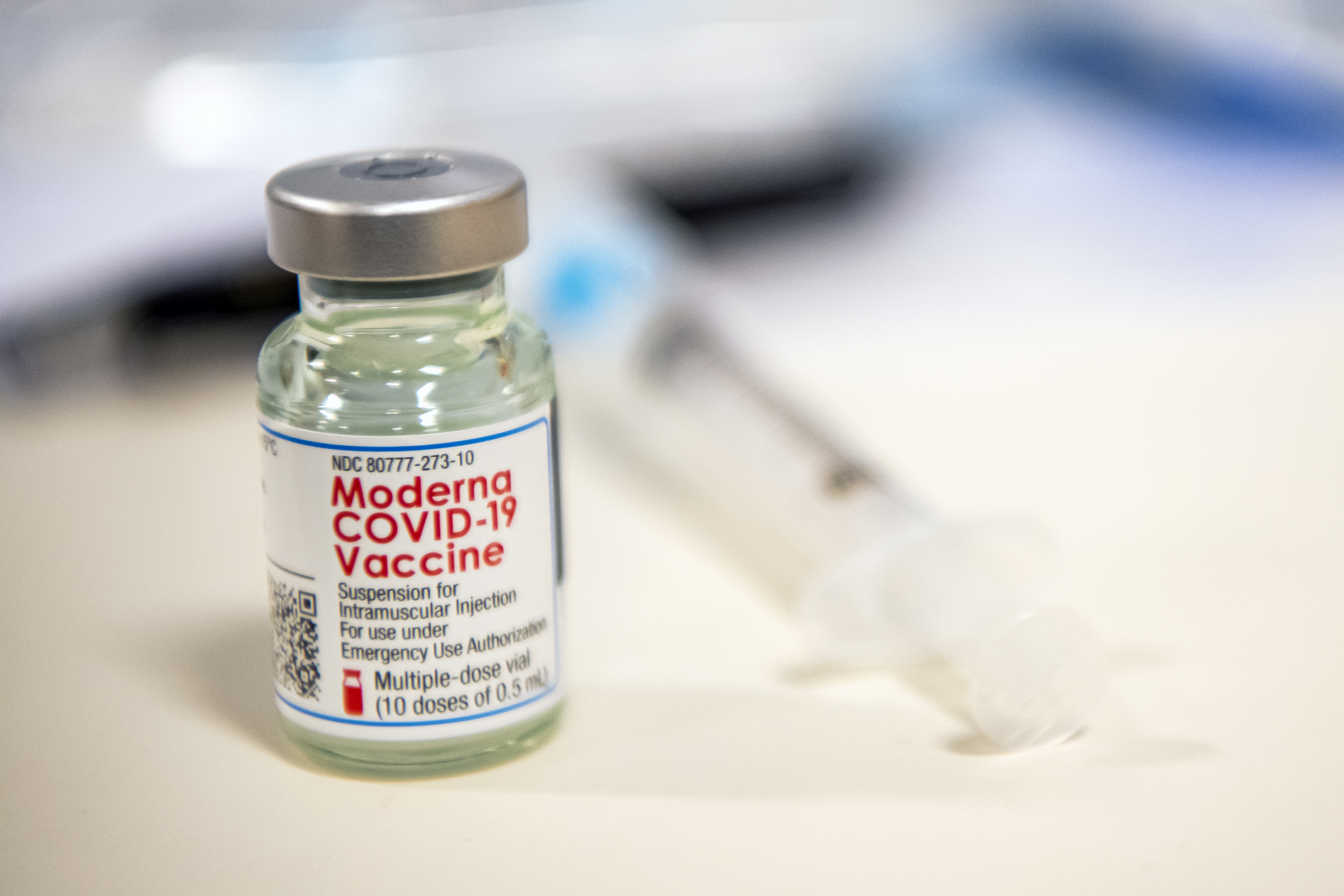
Moderna-vaccin

- 14: Vandaag zijn 10.000 vaccins van het merk Moderna aangekomen, die door de Nederlandse regering zijn geschonken.[673]
- 15: In de Penitentiaire Inrichting Duisburglaan zijn zeven coronabesmettingen vastgesteld.[674]
- 15: De badmintonner Sören Opti werd kort voor vertrek naar Japan positief bevonden op COVID-19. Hierdoor loopt hij zijn deelname aan de Olympische Zomerspelen mis.[675]
- 17: Oud-president Desi Bouterse en zijn vrouw Ingrid Bouterse-Waldring zijn vandaag ingeënt met het BBIBP-CorV-vaccin van Sinopharm.[676]
- 24: Uit de samples die naar het buitenland worden gestuurd komen nog geen besmettingen met de besmettelijkere Deltavariant voor.
- 26: Er zijn vier verdachten in bewaring genomen omdat zij handel dreven in valse vaccinatiebewijzen.[677]

### Augustus 2021
Vanwege een beveiligingsprobleem met de MediaWiki Graph-software is het momenteel niet mogelijk deze grafiek weer te geven. Zodra de software is bijgewerkt zal de grafiek vanzelf weer zichtbaar worden.
Vanwege een beveiligingsprobleem met de MediaWiki Graph-software is het momenteel niet mogelijk deze grafiek weer te geven. Zodra de software is bijgewerkt zal de grafiek vanzelf weer zichtbaar worden.

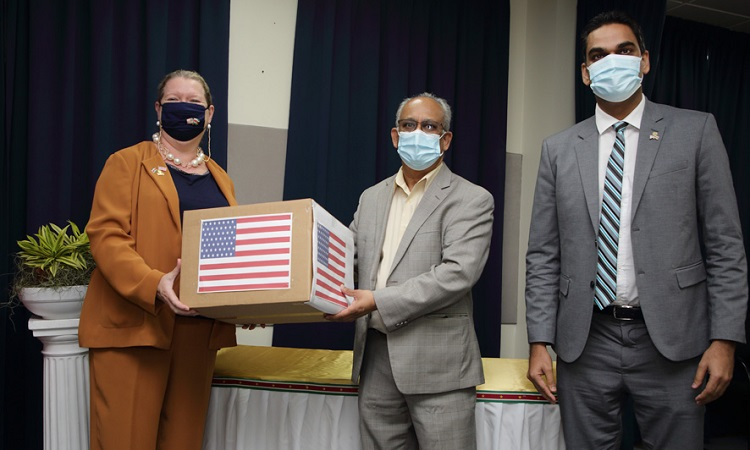
Amerikaanse donatie Pfizer-BioNTech

- 2: In Suriname is voor het eerst de besmettelijke Deltavariant vastgesteld. Een meisje van zeven liep het op tijdens haar vakantie in Nederland. Zij en haar omgeving bevonden zich bij terugkeer in quarantaine, waardoor geen verdere verspreiding wordt vermoed.[678]
- 5: De Nationale Assemblée heeft vanavond de Burgerlijke uitzonderingstoestand met een jaar verlengd. Hierdoor kan de regering sneller maatregelen nemen die nodig zijn voor de coronacrisis.[679]
- 5: Mensen die op 12 en 13 juli met het BBIBP-CorV van Sinopharm zijn gevaccineerd, hebben een brief gekregen dat ze een derde vaccinatie nodig hebben. Op die data werd namelijk een te korte naald gebruikt.[680]
- 9: Vandaag staat in het teken van de Dag der Inheemsen en de Herdenking Javaanse immigratie in Suriname. Voor officiële Surinaamse feestdagen is onlangs echter besloten ze te koppelen aan een total lockdown, waardoor festiviteiten uitblijven.[681]
- 9: Vanaf vandaag tot 31 augustus zijn er nieuwe coronamaatregelen van kracht. Het gaat om een set van acht hoofdmaatregelen.[682]
- 10: President Chan Santokhi noemde tijdens de vaccinatiecampagne met de naam Rij go tek' a spoiti dat vaccinatie noodzakelijk is, "als wij als samenleving nog willen voortbestaan."[683]
- 13: De besmettelijkere Deltavariant is opnieuw vastgesteld, nu bij enkele mensen.[684]
- 19: In Suriname is nu krap 35% eenmaal gevaccineerd.[685]
- 19: Er is een petitie ingediend bij vicepresident Ronnie Brunswijk tegen de plannen van minister Amar Ramadhin van Volksgezondheid om een digitale pas in te voeren voor COVID-19-gevaccineerden, waarmee hij niet-gevaccineerden zou willen uitsluiten van behandeling in de ziekenhuizen.[686]
- 20: Vandaag zijn ruim 140.000 Pfizer-BioNTech-vaccins ontvangen die zijn gedoneerd door de Verenigde Staten.[687]
- 28: Suriname bevindt zich nu officieel in de vierde coronagolf.[688]

### September 2021
Vanwege een beveiligingsprobleem met de MediaWiki Graph-software is het momenteel niet mogelijk deze grafiek weer te geven. Zodra de software is bijgewerkt zal de grafiek vanzelf weer zichtbaar worden.
Vanwege een beveiligingsprobleem met de MediaWiki Graph-software is het momenteel niet mogelijk deze grafiek weer te geven. Zodra de software is bijgewerkt zal de grafiek vanzelf weer zichtbaar worden.
- 1: Er zijn twee vormen van de Deltavariant in Suriname en bij elkaar zorgen ze voor tachtig procent van alle besmettingen in week 35 (eerste week van september).[689]
- 1: Oso dresi, een natuurgeneeskundig wondermiddel dat door oud-president Desi Bouterse tegen COVID-19 wordt aanbevolen, heeft de uitbraak in het dorp Pikin Saron niet kunnen voorkomen.[690][691]
- 3: Canada schenkt Suriname dertig zuurstofconcentratoren en benodigde accessoires waarmee een periode van zes maanden overbrugd kan worden.[692]
- 4: Het SU4SU Support Fund, dat zich sinds februari nog vooral op het vaccinatieprogramma richtte, kondigt aan per 30 september zijn activiteiten te stoppen. Verdere activiteiten zullen via het Covid-19-fonds verlopen.[693]

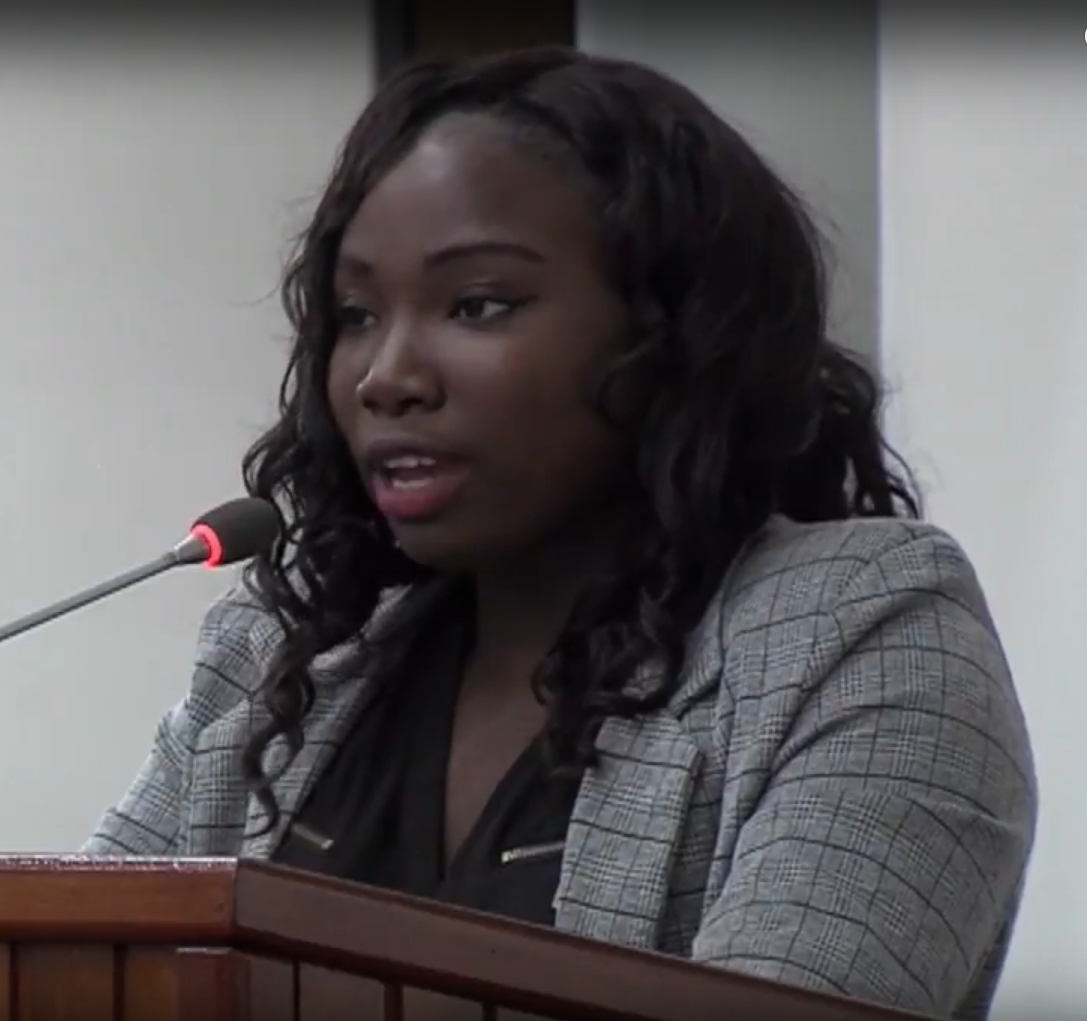
Dinotha Vorswijk

- 5: Minister Dinotha Vorswijk van Grondbeleid en Bosbeheer is positief getest op COVID-19. Verschillende mensen in haar omgeving gaan in quarantaine.[694]
- 8: Tijdens het werkbezoek van president Chan Santokhi en meerdere ministers aan Nederland, zijn de ministers van Volksgezondheid ministers Hugo de Jonge en Amar Ramadhin een schenking overeengekomen van beschermingsmiddelen en coronatesten, voor een periode van een jaar[695][696]
- 9: Terwijl er vandaag twee maal zoveel coronadoden vielen als gisteren, zes tegenover drie, telt Suriname voor het eerst een dode als gevolg van de vaccinatie. Het gaat om iemand met een laag aantal bloedplaatjes en trombose.[697][698] De betrokkene heeft eerder een niertransplantatie ondergaan in het buitenland.[699]
- 10: Het  ministerie van OWC heeft de inschrijvingen tijdelijk stopgezet voor het negende leerjaar van het voj (voortgezet onderwijs junioren).[700]
- 11: De gevangenis van Santo Boma is voor de derde keer getroffen door een corona-uitbraak.[701]
- 16: Van de twintig zwangere vrouwen die in augustus zijn overleden, waren elf besmet met COVID-19.[702]
- 17: De situatie in de ziekenhuizen is zorgelijk. Niet eerder waren er zulke hoge aantallen nieuwe besmettingen. De zorgmedewerkers raken overwerkt en in het Regionaal Ziekenhuis Wanica is vandaag het laatste vrije bed in gebruik genomen.[703][704]
- 20: Deze week zijn de testlocaties (swapposten) overgegaan op antigeen-sneltesten. Hiermee zijn de testresultaten binnen twintig minuten beschikbaar.[705] 1000.000 van deze testen werden gisteren vanuit Nederland naar Suriname gestuurd.[706]
- 21: Minister Amar Ramadhin van Volksgezondheid doet een oproep aan alle medische zorgmedewerkers om alle uren die zij kunnen beschikbaar te zijn in de strijd tegen COVID-19.[707]
- 28: Nederland heeft vijftig zuurstofconcentrators aan Suriname gedoneerd. Deze zijn bestemd voor coronapatiënten die thuis van de gevolgen van de ziekte zullen moeten herstellen.[708][709]
- 28: De Franse ambassade is weer begonnen met het verstrekken van visa. Reizigers naar onder meer Frans-Guyana zullen moeten gevaccineerd zijn en een negatief resultaat hebben op een antigeen-sneltest.[710]
- 29: De VHP laat per direct alleen nog gevaccineerde personen toe tot haar gebouwen. Dit besluit is genomen naar aanleiding van de sterke toename van het aantal COVID-19-besmettingen.[711]
- 30: Het Ministerie van Buitenlandse Zaken, Internationale Business en Internationale Samenwerking weigert nog langer personeel op de werkvloer dat niet gevaccineerd of negatief getest is. Wie daar niet aan meewerkt, zal als onwettig afwezig worden geboekt.[712]

### Oktober 2021
Vanwege een beveiligingsprobleem met de MediaWiki Graph-software is het momenteel niet mogelijk deze grafiek weer te geven. Zodra de software is bijgewerkt zal de grafiek vanzelf weer zichtbaar worden.
Vanwege een beveiligingsprobleem met de MediaWiki Graph-software is het momenteel niet mogelijk deze grafiek weer te geven. Zodra de software is bijgewerkt zal de grafiek vanzelf weer zichtbaar worden.
- 1: Binnen de Surinaamse defensie is er op dit moment sprake van 122 actuele coronabesmettingen, waarbij het ongeveer om twee derde militairen en een derde gezinsleden gaat. Vier coronapatiënten liggen in het ziekenhuis. Sinds de uitbraak raakten rond de achthonderd personeelsleden besmet, van wie acht militairen overleden. Zij waren geen van allen gevaccineerd. Er werden in het afgelopen anderhalf jaar meerdere missies ingetrokken. Minister Krishna Mathoera liet weten dat er geen vaccinatieplicht ingevoerd zal worden. Wel zullen alleen gevaccineerde, genezen en negatief geteste werknemers worden toegelaten.[713]
- 2: Goudmijnbedrijf Newmont heeft de Surinaamse regering bijna een miljoen USD aan medische spullen gedoneerd.[714]

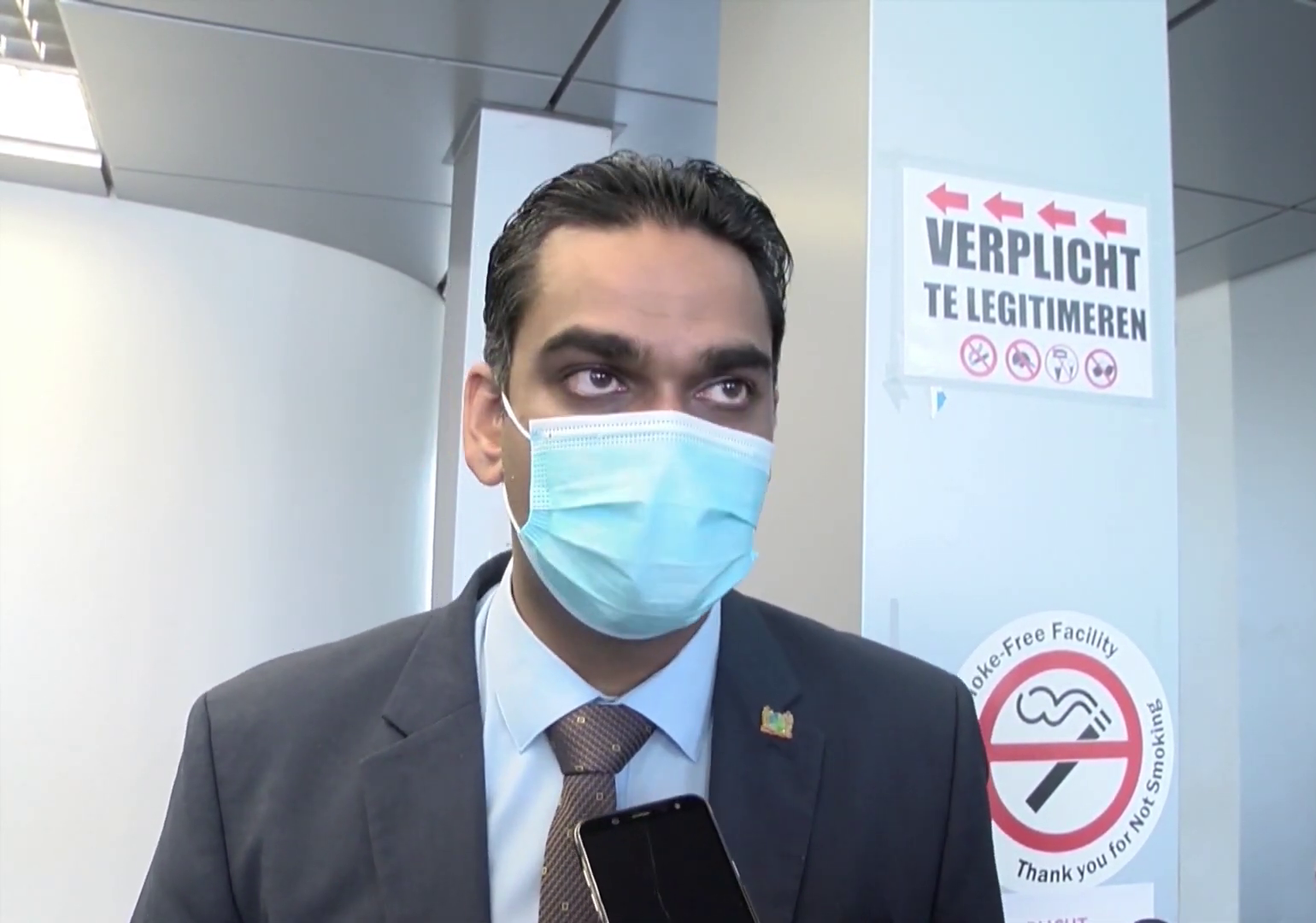
Minister Amar Ramadhin (Volksgezondheid)

- 2: De vaccinatiegraag in Suriname bedraagt nu zo'n 40%. Suriname is het enige land in de regio waar vier verschillende coronavaccins zijn geïntroduceerd; momenteel wordt er met drie merken gevaccineerd. De bereidheid om zich te laten vaccineren is echter laag, waardoor het aanbod nu groter is dan de vraag. Suriname heeft daarom een aanbod van Nederland van een schenking van 45.000 vaccins AstraZeneca moeten afslaan. Minister Amar Ramadhin van Volksgezondheid heeft in overleg met de regering in Caricom-verband een schenking van vaccins aan Jamaica toegezegd. Dat land heeft een vaccinatiegraad van 7%.[715][716]
- 14: De Surinaamse Luchtvaart Maatschappij stelt als verplichting in dat personeelsleden ten minste een maal gevaccineerd dienen te zijn of wekelijks het resultaat van een sneltest overleggen.[717]
- 14: De ziekenhuizen hebben een actieplan opgesteld, waarin de uitbreiding van de zorgcapaciteit wordt voorzien, die ze vandaag overhandigen aan president Chan Santokhi.[718]
- 14: Suriname bereikte vandaag het aantal van 1.000 personen die als gevolg van COVID-19 zijn overleden.[719]
- 15: Duitsland heeft Suriname vaccinatieverbruiksmiddelen geschonken in de strijd tegen het virus. De schenking is mede tot stand gekomen dankzij de in spanningen van de SU4SU-organisatie.[720]
- 16: Albert Aboikoni, granman van de Saramaccaners, heeft na een bezoek van een delegatie onder leiding van minister Amar Ramadhin van Volksgezondheid gekozen voor het BBIBP-CorV-vaccin van Sinopharm. "Het is gefabriceerd met een verzwakt of dood virus, net als de vaccins die wij altijd toegediend krijgen," aldus Aboikoni.[721]
- 17: De Surinaams prediker van de Volle Evangeliegemeente Logos International, Steven Reyme, houdt demonstraties tegen vaccinatie en voor toelating van het middel ivermectine dat zich dan nog wereldwijd nog in de testfase bevindt.[722]
- 27: Vandaag hebben 75 kerken van de Gods Bazuin Ministries van predikant Steve Meye de aanval tegen het coronabeleid persoonlijk gemaakt door vicepresident Ronnie Brunswijk verantwoordelijk te houden voor zijn aanblijven in de regering. Het kerkgenootschap verwijst naar het Evangelie volgens Matteüs 6:33: "Zelfs God dwingt geen enkel mens om Hem te dienen en te volgen omdat Hij ons heeft geschapen met een vrije wil en dat respecteren wij en daar willen wij ons aan houden". Meye is het oneens met plannen van de regering om verplichte vaccinatie in sommige gevallen toe te staan.[723]
- 27: Vandaag werden de eerste personen gevaccineerd met een Boostervaccinatie. Dit is een extra dosis voor personen boven de zestig jaar en zwakkere personen om hen extra tegen het coronavirus te beschermen. De boost wordt gegeven met het AstraZeneca-vaccin.[724]
- 27: De Medische Zending zal versterking krijgen van het Rode Kruis bij de vaccinatie in het binnenland.[725]

### November 2021
Vanwege een beveiligingsprobleem met de MediaWiki Graph-software is het momenteel niet mogelijk deze grafiek weer te geven. Zodra de software is bijgewerkt zal de grafiek vanzelf weer zichtbaar worden.
Vanwege een beveiligingsprobleem met de MediaWiki Graph-software is het momenteel niet mogelijk deze grafiek weer te geven. Zodra de software is bijgewerkt zal de grafiek vanzelf weer zichtbaar worden.

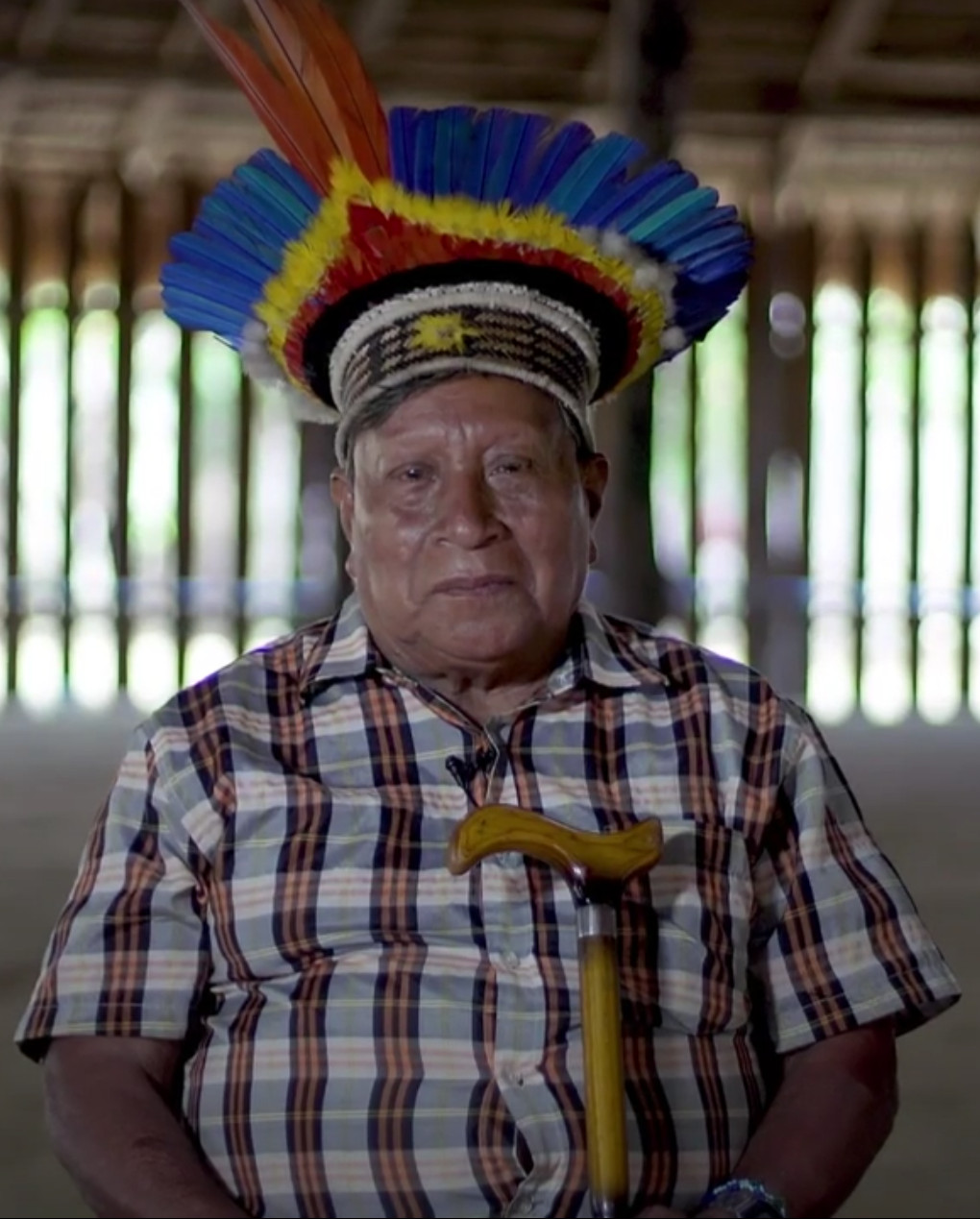
Granman Asongo Alalaparoe, van de Trio

- 2: Positief geteste personen die daarna eenmaal een coronavaccin hebben gehad, kunnen zich melden voor een tweede dosis.[726]
- 2: Irene Lalji, de strafrechtadvocate van onder meer oud-minister Gillmore Hoefdraad, overlijdt na een ziekbed van enkele weken aan de gevolgen van corona.[61]
- 3: Doordat het aantal coronabesmettingen op een lager niveau is terechtgekomen, worden vanaf vandaag de regels voor de horeca versoepeld.[727]
- 4: Minister Amar Ramadhin van Volksgezondheid ontving een positieve test op COVID-19. Hij is al twee maal gevaccineerd en verkeert in goede gezondheid. Hij is direct in Isolatie gegaan.[728]
- 12: 877 flacons met zo'n 9500 doses AstraZeneca zijn vernietigd omdat ze zijn overgehouden. Van Moderna en Sinopharm dreigen ook vaccins over de datum te gaan.[729]
- 13: Aan mensen boven de 40 jaar die gevaccineerd zijn met AstraZeneca zal de derde prik worden aangeboden, ook wel boosterprik genoemd.[730]
- 15: Na de piek van de vierde golf die sinds eind oktober de kop op stak, zet de daling van het aantal besmettingen evenals het aantal coronapatiënten in de ziekenhuizen zet door.[731]
- 17: Suriname versoepelt de coronamaatregelen voor mensen die volledig gevaccineerd zijn of een negatieve coronatest hebben gehad die niet ouder is dan 24 uur.[732]
- 18: Verschillende samenwerkende kerken, burgers en vakbonden spreken dreigend uit dat er een oorlog kan uitbreken als er gedwongen vaccinatie wordt ingevoerd.[733] Volgens Javier Asin, coördinator van het Nationaal Coördinatie Team (NCT), zouden er in Suriname geen plannen zijn voor vaccinatiedwang. "De demonstranten demonstreren tegen iets dat niet bestaat," aldus Asin.[734]
- 21: Oud-Trio-granman Asongo Alalaparoe overlijdt op 79-jarige leeftijd aan corona en onderliggend lijden.[62]
- 25: Tijdens de viering van Srefidensi zal het defilé en de parade zonder aanwezigheid van veel publiek worden gehouden.[735]
- 29: Vanaf vandaag zijn de coronaregels gewijzigd. Ondanks het einde van de vierde golf, wordt de avondklok met twee uur vervroegd. Reizigers uit het buitenland dienen te zijn gevaccineerd. Er is bezorgheid over de opkomst van 'variants of concern', zoals omikron.[736][737]
- 29: Het plafond van het Covid-noodfonds is bereikt, de covid-steun wordt daarom stopgezet.[738]
- 30: De kortgedingrechter heeft het drietal Steve Meye (dominee van Desi Bouterse), Jennifer van Dijk-Silos (oud-voorzitter van het Kiesbureau) en Patrick Bhagwandin (bedrijfsadvocaat van De Surinaamsche Bank) in het ongelijk gesteld, in de aanklacht dat de coronamaatregelen van de regering een vorm van discriminatie zouden zijn.[739]

### December 2021
Vanwege een beveiligingsprobleem met de MediaWiki Graph-software is het momenteel niet mogelijk deze grafiek weer te geven. Zodra de software is bijgewerkt zal de grafiek vanzelf weer zichtbaar worden.
Vanwege een beveiligingsprobleem met de MediaWiki Graph-software is het momenteel niet mogelijk deze grafiek weer te geven. Zodra de software is bijgewerkt zal de grafiek vanzelf weer zichtbaar worden.
- 2: Terwijl de avondklok op 29 nog twee uur werd vervroegd, maakt de regering nu een knieval naar de horeca en brengt de avondklok terug naar 11 uur 's avonds. Het Covid-team is niet blij met de beslissing.[740]
- 2: De levering van het vaccin AstraZeneca uit Nederland is afgezegd omdat er te weinig vraag naar is. De beslissing is genomen om te voorkomen dat er daardoor vaccins vernietigd zouden moeten worden.[741]
- 2: De horecasector roept de samenleving op de coronaprotocollen op te volgen. De oproep wordt gesteund door de Vereniging Horeca Suriname (VHS), Suriname Hospitality and Tourism Association (SHATA) en de Vereniging Surinaams Bedrijfsleven (VSB).[742]
- 3: Van de 50.882 mensen die sinds 50.882 positief zijn getest op corona is rond de helft, 27.207, genezen. Bij de maternale sterfte (sterfte in het kraambed) hadden 23 van de 34 vrouwen corona.[743]

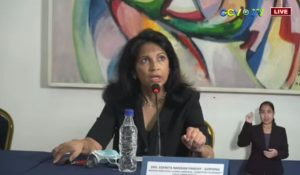
Soenita Nannan Panday-Gopisingh

- 9: Hoewel de 4e golf net voorbij is, maakt het Nationaal Coördinatie Team zich al op voor de 5e golf, die mogelijk groter is dan de vorige coronagolven.[744] Soenita Nannan Panday-Gopisingh, voorzitter van de Stuurgroep COVID-19 Communicatie, sprak de zorg uit over een mogelijk begin van de 5e golf net na Kerst.[745]
- 11: Het aantal overgebleven vaccins in Suriname raakt op.[746]
- 28: Achtenvijftig verpleegkundigen die op 1 september op het Elsje Finck-Sanichar College COVAB startten met de opleiding Intensive Care Covid-19, hebben deze vandaag afgesloten met een certificaat. De training werd op verzoek van 's Lands Hospitaal gestart en was een samenwerkingproject met het Radboudumc en BML uit Nederland.[747]
- 28: De regering overweegt de coronamaatregelen te verscherpen vanwege 'uitbundige feesten'. Op een ervan was laatst sprake van een massaspreading.[748]
- 28: Na een lange tijd relatief lage besmettingsaantallen, steeg het aantal in de afgelopen twee dagen sterk.[749]
- 29: De regering heeft de avondklok vervroegd van 11 naar 9 uur. Ook worden surveillances uitgebreid.[750]

### Januari 2022
Vanwege een beveiligingsprobleem met de MediaWiki Graph-software is het momenteel niet mogelijk deze grafiek weer te geven. Zodra de software is bijgewerkt zal de grafiek vanzelf weer zichtbaar worden.
Vanwege een beveiligingsprobleem met de MediaWiki Graph-software is het momenteel niet mogelijk deze grafiek weer te geven. Zodra de software is bijgewerkt zal de grafiek vanzelf weer zichtbaar worden.
- 3: Joël Martinus, alias Bordo, een van de vooraanstaande personen binnen de ABOP, heeft de afgelopen nacht een groot feest gehouden voor ten minste tweeduizend bezoekers, Tweeëntwintig bands traden op en hij verdeelde ruim vijftigduizend dollar (ruim tweeduizend euro) onder het publiek. Er vielen mensen flauw om het geld te pakken. De coronaregels werden overtreden.[751] Volgens Martinus zou First-lady Mellisa Santokhi-Seenacherry een van de gasten zijn geweest op zijn feest afgelopen zondag.[752]

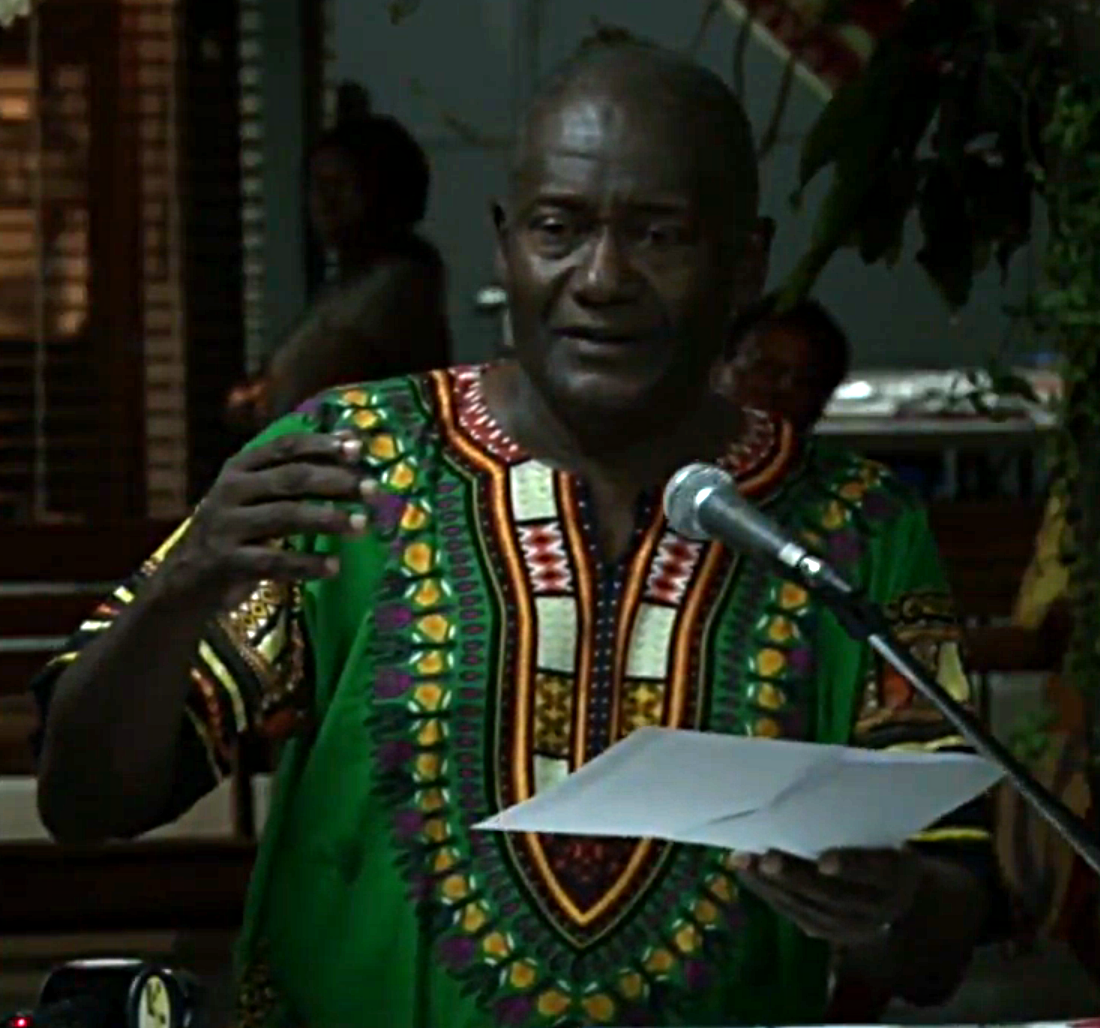
Hans Breeveld, 2018

- 4: In een column in Starnieuws beklaagt oud-politicus en politicoloog Hans Breeveld zich over het lawaai in de woonwijken in de afgelopen maanden. Illegale feesten zouden burgers uit hun slaap houden en de politie treedt er niet tegen op.[753]
- 10: De minister van Volksgezondheid, Amar Ramadhin, bevestigt dat de omikronvariant is vastgesteld in Suriname.[754]
- 14: Mensen met een positieve coronatest hoeven in het vervolg slechts vijf in plaats van tien dagen in isolatie.[755]
- 14: De vijfde gold, die heerst sinds de opkomst van de omikron-variant, overtreft inmiddels de vierde golf, aldus minister Amar Ramadhin van Volksgezondheid.[756]
- 16: In het Academisch Ziekenhuis Paramaribo is het aantal besmettingen onder het personeel zo hoog, dat het Nationaal Leger moet bijspringen.[757]
- 17: In De Nationale Assemblée zijn een aantal leden en rond de twintig personeelsleden besmet met het coronavirus. Door de uitbraak zijn de vergaderingen afgelast.[758]
- 25: Minister Amar Ramadhin van Volksgezondheid is voor de tweede keer positief bevonden op corona. In november 2021 werd hij ook besmet met het virus.[759]

### Februari 2022
Vanwege een beveiligingsprobleem met de MediaWiki Graph-software is het momenteel niet mogelijk deze grafiek weer te geven. Zodra de software is bijgewerkt zal de grafiek vanzelf weer zichtbaar worden.
Vanwege een beveiligingsprobleem met de MediaWiki Graph-software is het momenteel niet mogelijk deze grafiek weer te geven. Zodra de software is bijgewerkt zal de grafiek vanzelf weer zichtbaar worden.
- 5: President Chan Santokhi heeft zijn 63-jarige verjaardag op het Presidentieel Paleis gevierd in bijzijn van minstens honderd mensen. Op Facebook circuleren video's dat de protocollen hierbij niet zijn gehandhaafd.[760] Joël Martinus, alias Bordo, die een maand geleden een feest hield voor duizenden mensen,[751] had op 11 februari opnieuw een groot feest gepland, maar maakte deze keer via Facebook bekend deze niet door te laten gaan.[761] De president liet enkele dagen later weten dat hij de opdracht had gegeven van "Geen feest, vanwege COVID" en slechts toestemming gaf voor de organisatie van een dankdienst en felicitatiemoment. "We hebben een gebedsdienst thuis gehad, en een dankdienst en felicitatie aan het werk," verklaarde de president.[762]
- 8: Suriname wordt vanaf door Nederland aangemerkt als zeerhoogrisicogebied. Wie vanuit Suriname naar Nederland reist zal in quarantaine moeten of een boosterprik moeten hebben gehad.[763]

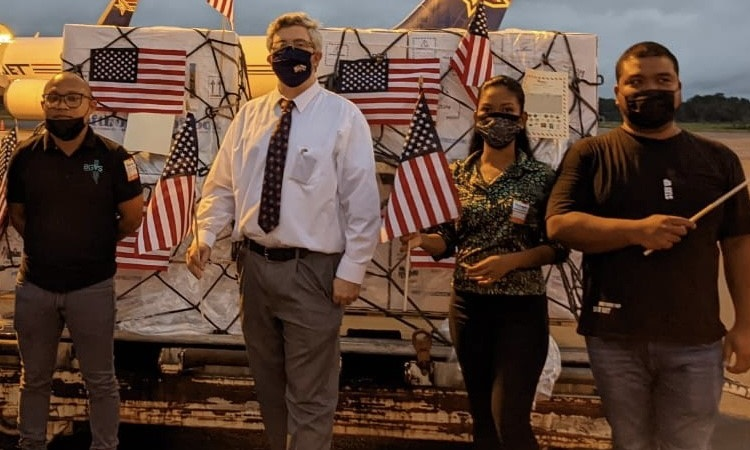
De Verenigde Staten schenken aan Suriname 226.800 dosis Pfizer

- 11: De Verenigde Staten hebben voor de tweede keer een grote levering Pfizer-vaccins geschonken aan Suriname, van deze keer bij elkaar 226.800 doses.[764]
- 21: De regering heeft na twee jaar tijd vandaag tijd de avondklok opgeheven. Ook zijn tal van andere maatregelen versoepeld. Feesten en grote bijeenkomsten zijn nog steeds verboden. De uitzonderingstoestand werd teruggebracht van code paars naar oranje.[765]
- 21: Omikron is sinds eind december de overheersende variant in Suriname.[766]
- 21: Het ministerie van Volksgezondheid heeft aangekondigd om corona op te nemen in de reguliere gezondheidszorg.[767]

### 1 tot 25 maart 2022
Vanwege een beveiligingsprobleem met de MediaWiki Graph-software is het momenteel niet mogelijk deze grafiek weer te geven. Zodra de software is bijgewerkt zal de grafiek vanzelf weer zichtbaar worden.
Vanwege een beveiligingsprobleem met de MediaWiki Graph-software is het momenteel niet mogelijk deze grafiek weer te geven. Zodra de software is bijgewerkt zal de grafiek vanzelf weer zichtbaar worden.
- 11: Sinds vandaag zijn er geen coronapatiënten meer op de intensive care.[768][769]
- 23: Japan doneert voor circa een miljoen USD aan medische apparatuur aan verschillende Surinaamse ziekenhuizen, in het kader van "solidariteit en samenwerking in de strijd tegen de Covid-19-pandemie". Ook Belize, Guyana en Trinidad en Tobago hebben een dergelijke gift gekregen; het ging bij elkaar om een schenking van 4,8 miljoen dollar door de Japanse overheid.[770]

Einde 5e golf, drastische versoepelingen van de maatregelen.
- 25: De vijfde golf is voorbij en de klachten zijn bij de heersende omikronvariant minder groot dan bij eerdere varianten. De maatregelen worden daardoor drastisch versoepeld. De verplichting om bij klachten in quarantaine of isolatie te gaan zijn afgeschaft; bij klachten geldt doorwerken met een chirurgisch mondkapje. Er blijven nog wel enkele maatregelen overeind. Zo blijven feesten vooralsnog verboden.[771][772][773][774]

### Vervolg
- 29 maart: Covid wordt opgenomen in de reguliere zorg van de Medische Zending.[775]
- 2 april: Voetbalwedstrijden mogen weer met publiek gespeeld worden.[776]
- 28 april: De website met het Covid 19-dashboard die dagelijks de nieuwe coronabesmettingen presenteerde, is vandaag beëindigd.[777]
- 22-28 juni: Suriname heeft deze week nog te maken met vijf coronadoden. Er liggen 14 mensen op de intensive care en 67 in het ziekenhuis.[778]
- 3 januari 2023: in december 2022 zijn vijf mensen overleden aan de gevolgen van Covid. Het jaar 2022 werd afgesloten met een totaal van 1398 Covid-doden.[779]
- 27 september 2023: het ministerie van Economische Zaken, Ondernemerschap en Technologische Innovatie begint het project Supporting and Ensuring Small and Medium-sized Enterprises (SMEs). Minister Rishma Kuldipsingh gaf aan dat het project is gestart naar aanleiding van de zware klappen die het ondernemersklimaat heeft gekregen tijdens de coronacrisis. De trainer van de workshop, Selim Serkan Ercan van het Turkse KOSGEB, heeft aangegeven dat er tijdens de training gefocust wordt op hoe ondernemers een businessplan kunnen maken om weerstand te kunnen bieden tegen pandemieën.[780]
- 3 april 2024: Onthulling van het Monument Ter Nagedachtenis van Covidslachtoffers[781]
- 16 mei 2024: Het SARI-netwerk van de Wereldgezondheidsorganisatie (WHO) heeft Suriname twee onderscheidingen en een certificaat toegekend voor het werk dat is verricht tijdens de coronapandemie.[782]